# Wittmund

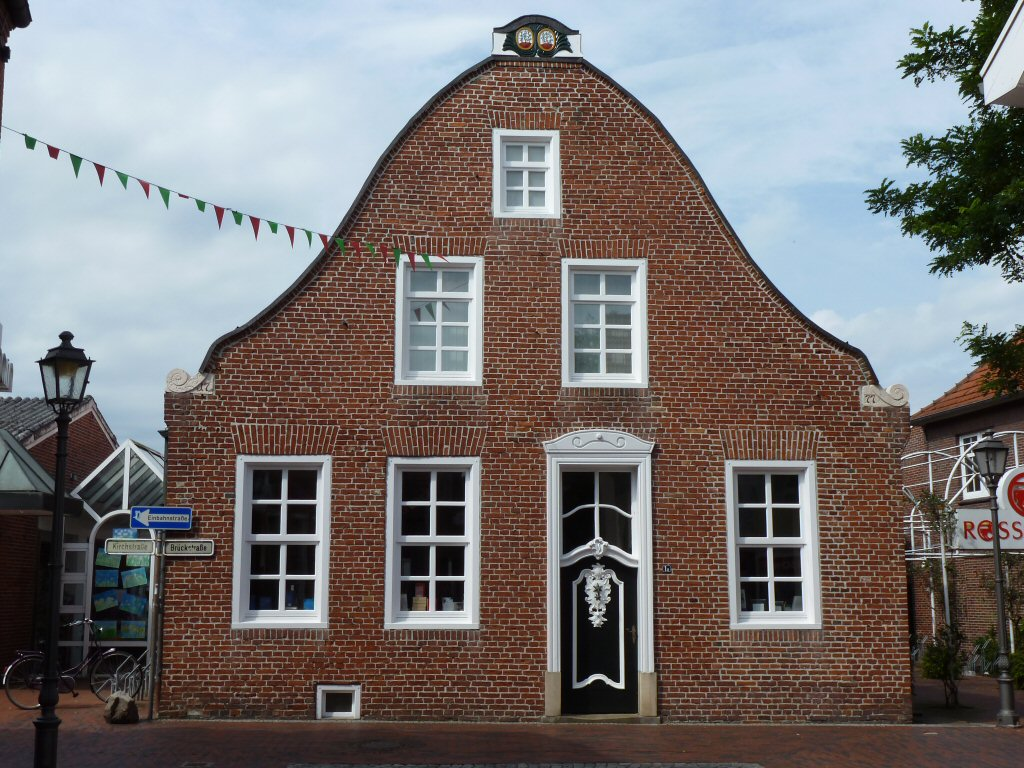
Historisches Haus mit Schweifgiebel an der Brückstraße 1a

Wittmund ist eine Stadt im Nordwesten Niedersachsens und Kreisstadt des gleichnamigen ostfriesischen Landkreises. Der Fläche nach ist sie die größte Stadt Ostfrieslands, von ihrer Einwohnerzahl her liegt sie mit 20.037 hinter Emden, Aurich, Leer und Norden an fünfter Stelle. Das Territorium der Stadt ist nur dünn besiedelt. In der Raumordnung des Landes Niedersachsen wird Wittmund als Mittelzentrum geführt.
Historisch gehört der Großteil des Wittmunder Stadtgebiets zum Harlingerland, das endgültig erst im Jahr 1600 durch den Berumer Vergleich zur Grafschaft Ostfriesland kam. Seit 1885 ist Wittmund Sitz des gleichnamigen Landkreises.

## Geografie

### Lage und Ausdehnung
Wittmund liegt zwischen Aurich und Jever im Nordosten Ostfrieslands. Vom Stadtkern bis zur Küste sind es rund 15 Kilometer. Flächenmäßig gehört Wittmund mit 210,13 Quadratkilometern zu den zehn größten Städten Niedersachsens und liegt in einem deutschlandweiten Vergleich auf Rang 82. Seit der Eingemeindung mehrerer umliegender Orte bei der Kommunalreform 1972 ist Wittmund die flächengrößte Stadt Ostfrieslands. Nach Norden hin stößt die Wittmunder Stadtgrenze mit dem Stadtteil Carolinensiel direkt an die Nordseeküste.
Mit ihren rund 20.000 Einwohnern, die sich auf gut 210 Quadratkilometer verteilen, ist Wittmund nur sehr dünn besiedelt. Einer Einwohnerdichte von 99 pro Quadratkilometer stehen allein innerhalb Ostfrieslands Vergleichswerte von 488 (Emden), 460 (Leer), 241 (Norden) und 206 (Aurich) gegenüber.
Vom Schiffsanleger Harlesiel verkehrt die Fähre zur Nordseeinsel Wangerooge. Wittmund liegt an der Harle, einem Fluss, der im Wittmunder Stadtgebiet sowohl entspringt als auch mündet. Die Stadt wird in der Raumordnung des Landes Niedersachsen als Mittelzentrum geführt.

### Geologie

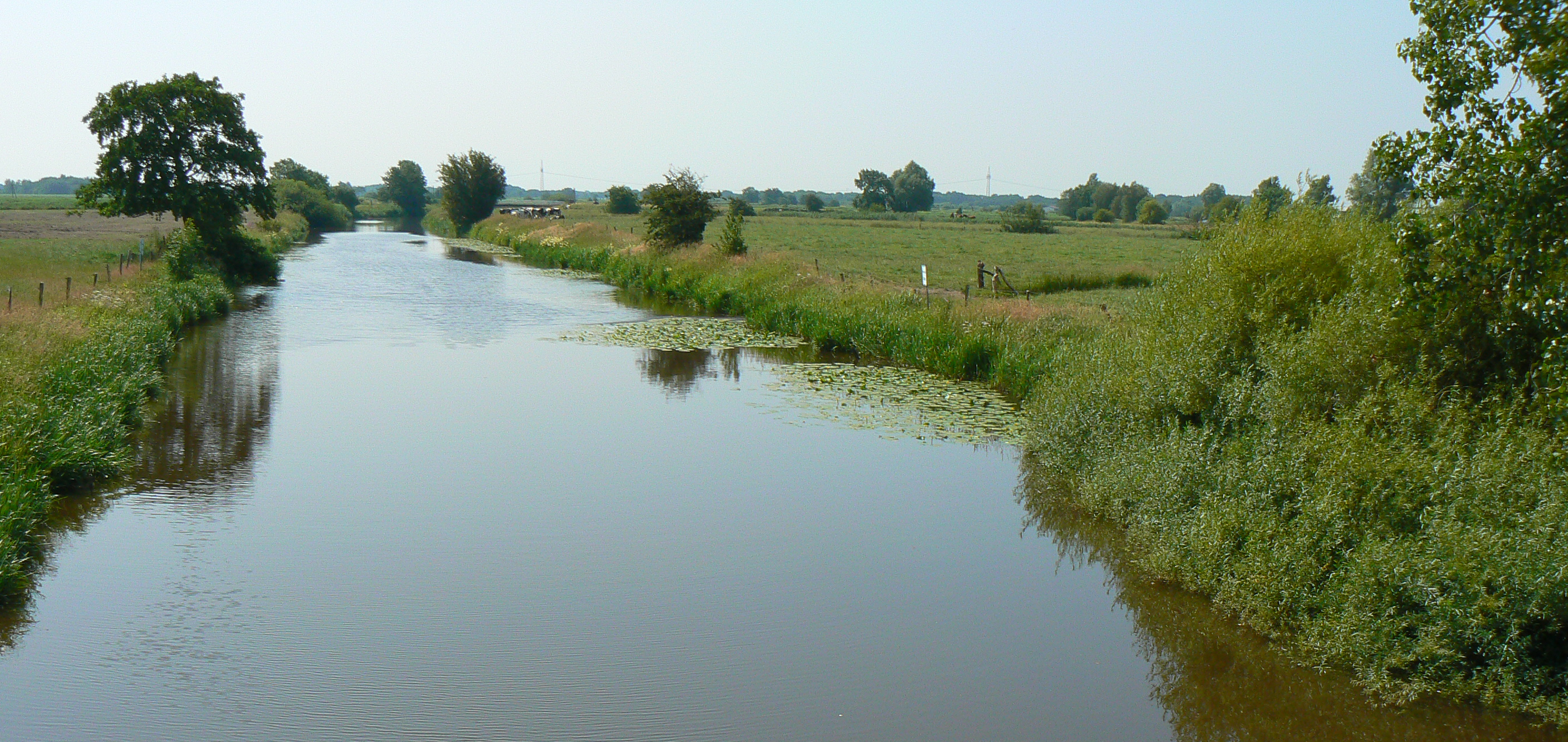
Die Harle bei Wittmund

Das Wittmunder Stadtgebiet ist von den drei Landschaftsformen Marsch, Geest und Moor des ostfriesischen Festlands geprägt. Der Hauptanteil entfällt auf die Marsch und insbesondere auf die Jungmarsch, vor allem in denjenigen Gebieten der Stadt, die im Laufe der Jahrhunderte Stück um Stück der ehemaligen Harlebucht abgerungen wurden. Die Geestanteile sind deutlich geringer, Moorgebiete sind nur in einem kleinen Teil des südlichen Stadtgebiets zu finden. Das oberflächliche Stadtgebiet ist erdgeschichtlich also vom Pleistozän (Geest) sowie vom Holozän (Marsch und Moor) geprägt.
Der Stadtkern von Wittmund befindet sich auf der Geest am südwestlichen Rand der früheren Harlebucht. Es handelt sich um Sand und Kies aus Schmelzwasserablagerungen des Drenthe-Stadiums der Saale-Kaltzeit. Südlich davon schließen sich tonige, sandige und kiesige Erden aus demselben erdgeschichtlichen Stadium an, vorwiegend als Geschiebelehm und -mergel. Im äußersten Süden bei Leerhafe sind Sande und Flugsande aus der Weichsel-Kaltzeit zu finden, die ältesten Schichten auf dem Wittmunder Stadtgebiet. Sie sind Teil des sich von Südost nach Nordwest etwa von Oldenburg bis Norden erstreckenden oldenburgisch-ostfriesischen Geestrückens. Im Westen des Stadtgebiets sind Beckenablagerungen aus Lauenburger Ton aus der Elster-Kaltzeit zu finden. Nahe Ardorf gibt es auch Niedermoorböden.
Am Rande der früheren Harlebucht befindet sich toniger Schluff aus Brackwasserablagerungen, beispielsweise um den Ortsteil Funnix. Die ehemalige Harlebucht selbst besteht aus Wattablagerungen aus Feinsand, Schluff und Ton. Diejenigen Stadtteile, die nach und nach der Harlebucht abgerungen wurden, liegen ausschließlich auf diesem Untergrund, wie etwa Carolinensiel und die unmittelbar südlich gelegenen Groden, die innerhalb Ostfrieslands ausschließlich im früheren Harlingerland sogenannt werden, im Übrigen Ostfriesland spricht man stattdessen von Poldern.

### Flächennutzung
| Nutzung                            | Fläche in ha |
| ---------------------------------- | ------------ |
| Gebäude- und Freifläche            | 1.315        |
| davon Wohnfläche                   | 757          |
| davon Gewerbe- und Industriefläche | 97           |
| Betriebsfläche                     | 61           |
| davon Abbauflächen                 | 46           |
| Erholungsfläche                    | 76           |
| davon Grünanlage                   | 26           |
| Verkehrsfläche                     | 818          |
| davon Straße, Weg, Platz           | 794          |
| Landwirtschaftsfläche              | 17.119       |
| Wasserfläche                       | 399          |
| Waldfläche                         | 937          |
| Flächen anderer Nutzung            | 286          |
| davon Friedhöfe                    | 8            |
| davon Unland                       | 23           |
| Gesamtfläche                       | 21.012       |

Die Flächennutzungstabelle macht den enorm hohen Anteil der Landwirtschaftsflächen an der Gesamtfläche Wittmunds deutlich. Mit knapp 81,5 Prozent übertrifft Wittmund noch den ostfriesischen Durchschnitt von rund 75 Prozent, der seinerseits bereits deutlich über dem bundesrepublikanischen Durchschnitt von 52 Prozent liegt. Mit etwa 4,5 Prozent Waldanteil liegt Wittmund über dem ostfriesischen Durchschnitt von 2,6 Prozent. Allerdings ist Ostfriesland im deutschlandweiten Vergleich extrem unterdurchschnittlich bewaldet. Die Forste im Stadtgebiet konzentrieren sich im Westen und Süden, der Norden hingegen ist völlig waldfrei, Bäume gibt es dort nur als Windfang in der Nähe von Gehöften. Im Süden Wittmunds rund um den Stadtteil Leerhafe sind Wallhecken zu finden. Die Wasserflächen bestehen aus einigen Baggerseen im Bereich Ardorf/Collrunge im äußersten Südwesten des Stadtgebietes sowie aus der Harle und zahlreichen Entwässerungsgräben.

### Nachbargemeinden
Im Nordwesten grenzt Wittmund an die Gemeinden Dunum, Stedesdorf, Werdum und Neuharlingersiel (alle Samtgemeinde Esens im Landkreis Wittmund), im Nordosten an die Gemeinde Wangerland und im Osten an die Stadt Jever (beide Landkreis Friesland), im Süden an die Gemeinde Friedeburg (Landkreis Wittmund) und im Westen an die Stadt Aurich (Landkreis Aurich). Damit ist Wittmund die mittlere der drei aneinandergrenzenden Kreisstädte Aurich, Wittmund und Jever.

### Stadtgliederung
Die Kreisstadt Wittmund teilt sich in folgende 14 Ortschaften auf:
| - Ardorf - Asel - Berdum - Blersum - Burhafe | - Buttforde - Carolinensiel - Eggelingen - Funnix - Hovel | - Leerhafe - Uttel - Willen - Wittmund (Kernstadt) |

Neben diesen Ortsteilen gibt es eine große Zahl weiterer Ortschaften und Wohnplätze, die zu den Gemarkungen dieser Ortsteile gehören. Dabei handelt es sich oft um Ortschaften mit nur wenigen Dutzend und teils gar weniger als einem Dutzend Häusern. Ihre ursprünglichen Namen sind jedoch bei den Einwohnern noch stets präsent und werden als Herkunftsbezeichnung genutzt.

### Klima
Wittmund liegt in der gemäßigten Klimazone. Das Stadtgebiet steht zumeist im direkten Einfluss der Nordsee. Die Klimaverhältnisse in der Stadt Wittmund, die sich über mehr als 20 Kilometer in Nord-Süd-Richtung erstreckt und von der Nordseeküste bis hin zu Niedermoorgebieten im zentraleren Ostfriesland reicht, variieren jedoch mit der Entfernung von der Küste. Im Sommer sind die Tagestemperaturen insgesamt tiefer, im Winter häufig höher als im weiteren Binnenland. Das Klima ist von der mitteleuropäischen Westwindzone geprägt.
Nach der Klimaklassifikation von Köppen befindet sich Wittmund in der Einteilung Cfb, das heißt, dass die Klimazone C ein warmgemäßigtes Regenklima aufweist, bei dem der kälteste Monat eine Mitteltemperatur zwischen 18 °C und −3 °C aufweist und der wärmste Monat eine Temperatur über 10 °C. Die jährliche Niederschlagssumme beim Klimatyp Cf: feuchtgemäßigtes Klima bedeutet, dass alle Monate feucht sind und der trockenste Monat mindestens 60 Millimeter Niederschlagsmenge aufweist. Der Klimauntertyp b (warme Sommer) zeigt, dass alle Monate unter 22 °C liegen, es aber noch mindestens vier Monate gibt, die wärmer als 10 °C sind.
Die durchschnittliche Jahrestemperatur in Wittmund beträgt 6 bzw. 11,8 °C. Die wärmsten Monate sind Juli und August mit durchschnittlich 20 °C und die kältesten Januar und Februar mit −1 °C im Mittel. Der meiste Niederschlag fällt im November mit durchschnittlich 86,8 Millimeter, der geringste im Februar mit durchschnittlich 44 Millimeter. Die Gesamtniederschlagsmenge über das Jahr liegt bei 814 Millimeter und entspricht damit fast genau dem deutschen Durchschnitt.
|                       | Jan  | Feb  | Mär  | Apr  | Mai  | Jun  | Jul  | Aug  | Sep  | Okt  | Nov  | Dez  |   |       |
| Mittl. Tagesmax. (°C) | 3    | 3    | 7    | 11   | 16   | 19   | 20   | 20   | 18   | 13   | 8    | 4    | ⌀ | 11,9  |
| Mittl. Tagesmin. (°C) | −1   | −1   | 1    | 4    | 8    | 12   | 14   | 13   | 11   | 7    | 3    | 1    | ⌀ | 6     |
|                       |      |      |      |      |      |      |      |      |      |      |      |      |   |       |
| Niederschlag (mm)     | 64,1 | 44,0 | 56,7 | 48,0 | 57,3 | 74,1 | 79,6 | 72,0 | 79,1 | 76,9 | 86,8 | 75,6 | Σ | 814,2 |
|                       |      |      |      |      |      |      |      |      |      |      |      |      |   |       |
| Sonnenstunden (h/d)   | 1    | 2    | 4    | 6    | 7    | 7    | 6    | 6    | 5    | 3    | 2    | 1    | ⌀ | 4,2   |
|                       |      |      |      |      |      |      |      |      |      |      |      |      |   |       |
| Regentage (d)         | 19   | 17   | 13   | 15   | 13   | 15   | 17   | 17   | 16   | 18   | 19   | 20   | Σ | 199   |

| −1 |

| −1 |

| 1 |

| 4 |

| 8 |

| 12 |

| 14 |

| 13 |

| 11 |

| 7 |

| 3 |

| 1 |

| −1 |

| −1 |

| 1 |

| 4 |

| 8 |

| 12 |

| 14 |

| 13 |

| 11 |

| 7 |

| 3 |

| 1 |

### Schutzgebiete
Der Küste vorgelagert sind die Inseln Spiekeroog und Wangerooge. Zwischen der Küstenlinie und den Inseln befindet sich das Wattenmeer, das als Nationalpark Niedersächsisches Wattenmeer unter Naturschutz steht und im Juni 2009 gemeinsam mit dem schleswig-holsteinischen und dem niederländischen Teil des Wattenmeers von der UNESCO zum Weltnaturerbe erklärt wurde.
Das Naturschutzgebiet Hohehahn befindet sich im Wittmunder Wald direkt nördlich der Bundesstraße 210 und umfasst 8,5 Hektar. Es steht seit 1978 unter Naturschutz. Ein sehr kleiner Teil des 1549 Hektar großen Landschaftsschutzgebietes Benser Tief (Unterschutzstellung 1980) liegt im äußersten Westen des Wittmunder Stadtgebietes, der Löwenanteil jedoch in der Samtgemeinde Esens. Eine Blutbuche in Leerhafe und eine Eiche nordwestlich des Ortes stehen bereits seit 1939 unter Schutz. Sie sind als Naturdenkmal ausgewiesen. Ein Feldgehölz bei Ardorf (Landschaftsschutzgebiet) mit einer Größe von 3,1 Hektar ist seit 1941 geschützt.

## Geschichte

### Ur- und Frühgeschichte

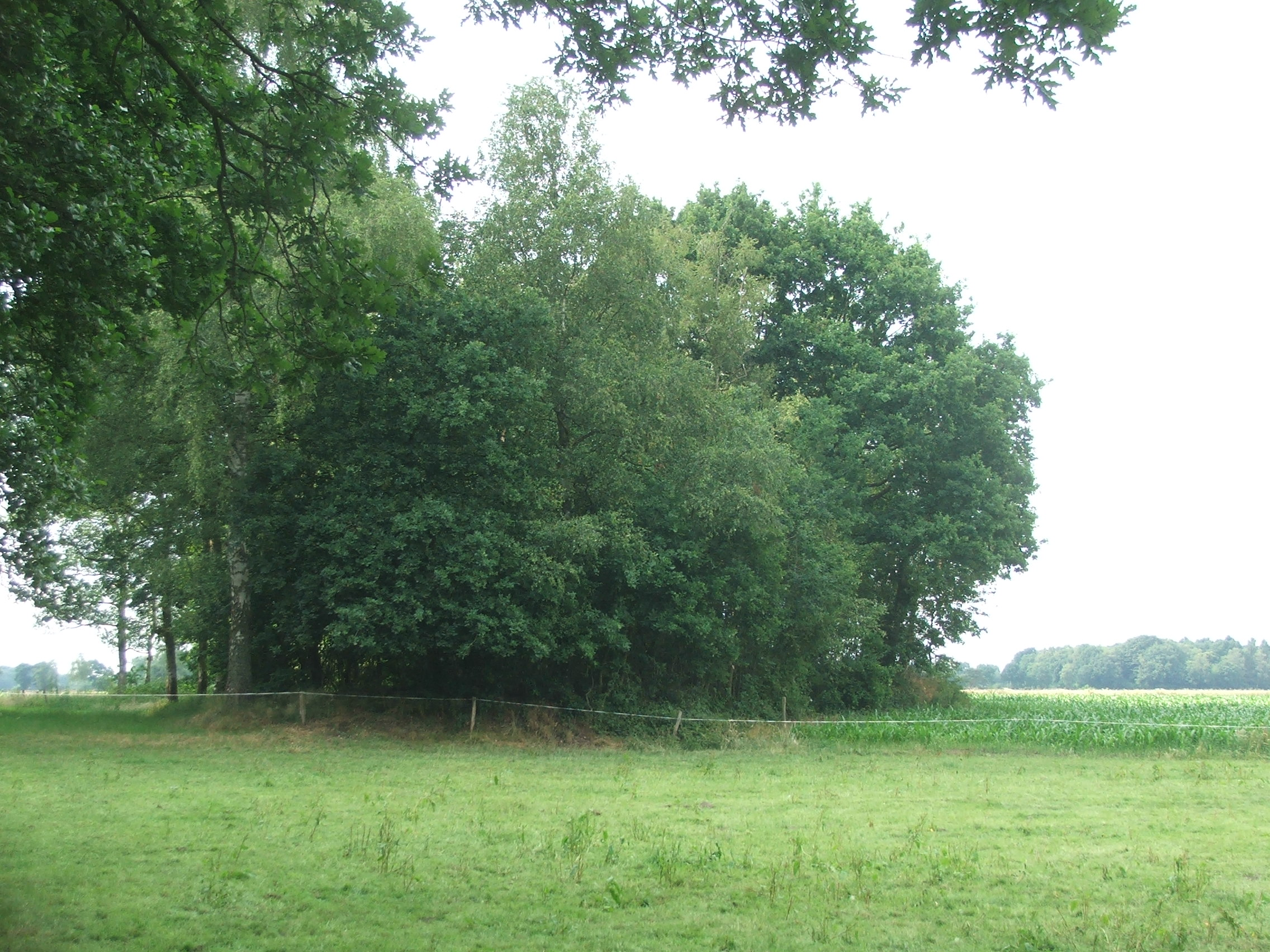
Hügelgräber bei Rispel im Jahr 2008

Die Geest rund um den Wittmunder Stadtkern sowie im Süden des Stadtgebietes zählt zu den frühesten Siedlungsräumen Ostfrieslands. Funde von ältesten Feuerstein-Artefakten werden auf die Altsteinzeit datiert. Aus der Zeit der jungsteinzeitlichen Trichterbecherkultur wurden im Bereich des Ortsteils Leerhafe viele Artefakte entdeckt. Als bedeutender Fund dieser Periode gilt der tiefstichverzierte Napf aus Rispel, der der jungsteinzeitlichen Trichterbecherkultur zugeordnet wird. Aufgrund weiterer Kleinfunde wird in Rispel eine jungsteinzeitliche Siedlung vermutet.
Im Bereich des Knyphauser Waldes rund 7,5 Kilometer südlich von Wittmund befinden sich die Hügelgräber bei Rispel. Von den ursprünglich etwa 100 Grabhügeln, die aus der Bronzezeit stammen, wurden die meisten um 1900 eingeebnet. Es blieben nur drei an der Straße von Rispel nach Reepsholt erhalten.
Der Süden des Stadtgebietes zwischen den Orten Leerhafe und Ardorf war bereits in der Bronzezeit Kreuzungspunkt von Wegen zwischen dem Oldenburger Raum und der Küste mit den Vorgängern des mittelalterlichen Friesischen Heerwegs. Aus dem Raum Friedeburg kommend, verlief der Weg zunächst in nordwestlicher Richtung, bei Leerhafe/Rispel zweigte ein anderer in Richtung Nordosten ab. Ein weiterer Weg führte in Richtung Nordwesten und teilte sich nahe Ardorf in Wege zu den heutigen Stadtkernen von Wittmund und Aurich mit Abzweig in Richtung Esens. Aufgrund von Untersuchungen in den 1950er Jahren wurde dieses Wegenetz anhand von Hügelgräbern und anderen Funden rekonstruiert.
Siedlungsreste auf einer Warft nahe dem Ortsteil Buttforde sind möglicherweise der Römischen Kaiserzeit zuzuordnen, eine genauere Untersuchung steht jedoch noch aus.

### Mittelalter
Aus der Völkerwanderungszeit wurde im Wittmunder Raum lediglich ein Siedlungsplatz bei Burhafe erkundet. Er wird auf die Zeit um 400 n. Chr. oder früher datiert. Im 5. Jahrhundert kam es zu einem starken Rückgang der Besiedlung. Ursache dafür könnte der Anstieg des Meeresspiegels und die dadurch bedingte Überflutung der Marsch und die Vernässung der Geest gewesen sein. Der Rückgang der Bevölkerung macht sich ausschließlich in fehlenden archäologischen Funden für das 5. und 6. Jahrhundert bemerkbar.
Nach diesem Siedlungsrückgang, der mit der Dünkirchen II-Transgression erklärt wird, folgte ab dem 7. oder 8. Jahrhundert eine erneute stärkere Besiedlung. Bereits für das 9. Jahrhundert wird eine Holzkirche im Wittmunder Stadtkern vermutet. Archäologische Beweise dafür stehen jedoch noch aus. In den Traditiones Fuldensis des Klosters Fulda wird ein Witmuntheim in Friesland als dem Abt Hadamar (927–956) zinspflichtig genannt. Ob es sich dabei um das heutige Wittmund handelt, ist jedoch nicht zweifelsfrei erwiesen, zumindest einzelne Autoren vermuteten es in Westfriesland. Zu den ältesten Ortschaften im Stadtgebiet gehört Ardorf, das bereits seit dem 9./10. Jahrhundert existiert.
Am 27. September 1124 wurde Eggelingen erstmals urkundlich erwähnt. Papst Calixt II. ordnete den Ort dem Kloster in Rastede zu. Der Ortsteil Asel wurde 1150 erstmals in einer Urkunde des Klosters Fulda erwähnt. Um 1200 war Wittmund der zentrale Ort der friesischen Landgemeinde Wangerland. Von ihr und vom westlich gelegenen Gau Norditi spaltete sich das Harlingerland ab, zu dem Wittmund und die umliegenden Ortschaften mit Ausnahme Ardorfs, Hovels und Leerhafes seit dem Spätmittelalter gehörten.
Zu einem ersten Höhepunkt im Kirchenbau im Wittmunder Gebiet kam es im 14. Jahrhundert, als mehrere Steinkirchen entstanden. Die heutigen Ortsteile der Stadt Blersum, Buttforde, Burhafe, Berdum und Funnix wurden 1420 erstmals urkundlich im Stader Copiar erwähnt.

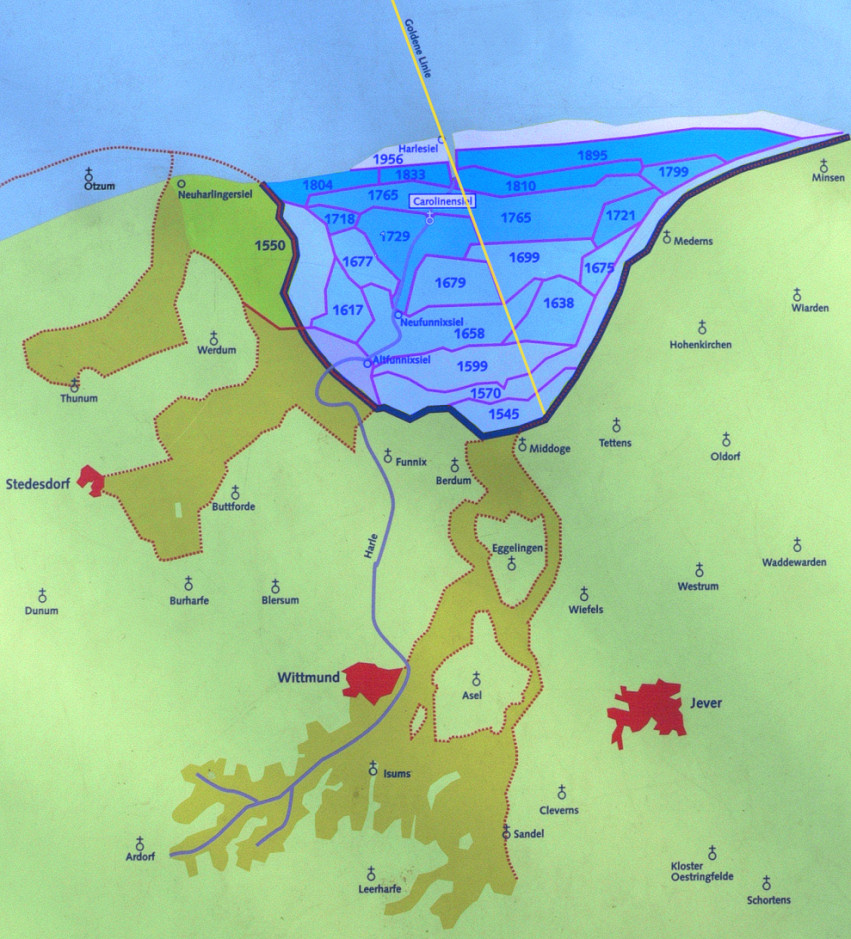
Lage von Wittmund zur Harlebucht und der Goldene Linie

Im Jahr 1362 durchbrach die Zweite Marcellusflut die alte Seedeichlinie und formte die tief ins Hinterland ragende Harlebucht, die mit mehreren Ausläufern bis an die Geeststandorte Esens, Wittmund, Burhafe und Jever reichte. Die Orte Eggelingen und Asel wurden dadurch zeitweise zu Inseln. Die Ausläufer der Harlebucht verlandeten im 15. Jahrhundert wieder und ab 1545 wurden die Nebenbuchten und die Hauptbucht systematisch eingedeicht, bis 1895 die heutige Küstenlinie bei Harlesiel erreicht wurde. Durch die Eindeichung entstanden neue Siele zur Entwässerung der eingedeichten Groden, an denen sich zumeist aufgrund der verkehrsgünstigen Lage Sielorte bildeten. Bei weiteren Eindeichungen wurden diese Sielorte zu Binnenstandorten.
Seit etwa der Mitte des 14. Jahrhunderts spielte die Häuptlingsfamilie Kankena eine dominierende Rolle in Wittmund. Ursprünglich stammten die Kankenas aus der Gegend um Reepsholt südlich von Wittmund. Möglicherweise waren sie im Auftrag der Grafen von Oldenburg Vögte an der Friesischen Heerstraße. Von dort aus drangen sie nach Nordwesten und Westen vor und damit auf das heutige Wittmunder Stadtgebiet. Sie besaßen Ländereien in Isums südlich der heutigen Kernstadt und waren vermutlich auch die Burgherren in Borgholt im Südwesten des Stadtgebiets. Von dort konnte die Abzweigung der Friesischen Heerstraße nach Aurich kontrolliert werden. Urkundlich belegen lässt sich dies nicht, aber: „Man möchte (…) angesichts des Übergewichts der Kankena in Reepsholt und ihrer späteren Position in Wittmund annehmen, das am ehesten ein Kankena als Befehlshaber dieser Burg in Betracht kam.“
Um 1370 wurde die Wittmunder Kirche auf Drängen der führenden ostfriesischen Häuptlingsfamilie tom Brok zu einer Wehrkirche ausgebaut, die auch als Burg bezeichnet wurde. Durch die Lage an der eingebrochenen Harlebucht wurde Wittmund in die Auseinandersetzungen ostfriesischer Häuptlinge mit der Hanse hineingezogen. Einzelne Häuptlinge gewährten den Vitalienbrüdern Unterschlupf auf ihren Kaperfahrten gegen hansische Schiffe. Auch der Wittmunder Hafen diente als eine solche Basis. Im Jahr 1400 eroberten die Hamburger die Wittmunder Burg, die am 30. Mai übergeben wurde.
Im 15. Jahrhundert kam es durch Eheschließungen zu Verbindungen zwischen den Familien Kankena und Attena aus Dornum. Beide waren in die Auseinandersetzungen führender Häuptlinge um die Errichtung einer Vorherrschaft in der Region verwickelt. Die Kankenas unterstützten zunächst den Häuptling Focko Ukena in seinem erfolgreichen Kampf gegen die tom Brok, die die führende Rolle in Ostfriesland anstrebten. Am Sieg Ukenas in der Schlacht auf den Wilden Äckern (1427) waren die Kankenas beteiligt. Als sich jedoch Ukena seinerseits anschickte, ebenfalls die Vorherrschaft der ostfriesischen Häuptlinge zu übernehmen, geriet er in Opposition zu anderen Häuptlingen unter der Führung der Familie Cirksena, die die letzten Parteigänger Ukenas 1433 überwältigten.
Sibet Attena bekam 1454 als Neffe und treuer Gefolgsmann des ersten ostfriesischen Grafen Ulrich Cirksena die Rechte in Esens. Ebenfalls im Jahr 1454 unterstützte er Ulrich Cirksena gegen Tanne Kankena in Wittmund, besetzte dessen dortige Burg und vertrieb ihn. Sieben Jahre später fand er ihn mit seinen Rechten in Dornum ab, seit jenem Zeitpunkt war Wittmund für die Kankena endgültig verloren. Sibet Attena nannte sich bereits seit 1455 Häuptling zu Esens, Stedesdorf und Wittmund. Damit konkretisierte sich das Harlingerland als Herrschaftsterritorium, Hauptort war jedoch Esens. 1461 hatte Sibet in Wittmund dennoch seine eigene Burg errichtet.

### Neuzeit bis 1744

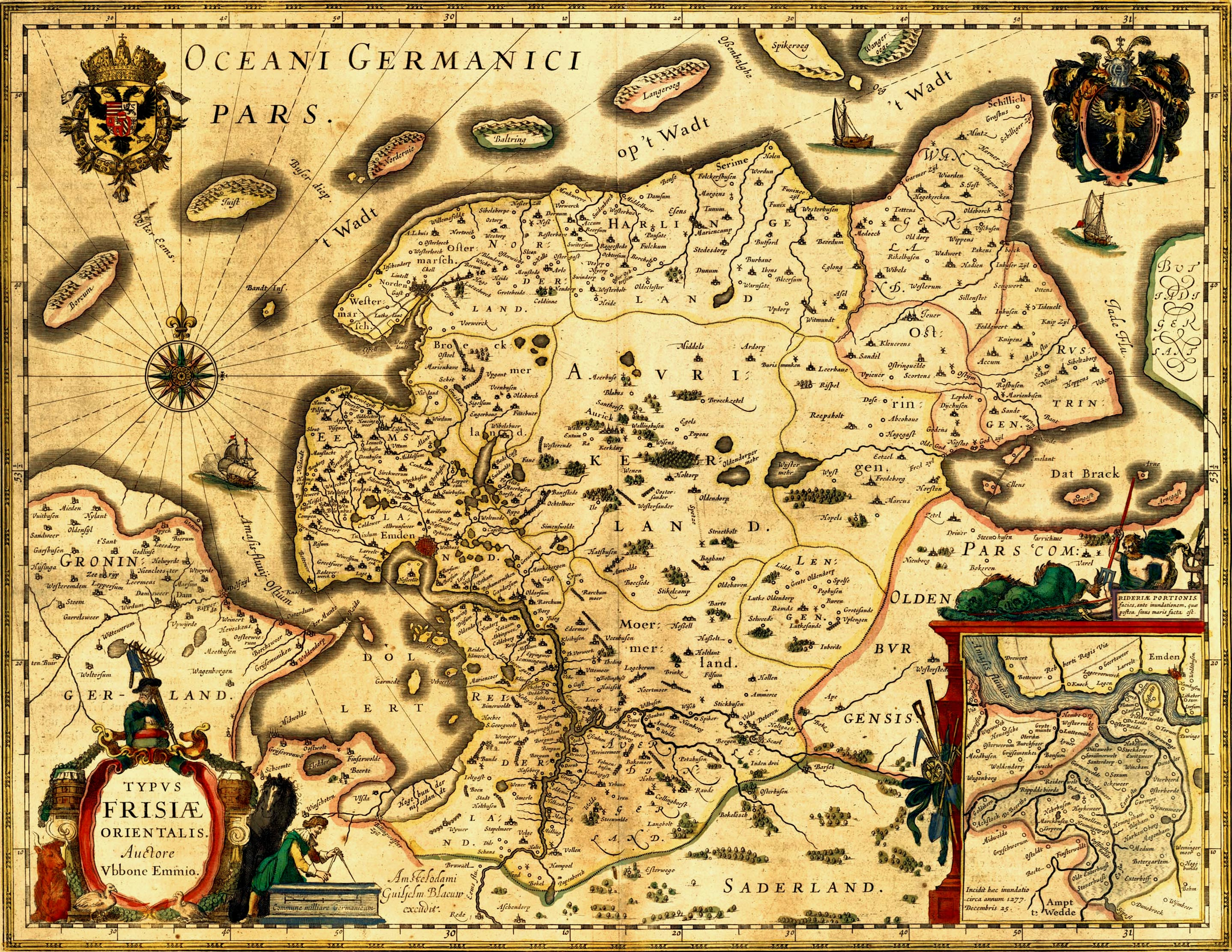
Ostfrieslandkarte mit „Witmundt“ um 1600

Von 1522 bis zu seinem Tod 1540 war Balthasar von Esens Häuptling der ostfriesischen Herrlichkeiten Esens, Stedesdorf und Wittmund und damit Herrscher des Harlingerlandes. Balthasar verstarb ohne Nachkommen, und so fiel das Harlingerland an Graf Johann II. von Rietberg, den Sohn von Balthasars Schwester Onna von Esens. Johann II. war mit Agnes Gräfin von Bentheim-Steinfurt verheiratet. Das Paar hatte zwei Töchter. Im Jahr 1557 wurde Johann II. vom Niederrheinisch-Westfälischen Reichskreis aufgrund mehrerer Vergehen zu Haft verurteilt, in der er 1562 verstarb. Deshalb übernahm 1557 die Gräfin Agnes für ihre Töchter die Regierung. Im Jahr 1567 erteilte sie als Regentin Agnes Gräfin Rietberg dem Flecken Wittmund das Stadtrecht. Im 17. Jahrhundert verfielen diese Stadtrechte wieder und wurden erst 1929 erneut verliehen.
Im Jahr 1584 wurde der Ort auf einer Karte Witmondt genannt. Später erhielt er im Rahmen der gräflichen Neuordnung eine Ämterverfassung und wurde als Amt geführt. Erst 1600 fiel das Harlingerland, also auch Wittmund, durch politische und familienbedingte Zusammenschlüsse endgültig an Ostfriesland. Im Berumer Vergleich, einem am 28. Januar 1600 auf Burg Berum zwischen dem Grafen Enno III. und dem Hause Rietberg abgeschlossenen Vertrag, wurden die Abtretung des Harlingerlands und die Modalitäten der finanziellen Entschädigung geregelt.
Im Jahr 1607 erhielt Wittmund das Marktrecht von Graf Enno III. Das Harlingerland blieb dem Grafen hörig. Landstände, wie sie sich in Ostfriesland herausgebildet hatten und die 1611 im Osterhusischen Akkord ihre Rechte sichergestellt sahen, gab es im Harlingerland nicht. Stattdessen wurde in Esens eine fürstliche Kanzlei für die Verwaltung des Landstrichs eingerichtet. Gleichwohl zählte das Harlingerland zur Grafschaft Ostfriesland.
Im Dreißigjährigen Krieg war Ostfriesland zwar nicht Schauplatz von Kampfhandlungen, wurde jedoch von Truppen als Ruheraum genutzt. Dreimal (1622–1624, 1627–1631 und 1637–1651) zogen fremde Truppen nach Ostfriesland ein, worunter auch das vorliegende Gebiet zu leiden hatte. Besonders stark betroffen war die Region von der Besetzung durch die Mansfelder (1622–1624). Während des Krieges brach in Ostfriesland auch die Pest aus, Todeszahlen für das vorliegende Gebiet sind jedoch nicht dokumentiert.
Im 17. Jahrhundert wurden weite Teile der Harlebucht wieder dem Meer abgerungen. Nacheinander wurden der Werdumer Altengroden (1617), der Enno-Ludwigs-Groden (bis 1658), der Klein-Charlottengroden (bis 1677), der Groß-Charlottengroden (bis 1679) und schließlich der Sophiengroden (bis 1698) gewonnen. Teile des eingedeichten Landes lagen auf oldenburgischem Gebiet, der Landzuwachs wurde gemeinsam bewirtschaftet und gemäß der Vereinbarung der Goldenen Linie auf die beiden Länder aufgeteilt. Dementsprechend wurde die Anlage eines neuen Siels als Entwässerungsdurchlass nötig: Auf das alte Funnixer Siel folgte 1658 das neue Funnixer Siel. Im 16. und 17. Jahrhundert entstand in Ostfriesland der Typus des Gulfhauses. Hintergrund waren Landgewinnungsmaßnahmen und verbesserte Entwässerung in den Marschen, die einen intensiveren Ackerbau ermöglichten. Damit stieg der Platzbedarf für (Getreide-)Lagerflächen auf den Höfen, dem durch den Bau der Gulfhäuser entsprochen wurde. In den Marschen nördlich der Kernstadt wurde dieser Haustyp infolge der in guten Jahren reichen Ernten zumeist in größerer Bauweise errichtet. Die benötigten Backsteine wurden zumeist im Feldbrand hergestellt.

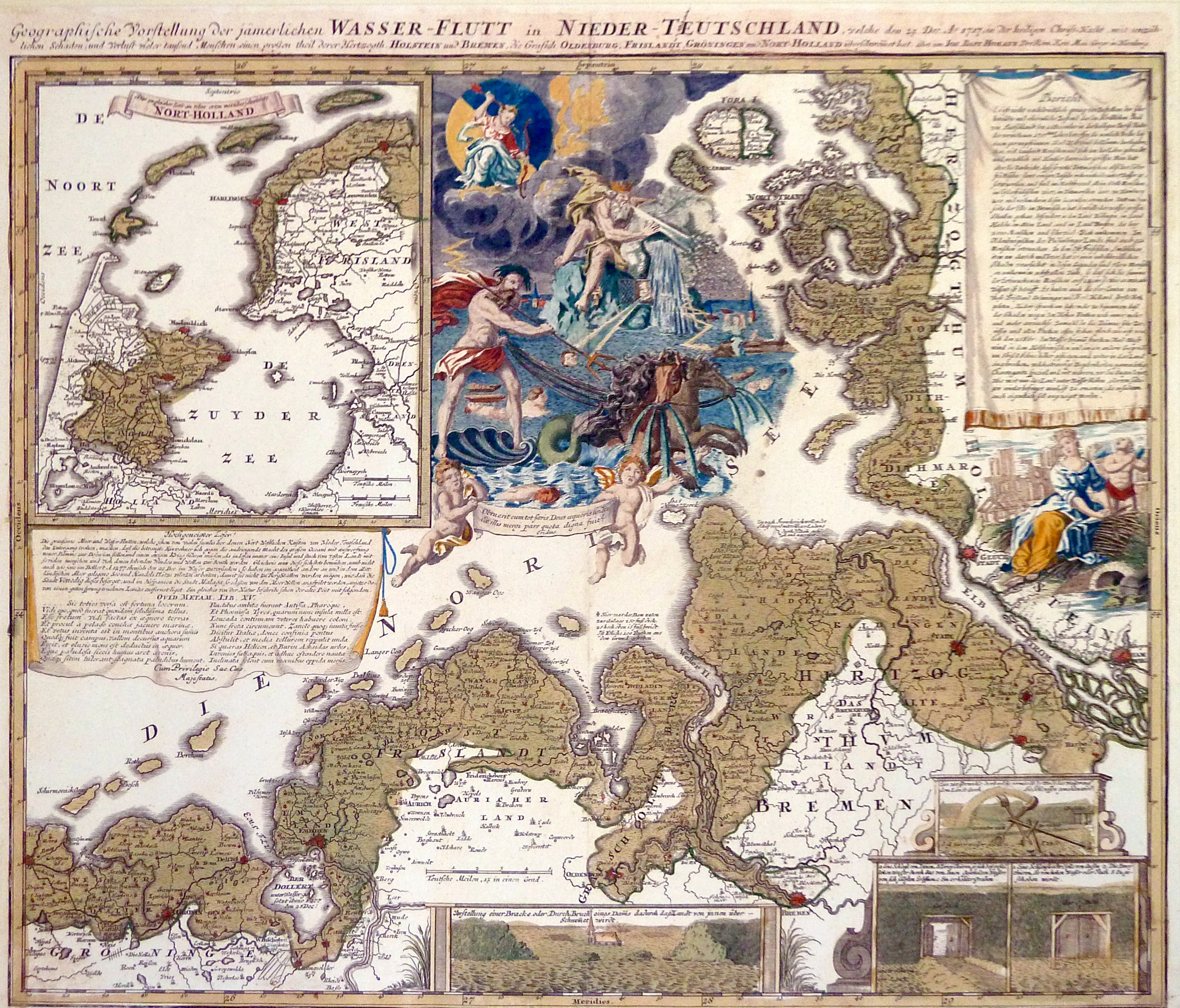
Kolorierte Kupferstichkarte von Homann, Nürnberg, um 1718 zur Weihnachtsflut von 1717

Von der Weihnachtsflut 1717 war Wittmund in starkem Maße betroffen. Nach einer zeitgenössischen Übersicht des Prädikanten Jacobus Isebrandi Harkenroth kamen im Amt Wittmund, das den Großteil des heutigen Stadtgebietes umfasste, 373 Menschen in den Fluten um. Fast 1500 Stück Vieh (Rinder, Pferde, Schweine und Schafe) ertranken. 86 Häuser wurden von den Wassermassen komplett und weitere 325 teilweise zerstört.
Im Jahr 1729 wurde der nächste Groden, der Carolinengroden, eingedeicht. An seiner Nordspitze wurde wiederum ein neuer Sielort Carolinensiel angelegt, der in den folgenden 150 Jahren – von Schwankungen unterbrochen – einen wichtigen Platz unter den ostfriesischen Hafenorten einnahm. Um den Ort zu besiedeln, ließ der Landesherr sogar in niederländischen Zeitungen inserieren, um geeignete Interessenten anzuwerben. Im neuen Groden wurden 1730 bereits mehr als 20 Grundstücke in Erbpacht ausgegeben.

### Erste preußische Herrschaft (1744–1806)
Im Jahr 1744 fiel Ostfriesland durch eine Exspektanz an Preußen. Damit endete auch die unterschiedliche verfassungsrechtliche Stellung des Harlingerlandes innerhalb Ostfrieslands. Die Kanzlei in Esens wurde aufgelöst. In der zweiten Hälfte des 18. Jahrhunderts entwickelte sich Wittmund für mehr als ein Jahrhundert zum Mittelpunkt des ostfriesischen Pferdehandels, eine Funktion, die bis dahin Weener zugekommen war. Pferde wurden von dort bis nach Süddeutschland, Belgien, Frankreich und Italien verkauft.

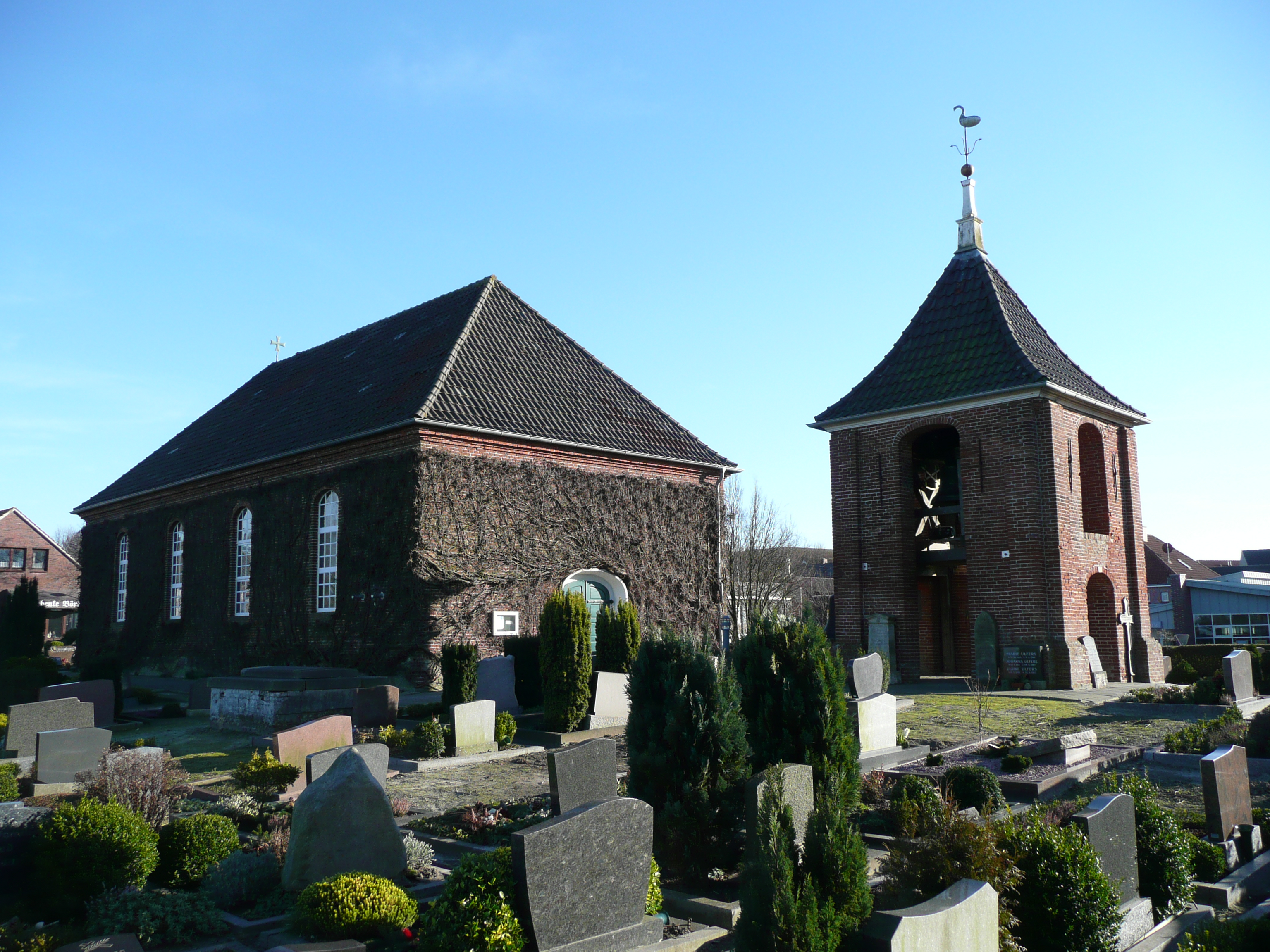
Die 1776 geweihte Kirche in Carolinensiel

Der französische Revolutionskrieg von 1793 bis 1795 und der anschließende Friede von Basel begünstigten die ostfriesische Schifffahrt, die unter der neutralen preußischen Flagge fuhr. Die landwirtschaftlichen Erzeugnisse der Region wurden vornehmlich in die Niederlande und nach England ausgeführt. Davon profitierten vor allem die Marschen im Norden Wittmunds, aber auch der Hafen- und Sielort Carolinensiel als Umschlagplatz, der einen enormen Aufschwung verzeichnete: „Durch den lebhaften Handelsverkehr überflügelte Carolinensiel in wirtschaftlicher Hinsicht rasch seine Nachbardörfer.“ Dieser Aufschwung lässt sich auch an den Einwohnerzahlen ablesen: Waren 1758 in Carolinensiel erst rund 200 Einwohner zu verzeichnen, stieg die Zahl bis 1793 auf 749 und bis 1821 (trotz zwischenzeitlicher wirtschaftlicher Rückschläge) auf 1618. Ausdruck der zunehmenden Bedeutung des Ortes ist auch ein Sakralbau. Die Kirche wurde am 20. Oktober 1776 geweiht. Bereits 1765 wurde der Friedrichsgroden eingedeicht. Unmittelbar nördlich von Carolinensiel entstand an der Mündung der Harle die neue Friedrichsschleuse, die weiterhin die Zufahrt zum Hafen erlaubte. Groden und Schleuse wurden nach Friedrich dem Großen benannt.
Im Süden und Westen des Stadtgebiets, das gegen Ende des 18. Jahrhunderts noch großräumiger von Niedermoor und vor allem Heide bedeckt war, setzte eine zunehmende Kolonisierung dieser Ödflächen ein. So entstand im Bereich Leerhafe etwa ab 1796 Rispelerhelmt als Reihensiedlung auf einem schmalen Sandrücken, der ins Wiesmoor hineinragte. Bis 1823 stieg die Zahl der Einwohner langsam auf 23 Kolonisten, die in vier Häusern lebten. Auch im Ortsteil Müggenkrug begann am Anfang des 19. Jahrhunderts eine verstärkte Besiedlung, die die Zahl der Einwohner bis 1823 auf 70 steigen ließ. Neu besiedelt wurden in diesem Zeitraum auch die Orte Upstede, Negenbargen und Jackstede in der Gemarkung Burhafe. „Die Siedler kamen zum größten Teil aus den Nachbardörfern. Es waren in der Regel Arbeiter und Warfbesitzer der nächsten Geestgemeinden.“

### Von Holland zu Hannover (1806–1866)
Nach dem Frieden von Tilsit fiel Wittmund 1806 zunächst an das Königreich Holland, nach dessen Einverleibung durch Frankreich 1811 an das Napoleonische Kaiserreich. Nach dem fehlgeschlagenen Russlandfeldzug Napoleons kam es im benachbarten Oldenburger Land zu einer spontanen Erhebung von Bauern gegen die Franzosen, die auf Wittmunder Gebiet übergriff. Am 24. März 1813 gab es im Süden Wittmunds bei Rispel ein Gefecht zwischen Aufständischen und den französischen Besatzern, das diese für sich entschieden. Fünf Bauern kamen dabei ums Leben.
Nach den Napoleonischen Kriegen fiel Wittmund nach einem kurzen preußischen Intermezzo (1813–1815) mit dem gesamten Ostfriesland zum Königreich Hannover. Zwei Jahre später folgte eine Ämterreform, die das heutige Stadtgebiet betraf. Die Ortschaft Ardorf wurde aus dem Amt Aurich ausgegliedert und dem Amt Wittmund zugeordnet. Gleichermaßen folgte die Ausgliederung der Ortschaft Leerhafe mitsamt Umgebung, darunter der heutige Ortsteil Hovel, aus dem Amt Friedeburg und die Eingliederung ins Amt Wittmund. Die drei heutigen Ortsteile im Süden des Stadtgebiets zählen aus diesem Grund nicht zum historischen Harlingerland, der Rest des Stadtgebiets hingegen schon.
Die letzte große Sturmflut 1825 an der ostfriesischen Nordseeküste führte zu umfangreichen Deichbrüchen. Auch im Wittmunder Marschgebiet standen viele Höfe und Ländereien unter Wasser. Wirtschaftlich schwächere Bauern sahen sich daraufhin gezwungen, ihren Hof an finanzkräftigere Standesgenossen zu verkaufen oder an Städter, die die Höfe als Kapitalanlage sahen und sie in Zeitpacht weitergaben.
Für das Jahr 1843 sind im Kernort Wittmund 297 Häuser mit 1999 Einwohnern dokumentiert. Es gab eine Branntweinbrennerei, vier Bierbrauereien, zwei Kattundruckereien und drei Kalkbrennereien sowie mehrere Viehhandlungen, Baumaterialienhandlungen, Töpfereien und eine Wein- und Kornhandlung. Als im Königreich Hannover 1859 eine Ämterreform vorgenommen wurde, fiel das Amt Friedeburg an das Amt Wittmund.

### Erneut zu Preußen: Kaiserreich

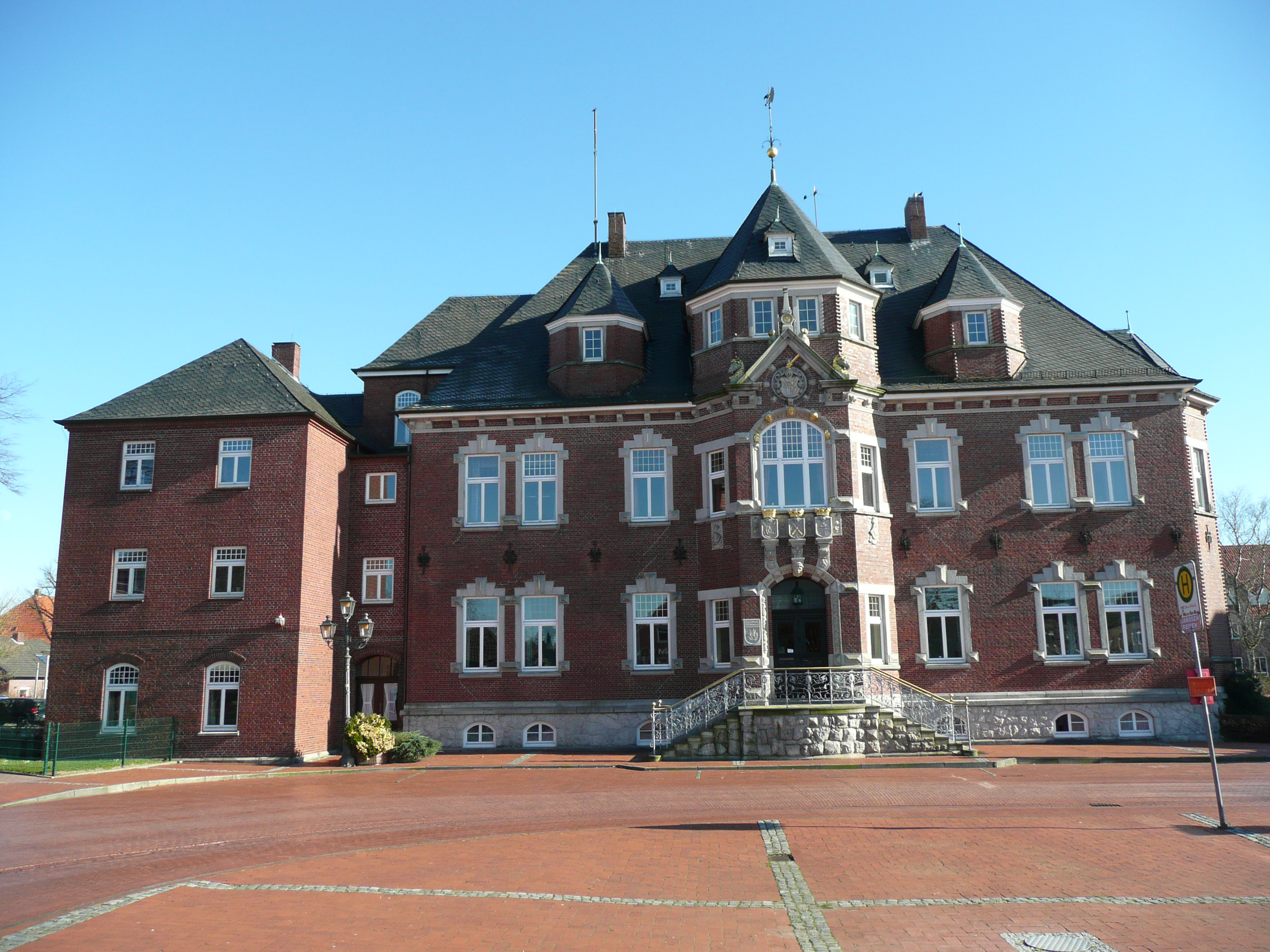
Kreishaus des Landkreises Wittmund, fertiggestellt im Jahre 1901

Ab 1866 war Ostfriesland erneut ein Teil Preußens. Als das nächstgelegene preußische Gebiet war Wittmund von 1873 bis 1919 als Aufsichtsbehörde für das Königliche Preußische Jadegebiet am Jadebusen zuständig. Preußen hatte dort mit dem Jade-Vertrag vom 20. Juli 1853 ein 313 Hektar großes Gebiet zur Errichtung eines Stützpunktes für die preußische Marine gekauft. Am 17. Juni 1869 erhielt das Gebiet den offiziellen Namen Wilhelmshaven. 1873 erhielt Wilhelmshaven die Stadtrechte und gehörte von da an als Exklave zunächst zum Amt Wittmund, später zum Landkreis Wittmund (bis 1919).
Das Land Preußen übernahm zunächst die Ämtergliederung mit den bestehenden Ämtern Aurich, Berum, Emden, Esens, Leer, Stickhausen, Weener und Wittmund. Ab 1884 erfolgte der Übergang des Ämterwesens in die Landkreisstruktur. In Ostfriesland entstanden die Landkreise Aurich, Emden, Leer, Norden, Weener und Wittmund sowie die kreisfreie Stadt Emden. Der zentral innerhalb des Kreises gelegene Flecken Wittmund wurde am 1. April 1885 Sitz des Landkreises Wittmund (gebildet aus den Ämtern Esens und Wittmund), obwohl Esens nicht nur historisches Zentrum des Harlingerlandes war, sondern zu jenem Zeitpunkt auch Stadtrechte besaß und der größere Ort war (2283 Einwohner gegenüber 1901 in Wittmund). „Auf lokaler Ebene angestellte Überlegungen darüber, ob Esens, Wittmund oder gar Wilhelmshaven Sitz der neuen Kreisverwaltung sein sollte, entschied der Oberpräsident [in Hannover] am 22. Mai 1884 kurzerhand mit der Feststellung: Daß der Landrath des Kreises Wittmund seinen Sitz in dem gleichnamigen Orte zu nehmen haben wird, betrachte ich außer Zweifel.“ Das Kreishaus in Wittmund entstand 1901, bis dahin war die Kreisverwaltung im heutigen Amtsgerichtsgebäude untergebracht. Ebenfalls 1901 kam es zur Bildung einer eigenständigen Gemeinde Hovel, die vorher zur Gemeinde Leerhafe gehört hatte. Bei ihrer Gründung hatte die Gemeinde Hovel knapp 13 Quadratkilometer Fläche und 469 Einwohner. Bis zu den Kommunalreformen um 1970 blieb dies die letzte große Veränderung im geografisch-administrativen Bereich des Stadtgebiets.
In der zweiten Hälfte des 19. Jahrhunderts entstanden auf dem Kreisgebiet mehrere Forsten, darunter auch in Wittmund. Hintergrund war die Auflösung der staatlichen Schäferei Hohehahn (1865). Bis dahin hatte auf den Heideflächen eine große Zahl von Schafen geweidet. Nach der Einstellung des Schäfereibetriebs wurden die Flächen aufgeforstet. Nach dem Abschluss der Aufforstungsmaßnahmen wurde der Wittmunder Wald 1893 zum Staatsforst erklärt. Aufgeforstet wurde zudem der Collrunger Forst im äußersten Südwesten des Stadtgebietes.
Der Hafenort Carolinensiel verlor in der zweiten Hälfte des 19. Jahrhunderts mehr und mehr an Bedeutung. Hauptgrund war das Aufkommen des Dampfschiffes, das den Segler ablöste. Der Hafen konnte die größeren Schiffe nicht mehr bewältigen, da das Fahrwasser zu wenig Tiefgang aufwies und nur mit hohen Kosten hätte ausgebaut werden können. Waren 1879 noch 40 Schiffe im Sielort beheimatet, sank die Zahl auf 20 im Jahre 1885 und auf sechs im Jahre 1895.
Politisch waren während des Kaiserreiches die Liberalen und in erster Linie die Nationalliberalen tonangebend. Entsprechend dem geringen Industrialisierungsgrad in Wittmund entstand ein sozialdemokratischer Arbeiterverein erst 1908. Allerdings wirkten sich die Nähe zur Hafenstadt Wilhelmshaven und die Pendlerströme dorthin positiv auf die Bildung einer sozialdemokratischen Vereinigung aus.
Der Ausbruch des Ersten Weltkrieges bedeutete für Wittmunder Männer die Einberufung in das Ostfriesische Infanterie-Regiment Nr. 78. Während des Krieges entstand ab 1916 auf einem zuvor einem Waldbrand zum Opfer gefallenen Teilstück des Wittmunder Waldes der Fliegerhorst Wittmundhafen. Dort waren Zeppeline stationiert. Etwa 600 Militärangehörige rückten in die neu entstandene Garnison ein.

### Weimarer Republik
Einige Tage nach dem Beginn der Novemberrevolution, die nur wenige Kilometer von Wittmund entfernt, auf der Schillig-Reede vor Wilhelmshaven, ihren Anfang nahm, entstand in Wittmund am 10. November 1918 ein Soldatenrat. Er wurde gebildet von Angehörigen der in Wittmundhafen stationierten Fliegereinheiten. Ein Arbeiterrat gründete sich am 14. November in einer Wittmunder Gaststätte, etwa 600 Personen nahmen an der Gründung teil. Er diente in erster Linie der Aufrechterhaltung der öffentlichen Ordnung und war weniger als in anderen Orten von Mitgliedern der USPD und der SPD dominiert, vielmehr waren auch ein Landwirt, ein Rechtsanwalt und ein Beamter vertreten, neben Arbeitern zudem drei Handwerksmeister für die produzierenden Stände. „So ist es auch nicht verwunderlich, daß sich die Mitglieder des Rates zum großen Teil decken mit den Mitgliedern der Fleckensvertretung vom März 1919.“ Auch in Carolinensiel hatte sich ein Arbeiter- und Soldatenrat gebildet. Die Arbeiter- und Soldatenräte wurden am 25./26. Februar 1919 aufgelöst.
Bei den ersten Wahlen zur Weimarer Nationalversammlung 1919 kamen die Parteien der Weimarer Koalition auf rund 80 Prozent der Stimmen. Davon holte die DDP alleine die absolute Mehrheit der Stimmen im gesamten Landkreis, der also vorrangig linksliberal wählte. Auch bei der Wahl zur preußischen Landesversammlung eine Woche später errang die DDP den Sieg. Herausragende Ergebnisse holte sie im Kernort Wittmund mit 61,8 Prozent und im späteren Ortsteil Eggelingen mit 70 Prozent. Doch bereits bei der Reichstagswahl 1920 brachen die Linksliberalen ein und fielen von der absoluten Mehrheit im Landkreis auf 17 Prozent, während sie im Kernort Wittmund immerhin noch 30,3 Prozent errangen. Zugute kam dies vor allem der nationalliberalen DVP und teils auch der DNVP. Die Sozialdemokratie spielte in Wittmund nur eine untergeordnete Rolle, die SPD kam auf 5,5 Prozent der Stimmen in Wittmund, während es kreisweit etwa 10 Prozent waren. Beide Ergebnisse blieben aber weit hinter den reichsweiten Ergebnissen der Partei zurück. „Erstaunlicherweise“ gab es 1920 im bürgerlich-liberalen Wittmund auch eine Parteisektion der KPD, allerdings mit überschaubarem Zulauf.
Ab etwa 1923 fand im Landkreis Wittmund ein spürbarer Schwenk nach rechts statt. In jenem Jahr wurden im Kreis mehrere Ortsgruppen des Stahlhelms gegründet, in der Kreisstadt am 30. Januar 1923. Dieser Bund der Frontsoldaten fand in den nächsten Jahren enormen Zulauf, ebenso die Jugendorganisation Jungstahlhelm. Eine Ortsgruppe wurde auch in Carolinensiel gegründet, im Folgejahr zudem in Burhafe und Buttforde. Der Stahlhelm war vor allem in den Ortschaften nördlich von Wittmund aktiv, während südlich der Kreisstadt in den Folgejahren die NSDAP schnell zur führenden Kraft im rechtsradikalen Spektrum wurde.
Bei der Reichstagswahl im Mai 1924 trat im Landkreis Wittmund erstmals der Völkischsoziale Block in Erscheinung, ein Zusammenschluss aus Deutsch-Völkischer Freiheitspartei und NSDAP. Ein Kreisverband wurde am 26. April 1924 ins Leben gerufen. Bei den Völkischen trat in den Folgejahren der Lehrer Heinrich van Dieken aus Carolinensiel als einer der Hauptredner in Erscheinung. Die Wahl im Mai erbrachte den Völkischen einen Stimmenanteil von 46,4 Prozent. Hinzu kamen weitere 14,6 Prozent der Stimmen für die DNVP, so dass die extreme Rechte im Landkreis insgesamt etwa 61 Prozent der Stimmen holte. Besonders hohen Zulauf hatten die Völkischen im Süden des Landkreises, neben den Orten der heutigen Gemeinde Friedeburg auch im Süden Wittmunds: In Ardorf wählten 74,6 Prozent die Völkischen, in Leerhafe insgesamt 78,4 Prozent. Die Hochburgen der Rechten lagen fast ausnahmslos in den Geest- und Moorgebieten, wo Kleinbürgern sowie Klein- und Mittelbauern im Gefolge der Inflationskrise „die wirtschaftliche Existenzsicherheit unter den Füßen wegzuschwimmen begann“. Die Ausnahme bildete der Küstenort Carolinensiel, wo der erwähnte Lehrer van Dieken aktiv war. Die ehemals starke DDP konnte sich lediglich im Kernort Wittmund noch einigermaßen halten und wurde mit 17,5 Prozent zweitstärkste Kraft hinter den Völkischen, ansonsten blieb sie im heutigen Stadtgebiet ohne Belang.
Von einer Versammlung der NSDAP im Kernort Wittmund war im März 1929 zu lesen. Im Februar 1930 gründete sich schließlich eine Ortsgruppe. 1931 folgten Ortsgruppen in Ardorf und Leerhafe, im Jahr darauf in Willen. Nach Gründung der ersten SA-Verbände kam es im Februar 1931 zu einem Aufmarsch von NSDAP und SA auf dem Wittmunder Marktplatz. Zwischen den Rechten und SPD-Anhängern kam es in den Endjahren der Weimarer Republik mehrfach zu Zusammenstößen, so etwa 1930 bei einer SPD-Veranstaltung mit dem Leeraner Reichstagsabgeordneten Hermann Tempel. Auch mit der – ohnehin im Landkreis Wittmund recht unbedeutenden – KPD kam es zu Zusammenstößen, so bei einer Saalveranstaltung 1932 in Buttforde, bei der sich 20 Kommunisten ungefähr 300 Rechten gegenübersahen. Dort blieb es bei verbalen Scharmützeln.
Unterstützung erhielten die Rechten schon seit Mitte der 1920er Jahre von der führenden Lokalzeitung Anzeiger für Harlingerland, die sich durch einseitige Berichterstattung hervortat und dies im November 1932 mit dem Beitrag kommentierte: „(…) daß wir dem nationalsozialistischen Gedanken von Vornherein Achtung erwiesen haben, schon in einer Zeit, als er von sehr wenigen verstanden und gebilligt wurde.“ Daneben waren auch einzelne Lehrer und mehrere Pastoren, die später den Deutschen Christen beitraten, im Sinne der Völkischen und später der Nationalsozialisten aktiv. Dementsprechend verbuchten die Nationalsozialisten gegen Ende der Weimarer Republik im Landkreis Wittmund einige ihrer besten Ergebnisse in der Provinz Hannover und teils darüber hinaus.
Das Jahr 1929 brachte für Wittmund die erneute Verleihung der Stadtrechte, nachdem sie diese bereits um 1500 besessen, jedoch in der Folgezeit wieder verloren hatte und bis dahin als Flecken galt. Seither ist Wittmund auch kommunalrechtlich die Kreisstadt des Landkreises.

### Nationalsozialismus
Am Abend des 30. Januar 1933, dem Tag der „Machtergreifung“, veranstalteten rund 150 SA-Angehörige einen Fackelzug durch die Wittmunder Innenstadt. Vor der Reichstagswahl im März 1933 hatten die lokalen SPD- und KPD-Vertreter im Landkreis Wittmund noch versucht, eine Einheitsliste der beiden Arbeiterparteien aufzustellen. Dies wurde den lokalen KPD-Funktionären von deren Bezirksleitung in Bremen jedoch ausdrücklich untersagt. Bei der Reichstagswahl im März errang die NSDAP im Kreis Wittmund 71 Prozent der Stimmen, zusammen mit der DNVP kam sie auf 86 Prozent. Die NSDAP-Funktionäre ließen daraufhin sämtliche Rathäuser in den Gemeinden des Kreises besetzen, was ohne Widerstand geschah. Rund 150 SA-Männer zogen am Morgen des 6. März zum Wittmunder Rathaus und besetzten das Gebäude.

„Der Übergang von der Republik zum nationalsozialistischen Herrschaftssystem durch die Machtergreifung Hitlers am 30. Januar 1933 kam für Wittmund mehr oder weniger ‚zwangsläufig‘. Die NSDAP hatte im hiesigen Landkreis schon viele triumphale Erfolge feiern können, so daß die eigentliche Machtergreifung keine besondere Aufregung mehr hervorrief.“

Auch auf kommunaler Ebene sicherten sich die Nationalsozialisten Einfluss, wenn es auch bei den Wahlen zur Stadtverordnetenversammlung und zum Kreistag weiterhin Einzelpersonen oder lokale Listen in die Kommunalvertretungen schafften. In der ersten Stadtverordnetenversammlung in Wittmund am 30. März 1933 wurde beschlossen, mehrere Straßen umzubenennen, darunter die Bahnhofstraße in Adolf-Hitler-Straße, sowie Hitler die Ehrenbürgerschaft zu verleihen. Neben dem Landrat blieb auch der Bürgermeister im Amt, da beide den Nationalsozialisten zuvor nicht allzu unangenehm aufgefallen waren.

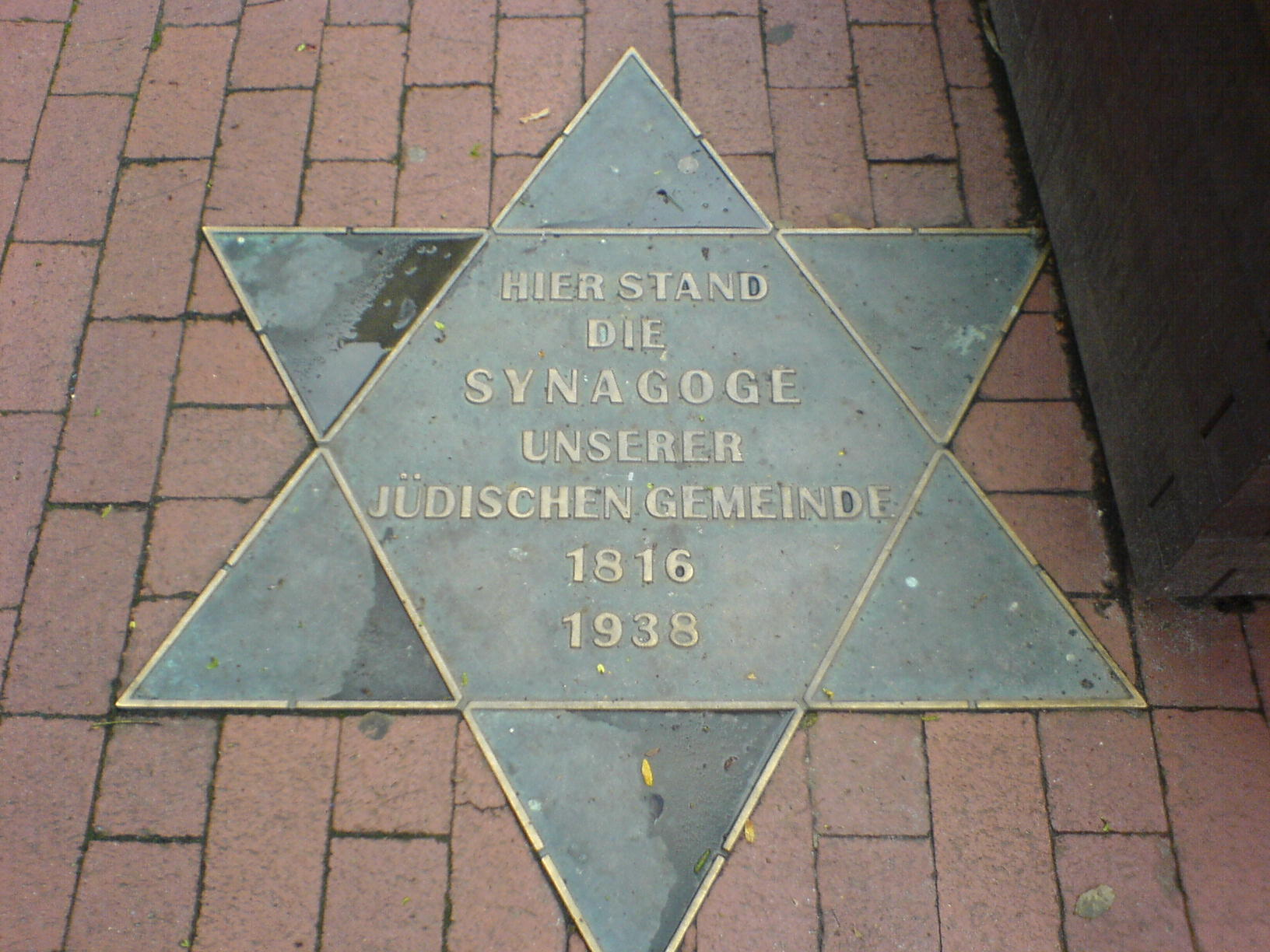
Gedenkplakette am Standort der abgebrochenen Synagoge

Juden sahen sich nach 1933 zunehmender Verfolgung ausgesetzt, was sie zur Emigration veranlasste. Der letzte Prediger, Lehrer und Chasan, Abraham Straßfeld, wanderte am 27. März 1935 mit seiner Familie in die USA aus. Die Synagoge wurde im Juni 1938 von der jüdischen Gemeinde an einen Kaufmann auf Abbruch verkauft, so dass sie bei den Novemberpogromen 1938 schon nicht mehr vorhanden war. Andere Häuser von Juden wurden bei den Pogromen aufgebrochen und geplündert. 20 Gemeindeglieder wurden zusammengetrieben und anderntags zusammen mit etwa 200 anderen jüdischen Ostfriesen nach Oldenburg gebracht, von wo aus sie ins Konzentrationslager Sachsenhausen deportiert wurden. Erst nach und nach wurden sie wieder freigelassen. Die Jüdische Gemeinde löste sich nach den Pogromen schnell auf. Am 16. April 1940 wurde Wittmund vom Kreisoberinspektor für „judenfrei“ erklärt.
Zwei Einwohner Hovels wurden während der NS-Zeit wegen einer erbbedingten Gehbehinderung zwangssterilisiert. Im Ortsteil Leerhafe kam es nachweislich zu zwölf Zwangssterilisationen.

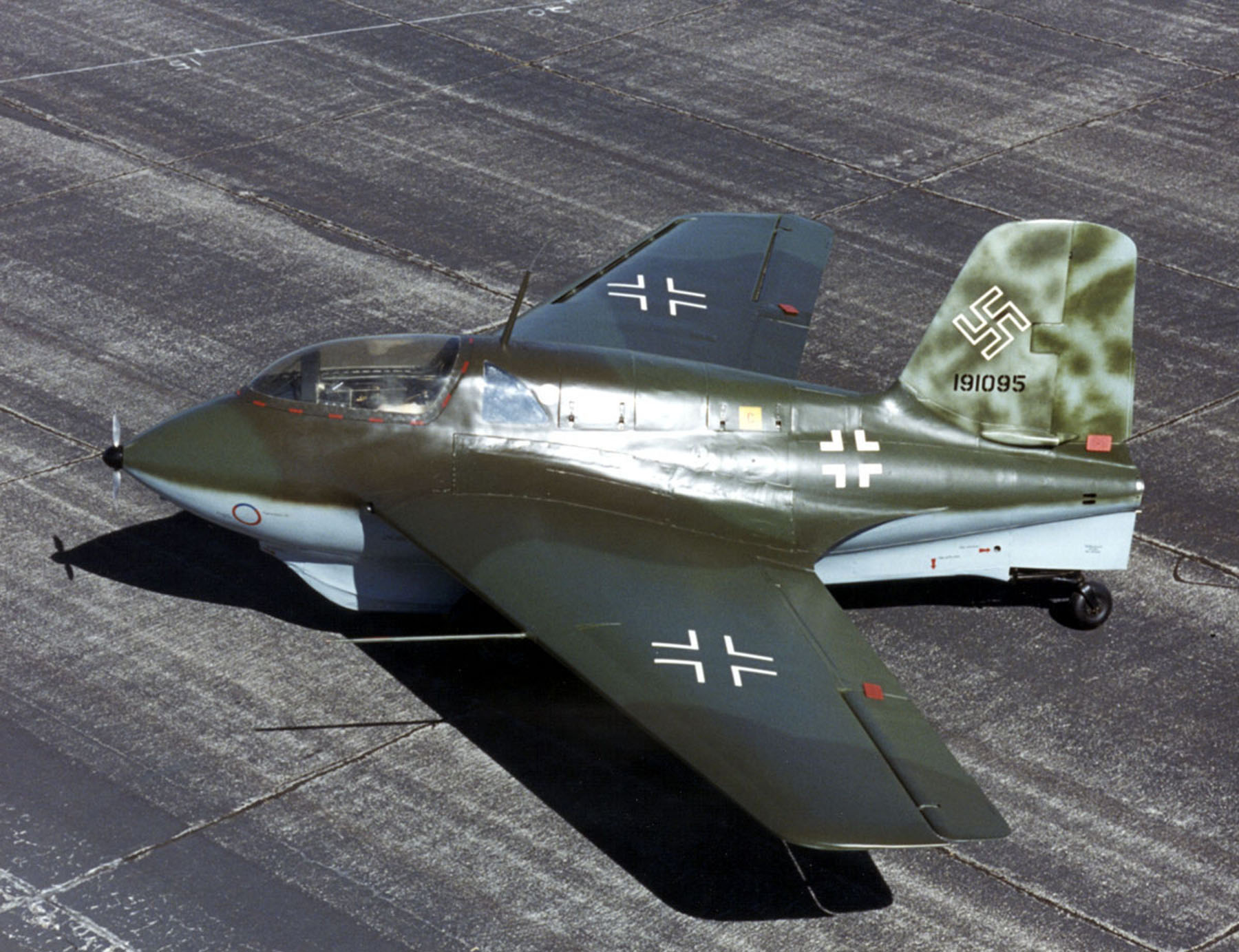
Seit 1944 waren in Wittmund Raketenjäger des Typs Me-163 stationiert.

Die Aufrüstung der Wehrmacht ging auch an Wittmund nicht vorbei. Zum zweiten Mal nach 1916 wurde der Fliegerhorst Wittmundhafen Standort eines fliegenden Verbandes. Dort waren seit Ende der 1930er Jahre Jagdflugzeuge der Luftwaffe stationiert, seit 1944 auch das erste Flugzeug, das die 1000-km/h-Marke durchbrach, der raketengetriebene Abfangjäger Messerschmitt Me 163.
Während des Zweiten Weltkriegs gab es auf dem Stadtgebiet verschiedene Kriegsgefangenenlager, in denen Angehörige mehrerer Nationalitäten untergebracht waren. In Burhafe waren beispielsweise 42 Russen und 60 Franzosen interniert, in Blersum zwischen 18 und 28 Personen, 80 Prozent Belgier und 20 Prozent Franzosen. In Buttforde existierte ein Gefangenenlager für 60 Franzosen. Auch in weiteren Ortsteilen bestanden solche Lager. Die Insassen wurden zumeist in der Landwirtschaft eingesetzt.
Der Fliegerhorst Wittmundhafen war mehrfach Ziel von alliierten Bombereinheiten. Bei Bombenabwürfen wurden auch umliegende Ortschaften in Mitleidenschaft gezogen, zumeist durch „verirrte“ Bomben. Der Kernort selbst wurde im Gegensatz zum benachbarten Esens nicht Ziel eines direkten Angriffs. Im Stadtgebiet, unter anderem in Asel, wurden Ausgebombte aus Wilhelmshaven in Notunterkünften untergebracht. Das Kriegsende verlief auf dem heutigen Wittmunder Stadtgebiet kampflos. Kanadische und polnische Einheiten waren bis Anfang Mai 1945 in den Raum Großefehn, zirka 15 Kilometer südwestlich von Wittmund, vorgedrungen. Nach der Kapitulation der Wehrmacht wurden in Ostfriesland nördlich des Ems-Jade-Kanals, also auch im Wittmunder Stadtgebiet kriegsgefangene deutsche Soldaten untergebracht, die erst nach und nach heimkehren konnten.

### Nachkriegszeit
Der Landkreis Wittmund nahm nach dem Zweiten Weltkrieg eine große Zahl von Heimatvertriebenen und Flüchtlingen aus den Ostgebieten des Deutschen Reiches auf. Davon waren nicht nur die Gemeinden im Moor und auf der Geest betroffen, sondern in hohem Maße auch die Marschgegenden. Sie waren aufgrund ihrer hohen landwirtschaftlichen Produktivität ein Ziel der Flüchtlinge, die sich dort eine stabile Ernährungslage erhofften.
Durch zunehmende Mechanisierung gingen nach dem Krieg mehr und mehr Arbeitsplätze in der Landwirtschaft verloren. Damit folgte Wittmund einem allgemeinen Trend in Deutschland und anderen Ländern. Da die Stadt wie der gesamte Landkreis jedoch kaum industrialisiert war, gab es wenig Alternativen zur Arbeitsaufnahme vor der Haustür. Viele Flüchtlinge, die erst kurz zuvor in den Landkreis gekommen waren, verließen ihn wieder und gingen in prosperierendere Regionen. Nach dem Krieg nahm allerdings auch die Zahl der Auspendler mit dem Ziel Wilhelmshaven weiter zu. Hinzu kam ein Werk des Schreibmaschinenherstellers Olympia-Werke im Schortenser Stadtteil Roffhausen, das sich dort nach dem Krieg ansiedelte. Im Jahre 1965 waren in dem Werk Arbeitnehmer aus fast allen Dörfern des Kreisgebiets, vor allem dem östlichen und südlichen Teil, also auch aus dem Wittmunder Raum, beschäftigt. Zehn Prozent aller Olympia-Beschäftigten pendelten aus dem Landkreis Wittmund ein. In der Stadt Wittmund gab es bescheidene Ansätze einer Industrialisierung, unter anderem durch ein Zweigwerk des Reißverschluss-Herstellers Opti.

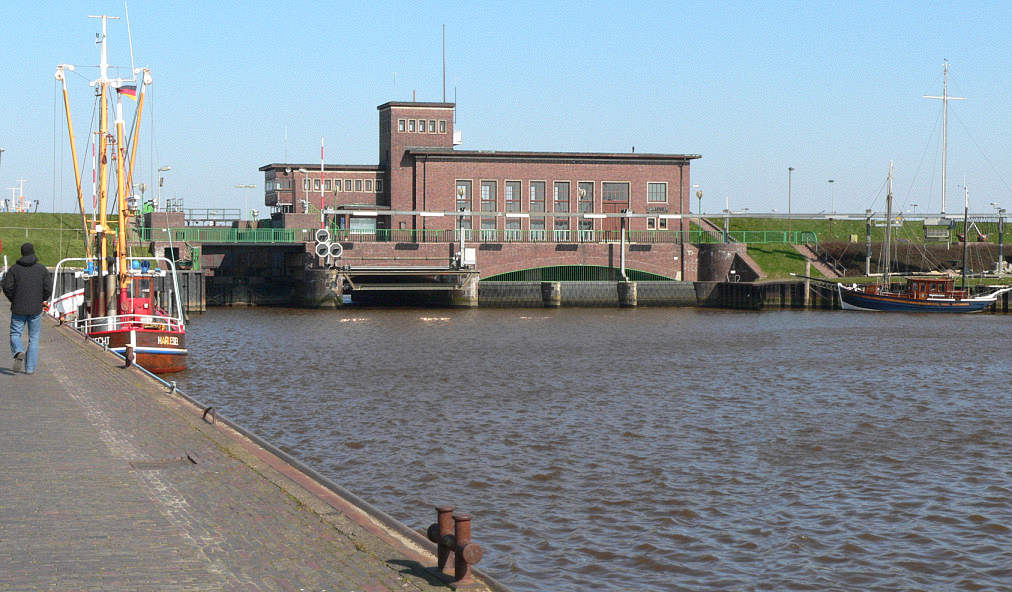
Schöpfwerk Harlesiel, erbaut in den 1950er Jahren

Nachdem sich bereits 1956 ein Bade- und Verkehrsverein Carolinensiel gegründet hatte, wurde in den folgenden Jahrzehnten der Tourismus in dem Küstenort ausgebaut. Es entstanden Kureinrichtungen, neue Campingplätze, Hotels und Pensionen sowie Marinas. Auch ein Badestrand wurde westlich von Harlesiel aufgespült, wo ebenfalls 1956 die letzte Eindeichungsmaßnahme auf dem Stadtgebiet stattgefunden hatte. Die Rückgewinnung der Harlebucht war damit nach mehreren Jahrhunderten abgeschlossen. Das Harlesiel erhielt ein neues Schöpfwerk.
Seit 1961 ist Wittmund erneut Garnisonsstadt. Zum dritten Mal in der Stadtgeschichte wurde ein Verband der Luftwaffe dorthin verlegt, das Jagdgeschwader 71, das noch dort stationiert ist. In den Ortsteilen des Stadtgebietes nahm nach dem Krieg die Zahl der landwirtschaftlichen und der gewerblichen Betriebe ab. Beispielsweise gab es in Buttforde 1950 noch 37 nichtlandwirtschaftliche Betriebe mit 77 Beschäftigten, 1970 hingegen nur noch 13 Betriebe mit 26 Beschäftigten. Im Jahre 2005 befanden sich in dem Ort nur noch sieben nichtlandwirtschaftliche Betriebe.
Bei der Kommunalreform 1972 wurden 13 umliegende Orte nach Wittmund eingemeindet. Die Stadt wuchs damit auf ihre heutige Größe von rund 210 Quadratkilometern an. Nach der niedersächsischen Gemeindereform 1972 fand 1977 auch eine Kreisreform statt mit dem Ziel, kleine Landkreise zu größeren zusammenzuführen und leistungsfähigere zu schaffen. Der Kreis Wittmund wurde im Zuge dieser Reform mit dem (einwohnerstärkeren) Landkreis Friesland im Oldenburgischen zum neuen Landkreis Friesland verschmolzen, Kreisstadt wurde Wittmund anstatt Jever, der Kreisstadt des bisherigen Landkreises Friesland. Aufgrund von politischen und historisch bedingten Differenzen wurde 1980 nach einer Klage vor dem Niedersächsischen Staatsgerichtshof in Bückeburg die Reform wieder rückgängig gemacht. Der Landkreis Wittmund besteht seither wieder in den Grenzen von 1977, Kreisstadt blieb Wittmund.

### Namensentwicklung
Die heutige Schreibweise des Stadtnamens Wittmund ist seit 1434 bezeugt. Ältere Schreibweisen sind Wiedemund oder Wiedemundheim (um 1200) sowie Vytmunde oder Witmunde (um 1400). Über die Herkunft und Bedeutung des Namens gibt es eine Reihe von Theorien. Die Volksetymologie deutet Wittmund als Weite Mündung. Eine weitere Deutung versucht, den Stadtnamen vom friesischen Wytumna (Kleine Feuchtwiese) herzuleiten. Einen lateinischen Ursprung meinte der Heimatforscher Heinrich Heyers zu erkennen. Wittmund sei ein aus vitis (Dienststab eines römischen Centurios) und munitio (Befestigung) zusammengesetzter Ortsname. Er deute auf einen römischen Militärstützpunkt hin, der den Landweg zwischen Ems und Weser absicherte. Nach einer weiteren Erklärung geht Wittmund auf Wittumb zurück, einen weißen Turm, der seinen Standort auf dem Rickersberg bei Eggelingen hatte und als Seezeichen in der Harlebucht diente. Auch die Herleitung vom altfriesischen hwit (heilig) und munnek (Mönch) wurde in der Vergangenheit diskutiert. Die Vermutung, dass eine Person hinter dem Ortsnamen steckt, geht auf eine Urkunde aus dem 12. Jahrhundert zurück. Durch sie wurde eine von Friesen aus Wiedemundheim (Heim des Wiedemund) gemachte Schenkung an das Klosters Fulda beglaubigt.

### Eingemeindungen
Wittmund und Aurich sind die beiden ostfriesischen Städte, die sich bei der Niedersächsischen Kommunalreform im Jahre 1972 am weitesten ausgedehnt haben. Sie sind daher auch die beiden flächengrößten Kommunen Ostfrieslands und grenzen erst seit der Kommunalreform direkt aneinander. Während die Ortsteile Asel und Eggelingen bereits am 1. Juli 1972 nach Wittmund eingemeindet wurden, kamen am 16. August 1972 auch Ardorf, Blersum, Burhafe, Buttforde, Harlesiel, Hovel, Leerhafe, Uttel und Willen hinzu. Die Gemeinde Harlesiel wurde bereits 1968 aus den Gemeinden Berdum, Carolinensiel und Funnix gebildet.

### Einwohnerentwicklung
Zwischen den Anfängen des 19. und des 21. Jahrhunderts stieg die Einwohnerzahl der Stadt (bis 1929 Flecken) Wittmund sehr deutlich von 1615 im Jahre 1816 auf knapp 21.000 im Jahre 2011. Dies hatte im Wesentlichen zwei Gründe: zum einen beruhte es auf dem Zuzug von Heimatvertriebenen nach dem Zweiten Weltkrieg, der die Einwohnerzahl etwa verdoppelte; in noch viel deutlicherem Ausmaß machte sich die Eingemeindung von 13 neuen Stadtteilen (zuvor Umlandgemeinden) im Zuge der Kommunalreform 1972 bemerkbar, wodurch sich die Einwohnerzahl ungefähr verdreifachte. Seitdem ist Wittmund nur wenig gewachsen.
| Jahr | Einwohner |
| ---- | --------- |
| 1816 | 1.615     |
| 1833 | 1.978     |
| 1864 | 1.951     |
| 1872 | 1.888     |
| 1890 | 1.941     |

| Jahr | Einwohner |
| ---- | --------- |
| 1905 | 2.116     |
| 1910 | 2.141     |
| 1925 | 2.411     |
| 1939 | 2.811     |
| 1945 | 3.460     |

| Jahr | Einwohner |
| ---- | --------- |
| 1950 | 4.786     |
| 1954 | 4.418     |
| 1969 | 6.600     |

| Jahr | Einwohner |
| ---- | --------- |
| 1793 | 8.076     |
| 1821 | 9.246     |
| 1845 | 11.896    |
| 1875 | 11.456    |
| 1905 | 11.202    |
| 1925 | 12.015    |

| Jahr | Einwohner |
| ---- | --------- |
| 1939 | 12.873    |
| 1946 | 18.730    |
| 1950 | 18.939    |
| 1956 | 16.630    |
| 1961 | 16.298    |
| 1965 | 17.856    |

| Jahr | Einwohner |
| ---- | --------- |
| 1970 | 19.027    |
| 1980 | 19.180    |
| 1987 | 19.115    |
| 1990 | 19.469    |
| 1995 | 20.827    |
| 2000 | 21.471    |

| Jahr | Einwohner |
| ---- | --------- |
| 2005 | 21.374    |
| 2010 | 20.756    |
| 2015 | 20.735    |
| 2020 | 20.405    |
| 2021 | 20.433    |
| 2022 | 20.773    |

Einwohnerentwicklung von Wittmund von 1793 bis 2017 für den heutigen Gebietsstand (blau) und den Gebietsstand von 1972 (rot)

Der Anstieg der Einwohnerzahlen zwischen 1793 und 1845 ist einerseits auf die Verbesserung der ärztlichen Versorgung zurückzuführen. Andererseits wurde in jener Zeit, besonders nach 1815, die Kolonisation der Moore wieder aufgenommen, die 1791 von der preußischen Verwaltung zunächst zurückgedrängt worden war. In den Moor- und Geestgegenden des Stadtgebietes stiegen dadurch die Einwohnerzahlen. Seit der Mitte des 19. Jahrhunderts führte dieser Bevölkerungsüberdruck allerdings zu höherer Ab- und Auswanderung, da die Arbeitsmöglichkeiten mit der Bevölkerungszunahme nicht Schritt halten konnten. Gleiches gilt auch für die Marschgebiete, wo die Landarbeiter zu wenig Beschäftigungsmöglichkeiten hatten. Dies führte während der zweiten Hälfte des 19. Jahrhunderts zu einer Stagnation und zum Teil zum Rückgang der Einwohnerzahlen. Erst seit dem frühen 20. Jahrhundert nahmen sie wieder zu. Nach dem Zweiten Weltkrieg wurden auf dem Stadtgebiet mehrere Tausend Ostflüchtlinge aufgenommen. Auch sie fanden im folgenden Jahrzehnt jedoch nicht genügend Arbeitsmöglichkeiten, so dass viele wieder abwanderten. Der Tiefpunkt der Nachkriegszahlen wurde Anfang der 1960er Jahre erreicht, anschließend brachten neue Industrieansiedlungen in der Umgebung (vor allem in Wilhelmshaven/Schortens) neue Jobs. Die Einwohnerzahl auf dem Wittmunder Stadtgebiet stieg in den folgenden rund vier Jahrzehnten bis zur Jahrtausendwende leicht auf etwa 21.000 an, seitdem ist sie recht konstant.

## Religion

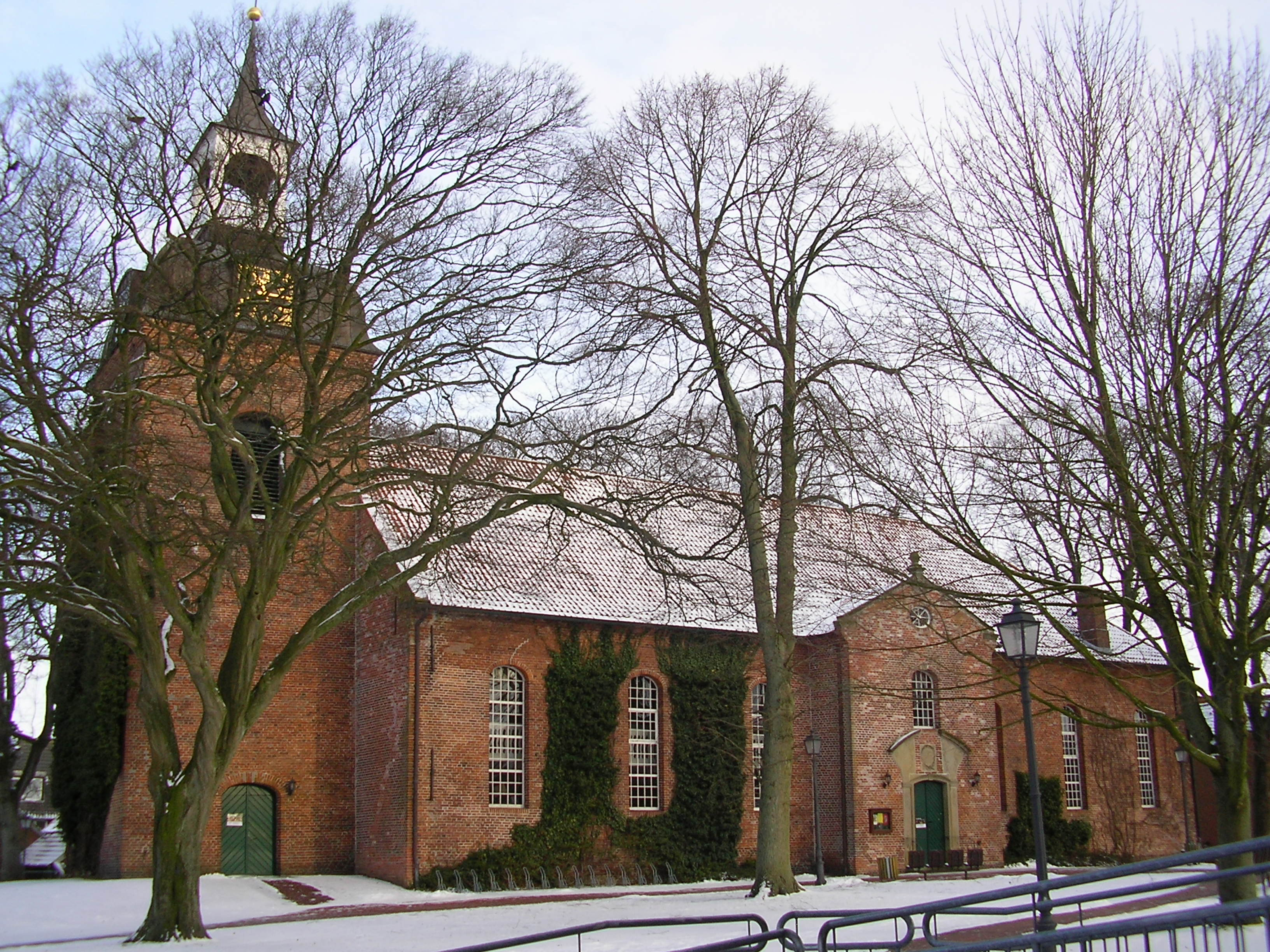
Evangelisch-lutherische Kirche St. Nikolai

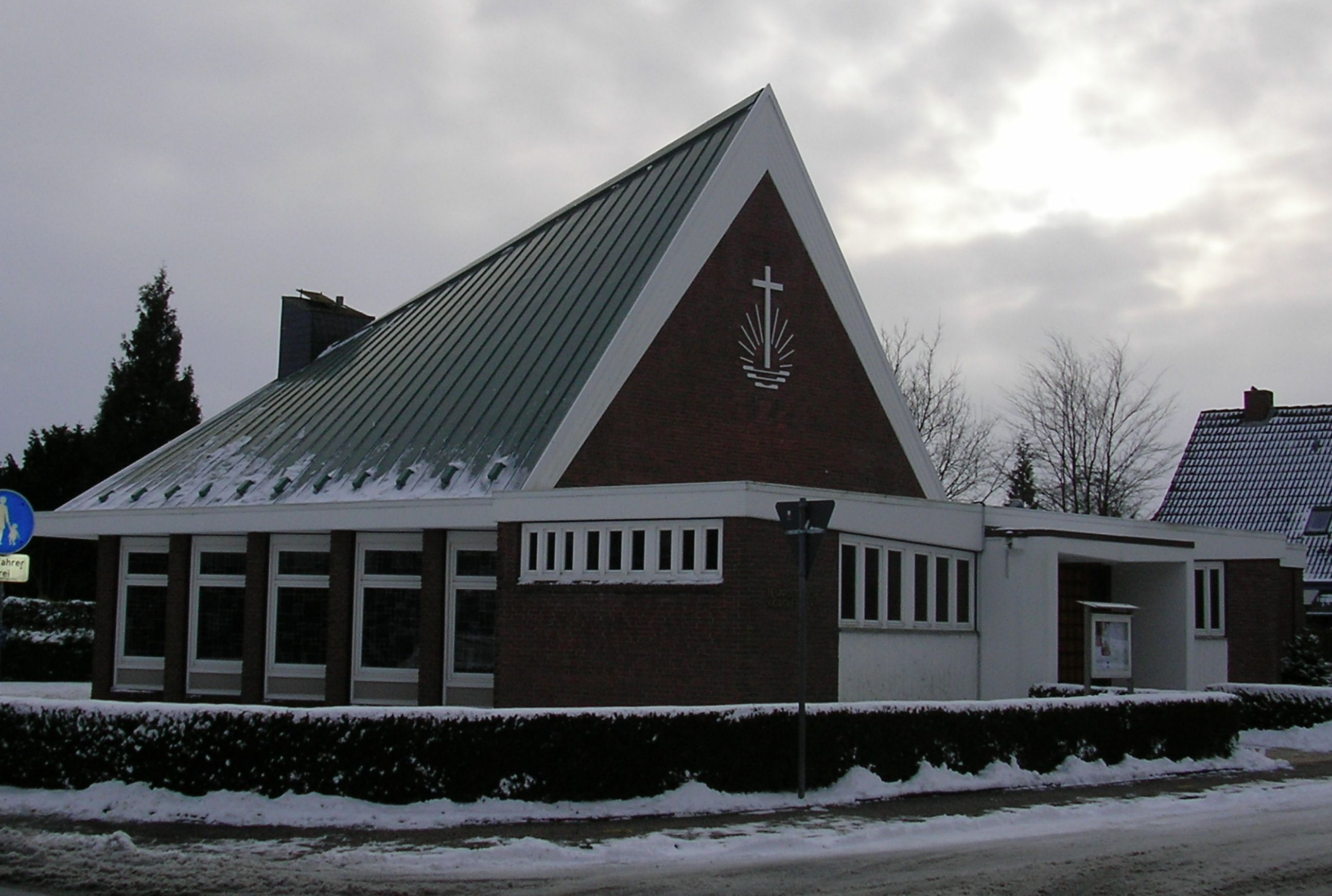
Ehemalige neuapostolische Kirche Wittmund, 2018 entwidmet

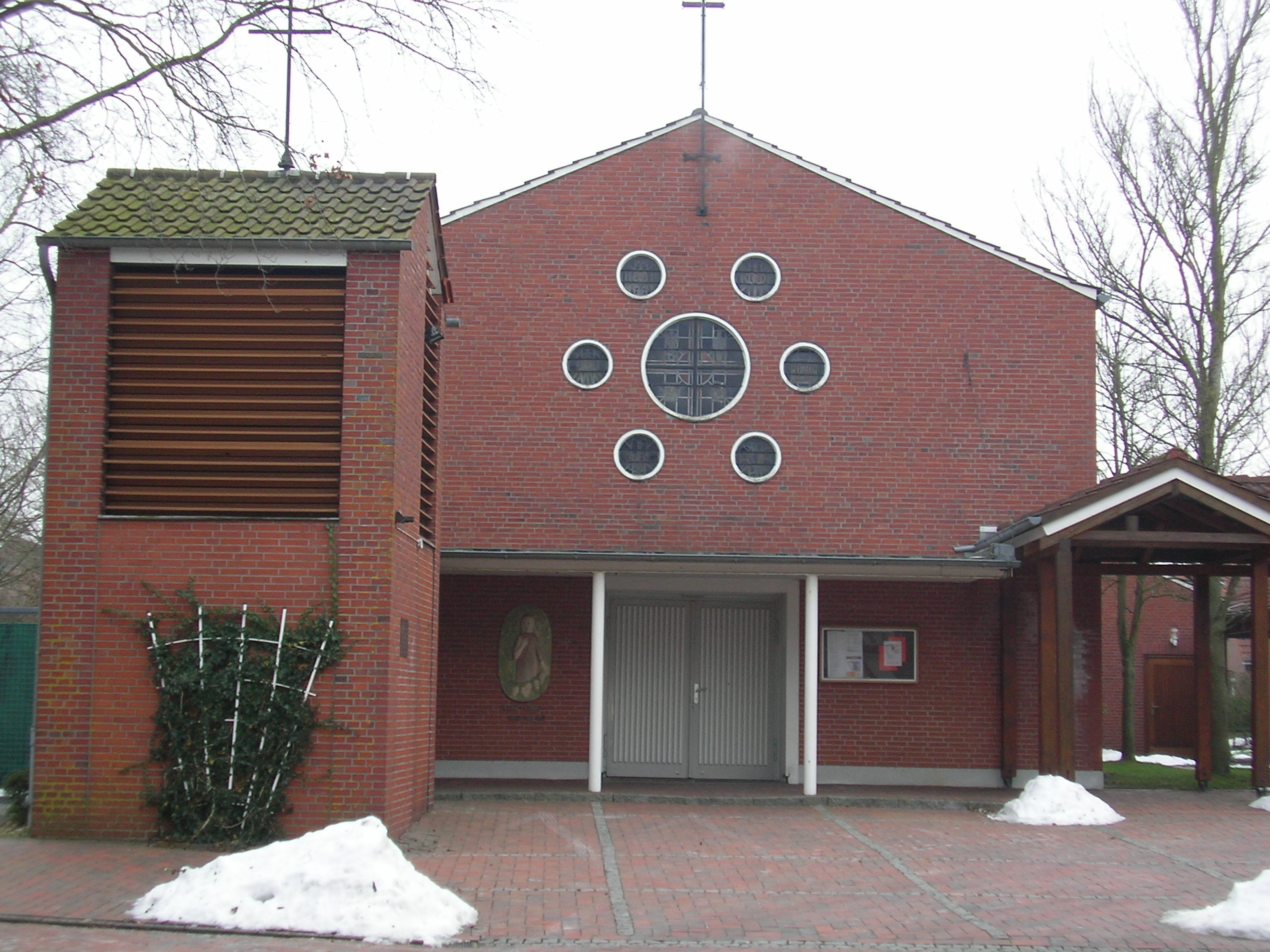
Katholische Kirche St. Bonifatius

Die Christentumsgeschichte Wittmunds und des Harlingerlandes reicht bis ins 9. Jahrhundert zurück. In Burmönken, einer Ortschaft, die seit der Reformation zum Wittmunder Stadtgebiet gehört, befand sich das Johanniterkloster Kommende Burmönken, das um die Wende vom 12. zum 13. Jahrhundert gegründet worden war. Es wurde 1514 zerstört und später als Steinbruch genutzt. An seine Existenz erinnert ein mit einem Johanniterkreuz versehenes Denkmal im Zentrum der Ortschaft Burmönken. Bereits 1420 wird die Sendkirche Wittmund im Bistum Bremen urkundlich erwähnt. Der Sendkirche Wittmund waren die Kirchspiele Middels, Blersum, Funnix, Berdum, Eggelingen und Asel unterstellt. Auch die Ortsbezeichnungen Berum und Isebenysze werden mit benannt. Die Sendkirchen hatten als regionale Ecclesia Matrix (Mutterkirche) die Aufgabe, die Glaubenslehre in die ländlichen Gebiete zu vermitteln.
Um 1538/1539 vollzog sich im Harlingerland und den angrenzenden Bereichen die Reformation. Die Besonderheit im Harlingerland und den Grenzgebieten war, dass der Harlinger Regent Junker Balthasar von Esens die lutherische Glaubenslehre unterstützte und förderte, obwohl er zunächst mit dem katholischen Herzog von Geldern kooperierte, um seinen Herrschaftsbereich wieder zu vergrößern. Verfolgte Prediger wie die Pastoren Folkerts aus Ardorf und Visbeck aus Burhafe wurden von Junker Balthasar aufgenommen. Im Jahr 1538 vermittelte der Harlinger Regent ein Religionsgespräch zwischen dem lutherischen Pastor Visbeck und dem Wittmunder Prediger Pflücker, einst Vorkämpfer auf katholischer Seite. Auch Junker Balthasar nahm an dem Gespräch teil. Im Ergebnis dieses Disputs trat Pastor Pflücker nun zum lutherischen Glauben über und predigte die neue Lehre auch in der Wittmunder Kirche. Seit dieser Zeit sind das alte Harlingerland und die Grenzbereiche lutherisch geprägt. Radikale Strömungen, wie Ansätze des Täufertums, konnten im konservativen Harlingerland kaum Fuß fassen. Eine römisch-katholische Gemeinde bildete sich erst nach dem Zweiten Weltkrieg aufgrund des Flüchtlingszustroms aus den ehemaligen deutschen Ostgebieten. Ansätze freikirchlicher Gemeindegründungen gab es auf Wittmunder Stadtgebiet zwar schon vor der Wende vom 19. zum 20. Jahrhundert; sie blieben aber erfolglos. Von Wilhelmshaven aus wurde 1949 die Neuapostolische Kirchengemeinde Wittmund gegründet. Juden in Wittmund wurden 1639 zum ersten Mal urkundlich belegt. An die dreihundertjährige Geschichte einer jüdischen Gemeinde in der Harlestadt erinnern mehrere Gedenkstätten.

### Christentum

#### Evangelisch-lutherische Kirchengemeinde
Die St.-Nikolai-Kirche der evangelisch-lutherischen Gemeinde befindet sich im Zentrum der Stadt und hatte vermutlich drei Vorgängerbauten. Das jetzige Gotteshaus stammt aus dem Jahr 1776 und wurde teilweise durch eine Lotterie finanziert. Die Gemeinde ist in drei Pfarrbezirke unterteilt. Das zentrale Büro der Kirchengemeinde, die auch zwei Kindergärten in Wittmund betreibt, befindet sich am Kirchplatz 3.
In Asel befindet sich eine evangelisch-lutherische Jugendbildungsstätte.

#### Freikirchen
Auf dem Wittmunder Stadtgebiet wirken zwei Freikirchen:
- Die Baptisten in Wittmund werden seit den Jahren nach dem Zweiten Weltkrieg von der Baptistengemeinde Jever betreut. In den Nachkriegsjahren gab es in Wittmund-Isums eine baptistische  Notkirche, die vor allem von Flüchtlingen aus den ehemaligen deutschen Ostgebieten besucht wurde.[80] Heute treffen sich die Wittmunder Gemeindemitglieder in einem Hauskreis, der zweimal im Monat stattfindet.[81]

- Am 14. April 2024 wurde die Freikirche Eckstein – Freie evangelische Gemeinde Wittmund gegründet.[82] Es sollen Gemeinderäume am Alten Postweg in Willen entstehen.[83]

#### Römisch-katholische Kirchengemeinde
Die römisch-katholische Kirchengemeinde Wittmund bildet mit den Gemeinden in Aurich, Wiesmoor und Neustadtgödens eine Pfarreiengemeinschaft. Diese gehört zum Dekanat Ostfriesland des Bistums Osnabrück.

#### Neuapostolische Gemeinde
Die neuapostolische Kirchengemeinde Wittmund wurde 1949 gegründet und Ende Februar 2018 aufgelöst. Ihre verbliebenen Mitglieder wurden der neuapostolischen Gemeinde Jever zugeteilt.

### Islam
Die islamische Gemeinde versammelt sich in der Moschee in der Brückstraße. Die Moschee gehört keinem Moscheeverband an, sondern wird von der 2016 gegründeten islamischen Kulturgemeinschaft Wittmund getragen. Die Wittmunder Gemeinde hat den Ruf, radikal zu sein. Der Imam der Moschee wurde 2014 vom Hamburger Verfassungsschutz dem dschihadistisch-salafistischen Spektrum zugerechnet. Der Prediger hatte zuvor enge Kontakte zum Frankfurter salafistischen Netzwerk „Dawa FFM“, das 2013 vom Bundesminister des Innern verboten und aufgelöst wurde.

### Judentum

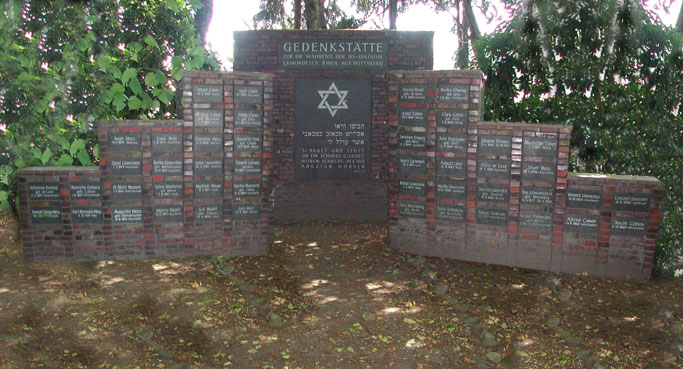
Gedenkstätte für die ermordeten jüdischen Bürger Wittmunds

Eine jüdische Gemeinde bestand in Wittmund während eines Zeitraums von rund 300 Jahren. Ihre Anfänge gehen auf das 17. Jahrhundert zurück. Der erste konkrete Hinweis auf die Anwesenheit von Juden in Wittmund stammt aus dem Jahre 1639. Nach 1933 ausgegrenzt und verfolgt, emigrierten viele Juden. Die im 18. Jahrhundert erbaute Synagoge der jüdischen Gemeinde wurde, nachdem die Gemeinde immer kleiner geworden war, im Juni 1938 von der jüdischen Gemeinde an einen Kaufmann auf Abbruch verkauft. Sie fiel damit den Novemberpogromen nicht zum Opfer, sondern wurde bereits vorher abgerissen. Dennoch wurden auch in Wittmund Häuser jüdischer Bürger aufgebrochen, ihre Geschäfte und ihr Privateigentum geplündert sowie 20 Gemeindemitglieder zusammengetrieben. Von den 1933 bis 1940 in Wittmund ansässigen Juden wurden 14 während des Holocaust ermordet. Auf dem jüdischen Friedhof wurde am 3. September 2000 eine Gedenkstätte für die ermordeten jüdischen Bürger Wittmunds eingeweiht. Dort werden die Namen von 48 – mit den hinzugefügten Namen von Max und Josef Julius Neumark inzwischen 50 – ermordeten Personen genannt, die aus Wittmund stammten.
An die jüdische Gemeinde wird zudem mit einer Gedenktafel am Standort der ehemaligen Synagoge gedacht.

## Politik

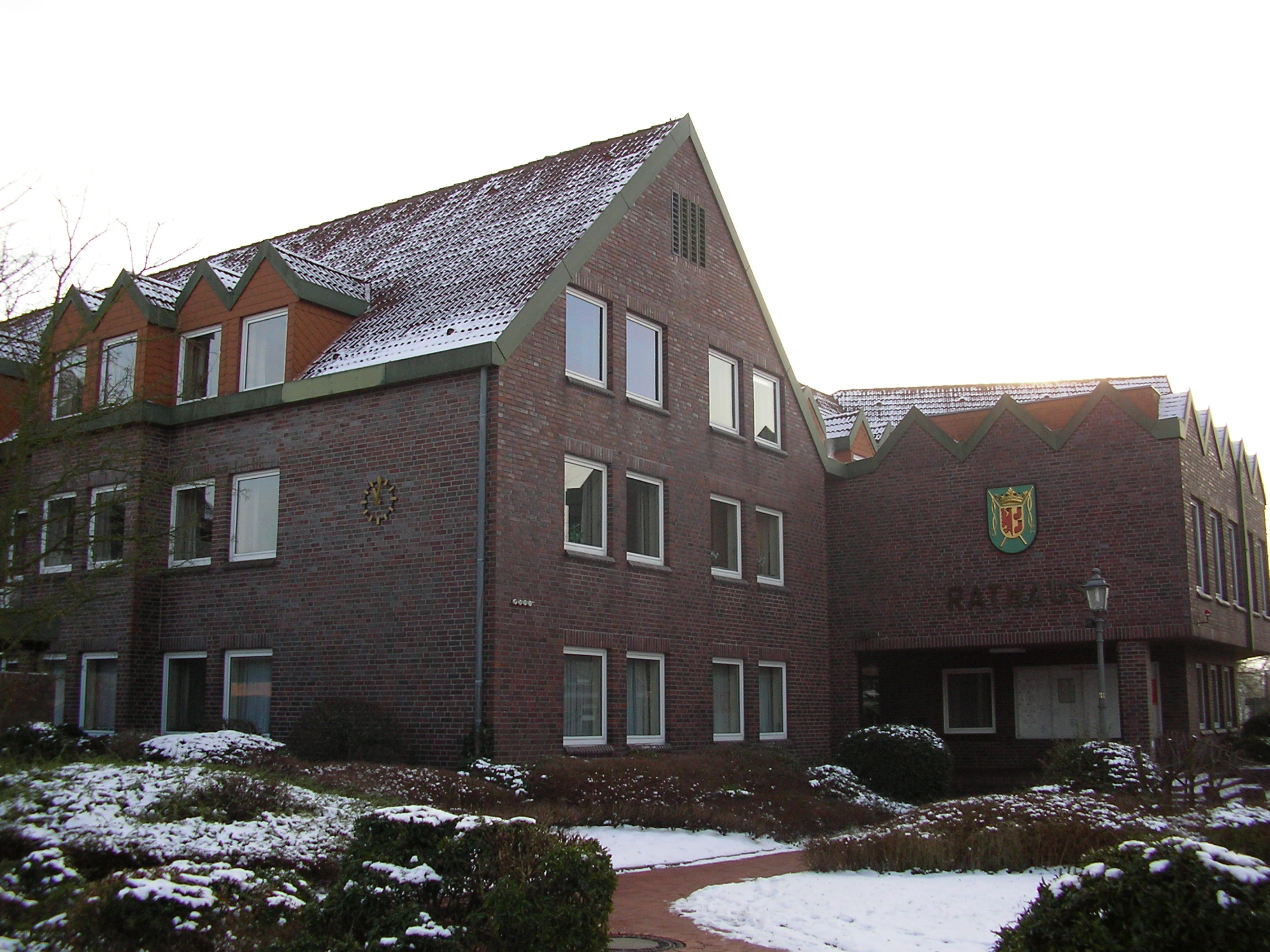
Rathaus

Innerhalb Ostfrieslands, das bei Wahlen eine traditionelle Hochburg der SPD ist, hat der östliche Rand der Region mit dem Harlingerland (und damit auch der Stadt Wittmund) insofern eine Sonderrolle, als die CDU dort stark vertreten ist und bei Wahlen oft vor der SPD liegt. Lediglich in den Marschgemeinden mit ihrem früher hohen Landarbeiter-Anteil konnte die SPD schon früh Erfolge erringen.
Im Kaiserreich war Wittmund, wie der gesamte Landkreis, eine Hochburg der Liberalen und vor allem der Nationalliberalen. In den ersten Jahren der Weimarer Republik setzte sich dies fort, ehe die Nationalsozialisten dort bereits seit Mitte der 1920er Jahre eine ihrer Hochburgen in der Provinz Hannover hatten. Nach dem Zweiten Weltkrieg errang zunächst die FDP die führende Rolle: „Es schien, als sei hier ein Großteil der Wähler einfach in vornationalsozialistische Bewußtseinslagen und Verhaltensweisen zurückgekehrt.“ Bei der Bundestagswahl 1949 errang die SPD im Kernort, in Asel und in den vier Marschgemeinden Funnix, Berdum, Buttforde und Carolinensiel die Mehrheit, in allen anderen Ortsteilen holte die FDP die meisten Stimmen.
Die CDU, die in ganz Ostfriesland erst spät organisatorisch in Erscheinung trat, übernahm Anfang der 1950er Jahre die führende Rolle von der FDP, die gleichwohl bis in die 1960er Jahre noch deutliche Stimmenanteile errang. Bei der Bundestagswahl 1961 holten die Liberalen in keinem Ortsteil weniger als zehn Prozent der Stimmen, in drei Ortsteilen zwischen 30 und 40 Prozent.
Die CDU gewann bereits bei der Bundestagswahl 1953 die relative Mehrheit in den meisten Ortsteilen, lediglich in Uttel musste sie der FDP und in Funnix, Berdum, Carolinensiel und Asel der SPD den Vortritt lassen. Die Christdemokraten haben seitdem in Wittmund und im Landkreis ihren stärksten Rückhalt unter den ostfriesischen Landkreisen. Bei der Bundestagswahl 1969 gewann die CDU in sechs Ortsteilen die absolute und in drei weiteren die relative Mehrheit. In fünf Ortsteilen sicherte sich die SPD die relative Mehrheit.
Seit der Bundestagswahl 1972 holte die SPD in Wittmund deutlich auf, wenngleich sie seitdem zumeist hinter der CDU zurückblieb. Die „Willy-Brandt-Wahl“ 1972 brachte der Sozialdemokratie, die bei nationalen Wahlen im Kaiserreich, in der Weimarer Republik und in den Anfangsjahren der Bundesrepublik nie Ergebnisse erzielte wie im westlichen Ostfriesland, erstmals die absolute Mehrheit in sechs Ortsteilen und die relative in zwei weiteren, darunter der Kernstadt. Lediglich der Süden des Stadtgebiets mit Ardorf, Hovel und Leerhafe blieb auch bei dieser Wahl fest in der Hand der CDU.

### Stadtrat
Der Rat der Stadt Wittmund besteht aus 34 Ratsfrauen und Ratsherren. Dies ist die festgelegte Anzahl für eine Stadt mit einer Einwohnerzahl zwischen 20.001 und 25.000 Einwohnern. Die 34 Ratsmitglieder werden durch die Kommunalwahl für jeweils fünf Jahre gewählt. Die aktuelle Amtszeit begann am 1. November 2021 und endet am 31. Oktober 2026.
Stimmberechtigt im Rat der Stadt ist außerdem der hauptamtliche Bürgermeister.
Die Kommunalwahl vom 12. September 2021 ergab das folgende Ergebnis:
| Partei | Stimmenanteil | Anzahl Sitze |
| ------ | ------------- | ------------ |
| CDU    | 41,35 %       | 14           |
| SPD    | 38,85 %       | 13           |
| Grüne  | 08,62 %       | 3            |
| BFB    | 05,75 %       | 2            |
| FDP    | 04,60 %       | 2            |

Die Wahlbeteiligung bei der Kommunalwahl 2021 lag mit 57,95 % geringfügig über dem niedersächsischen Durchschnitt von 57,1 %. Zum Vergleich – bei der vorherigen Kommunalwahl vom 11. September 2016 lag die Wahlbeteiligung bei 57,39 %.

### Bürgermeister
Seit dem 1. November 2006 ist der diplomierte Bankbetriebswirt Rolf Claußen hauptamtlicher Bürgermeister der Stadt Wittmund. Die Wahl erfolgte zusammen mit der Kommunalwahl vom 10. September 2006. Claußen gewann die Wahl mit 55,37 % der Stimmen gegen den parteilosen Siebolds. Die Wahlbeteiligung lag bei 53,18 %. Bei der Bürgermeisterwahl am 25. Mai 2014 wurde er als Amtsinhaber mit 85,0 % der Stimmen erneut wiedergewählt. Die Wahlbeteiligung lag bei 43,8 %. Claußen trat seine weitere Amtszeit am 1. November 2014 an. Im November 2015 verließ er die CDU und führt sein Amt seitdem parteilos. Zur letzten Bürgermeisterwahl am 12. September 2021 trat er ohne Gegenkandidaten an. Claußen wurde mit 78,12 Prozent der Stimmen wiedergewählt. Die Wahlbeteiligung lag bei 57,96 Prozent.

### Vertreter in Land- und Bundestag
Wittmund gehört zum Landtagswahlkreis 87 Wittmund/Inseln, der den gesamten Landkreis Wittmund sowie im Landkreis Aurich die Städte Norderney und Wiesmoor, die Gemeinde Dornum und die Inselgemeinden Juist und Baltrum umfasst. Bei der letzten Landtagswahl in Niedersachsen vom 9. Oktober 2022 wurde das Direktmandat von Karin Emken (SPD) gewonnen. Sie erhielt 38,5 % der Stimmen. Emken löst damit den vorherigen Landtagsabgeordneten Jochen Beekhuis (parteilos, zuvor SPD) ab, der seit seinem Ausschluss aus der SPD-Fraktion am 22. Oktober 2019 dem Landtag als fraktionsloser Abgeordneter angehörte.
Die Stadt Wittmund gehört zum Bundestagswahlkreis Friesland – Wilhelmshaven – Wittmund. Er umfasst die Stadt Wilhelmshaven sowie die Landkreise Friesland und Wittmund. Bei der Bundestagswahl 2025 gewann die Sozialdemokratin Siemtje Möller das Direktmandat zum dritten Mal in Folge. Über Listenplätze ihrer Parteien zogen Anne Janssen (CDU) und Martin Sichert (AfD) aus dem Wahlkreis in den Bundestag ein.

### Kommunale Finanzen
Die Stadt Wittmund kann ihren Haushalt 2011 voraussichtlich ausgleichen. Aufwendungen von 25,279 Millionen Euro standen Erträge von 25,296 Millionen im Haushaltsplan gegenüber. Die Nettoneuverschuldung im Investitionshaushalt beträgt 2011 laut Plan 88.000 Euro, der gesamte Schuldenstand der Stadt (inklusive Lasten der Vergangenheit) beläuft sich hingegen auf etwa 18,7 Millionen Euro.

### Stadtwappen und -flagge

Stadtwappen

Stadtflagge

Die Blasonierung lautet: In Grün zwei schräg gekreuzte goldene Peitschen, überdeckt mit gespaltenem goldenen Mittelschild, über dem eine goldene Laubkrone schwebt; darin vorne ein halber schwarz bewehrter roter Adler am Spalt, hinten übereinander zwei schwarz bewehrte rote Bärentatzen.
Das Wappen der Stadt Wittmund wurde im Jahr 1930 vom Preußischen Staatsministerium verliehen. Ein neues Wappen besteht seit 1973 und lehnt sich an das Bild im ersten Fleckensiegel aus der Zeit um 1500 an. Der Adler im Wappen erinnert an das Häuptlingsgeschlecht der Tom Brok, welches bis in das Jahr 1420 Ortsherr war. Die Tatzen sind eine Minderung des Bärenwappens der Häuptlingsfamilie Attena, die seit 1457 Wittmund und später das Harlingerland beherrschte. Die Peitschen oder auch Geißeln und die Krone benutzten die Attena als Zeichen für Wittmund; sie bildeten vor der Wappenverleihung allein den Inhalt der älteren Fleckenwappen.
Beschreibung der Flagge: In drei gleich breiten Querstreifen die Farben Rot, Grün und Rot, in der Mitte des grünen Streifens und in den beiden roten Streifen je bis zur Hälfte übergreifend, das Stadtwappen.

### Städtepartnerschaften
Seit dem 3. Oktober 1997 unterhält die Stadt Wittmund eine Städtepartnerschaft mit der Gemeinde Barleben in Sachsen-Anhalt. Kontakte zwischen Barleben und Wittmund gibt es bereits seit 1990. Vor dem Abschluss des Partnerschaftsvertrags wurde über Jahre getestet, ob eine Partnerschaft beider Kommunen sinnvoll ist. Die Partnerschaft sieht einen regelmäßigen Kultur- und Sportaustausch sowie wirtschaftliche Kontakte vor. Die Zusammenarbeit wurde seit 2007 intensiviert. 2010 wurde die Partnerschaft zwischen den beiden Kommunen von der Deutschen Gesellschaft e. V., Verein zur Förderung politischer, kultureller und sozialer Beziehungen in Europa im Rahmen einer Studie als eine von fünf beispielhaften deutsch-deutschen Partnerschaften vorgestellt.

## Kultur und Sehenswürdigkeiten

### Theater
Wittmund ist fester Spielort der 1952 gegründeten Landesbühne Niedersachsen Nord mit Stammhaus in Wilhelmshaven, die jährlich bis zu zehn Inszenierungen in der Aula des Schulzentrums Brandenburger Straße zeigt. Die Aula bietet 271 Sitzplätze. Einen festen Theaterbau gibt es in Wittmund nicht.

### Kunst und Ausstellungen
Die Kunstmeile der Stadt Wittmund zeigt im Stadtgebiet insgesamt elf Kunstwerke unterschiedlicher Kunstformen, die ein Spektrum von naturgetreuen Bronzeplastiken bis hin zu abstrakten Skulpturen abdecken. Initiiert wurde die Kunstmeile vom Kulturring Wittmund e. V. Die Kunstwerke wurden zwischen 1990 und 2004 mit Hilfe von Bürgern, Gewerbebetrieben, Weiterbildungseinrichtungen und vielen Sponsoren geschaffen.
Im Ortsteil Funnix direkt gegenüber der 800 Jahre alten Backsteinkirche befindet sich der etwa einen Hektar große Skulpturengarten des Wittmunder Stahlbildhauers Leonard Wübbena. Seit 2007 zeigt die Dauerausstellung von Mai bis September Stahlplastiken von Wübbena sowie weitere Werke von jährlich wechselnden internationalen Künstlern.
Der 1977 gegründete Ostfriesischer Kunstkreis e. V. unterhält seit dem 7. Mai 2017 in Wittmund in der Esenser Straße 14, in der Peldemühle, neue Ausstellungsräume. Der 90 Mitglieder zählende Kunstverein richtet jährlich 10 bis 12 Ausstellungen, überwiegend in Wittmund, aus und bietet darüber hinaus auch Lesungen und Präsentationen an.

### Museen

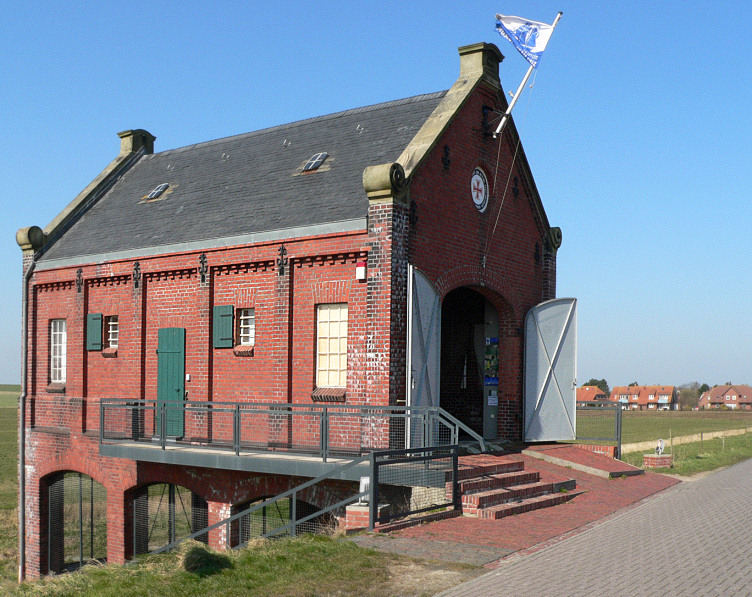
Historischer Rettungsbootschuppen heute Teil des Sielhafenmuseums

Das Deutsche Sielhafenmuseum befindet sich im Wittmunder Ortsteil Carolinensiel. Zum Museum gehören die historischen Ausstellungshäuser Groot Hus, Kapitänshaus, Alte Pastorei rund um den Museumshafen in Carolinensiel sowie die Historische Rettungsstation an der Friedrichsschleuse. Das Groot Hus entstand 1840 als Kornspeicher am Alten Hafen und zeigt auf seinen Speicherböden eine Ausstellung über Land und See, die Geschichte der Siele und Häfen, des Deichbaus sowie der Fischerei und der Segelschifffahrt. Vom Leben an Land erzählt das Kapitänshaus, in dem die gute Stube einer Kapitänsfamilie gezeigt wird. Zur Ausstellung gehören auch die Hafenapotheke, ein ehemaliger Kaufmannsladen und eine Seemannskneipe. Im Marie-Ulfers-Zimmer können Trauungen vorgenommen werden. Die Alte Pastorei beherbergt eine Dauerausstellung über die maritimen Handwerksberufe Schiffszimmerer, Schmied, Seiler und Segelmacher. Daneben gibt es eine Sammlung originalgetreuer Modelle historischer Segelschiffe und die Gemäldegalerie Mensch und Meer. Das Sielhafenmuseum verzeichnete 2010 knapp 40.000 Besucher.
Der Museumsweg Carolinensiel ist ein historischer Rundweg durch den zu Wittmund gehörenden Ortsteil Carolinensiel. Er beginnt am Museumshafen und führt durch den historischen Ortskern entlang der Harle über die Friedrichsschleuse bis zum Strand in Harlesiel. Zurück verläuft der Weg entlang der so genannten Goldenen Linie nach Carolinensiel. Schautafeln mit Texten und Abbildungen informieren über die Sehenswürdigkeiten. Der Museumsweg entstand 2005 durch eine Initiative des Deutschen Sielhafenmuseums anlässlich des 275-jährigen Bestehens des Sielortes.
Das wissenschaftliche Erlebnismuseum Phänomania befindet sich seit 2008 im historischen Bahnhof von Carolinensiel. Es bietet auf 1000 Quadratmetern rund 80 interaktive Experimente an. Das ehemalige Bahnhofsgebäude wurde 1909 erbaut und bis 1987 genutzt. Es gehört zu den wenigen unter Denkmalschutz stehenden Bahnhöfen in Ostfriesland.
Seit Juni 2015 gibt es in Wittmund das Robert von Zeppelin- und Fliegermuseum, das in der Innenstadt von Wittmund nach langer Vorlaufzeit seinen Platz gefunden hat. Darin wird nicht nur an den ehemaligen Zeppelin-Flughafen erinnert, sondern es gibt auch eine kleine Ausstellung von Fahrrädern mit Hilfsmotor und einige Exponate, die auf das Jagdgeschwader Richthofen hinweisen.

### Baudenkmäler
In Wittmund befinden sich zahlreiche Häuser aus mehreren Jahrhunderten, darunter auch einige bedeutende Kirchen.
Bevorzugter Mauerstein ist wie in ganz Ostfriesland Klinker. Bei vielen Häusern älteren Datums in Wittmund fällt auf, dass der Klinker eine dunklere rote, fast braune Farbe hat (ähnlich wie im Nachbarlandkreis Friesland oder im nahegelegenen Wilhelmshaven), während im westlicheren Ostfriesland zumeist ein deutlich hellerer Backstein bevorzugt wird. Mehr als 100 Kirchen, Mühlen, Gulfhöfe und weitere historische Gebäude im Stadtgebiet stehen unter Denkmalschutz.

#### Kirchen im Kernort

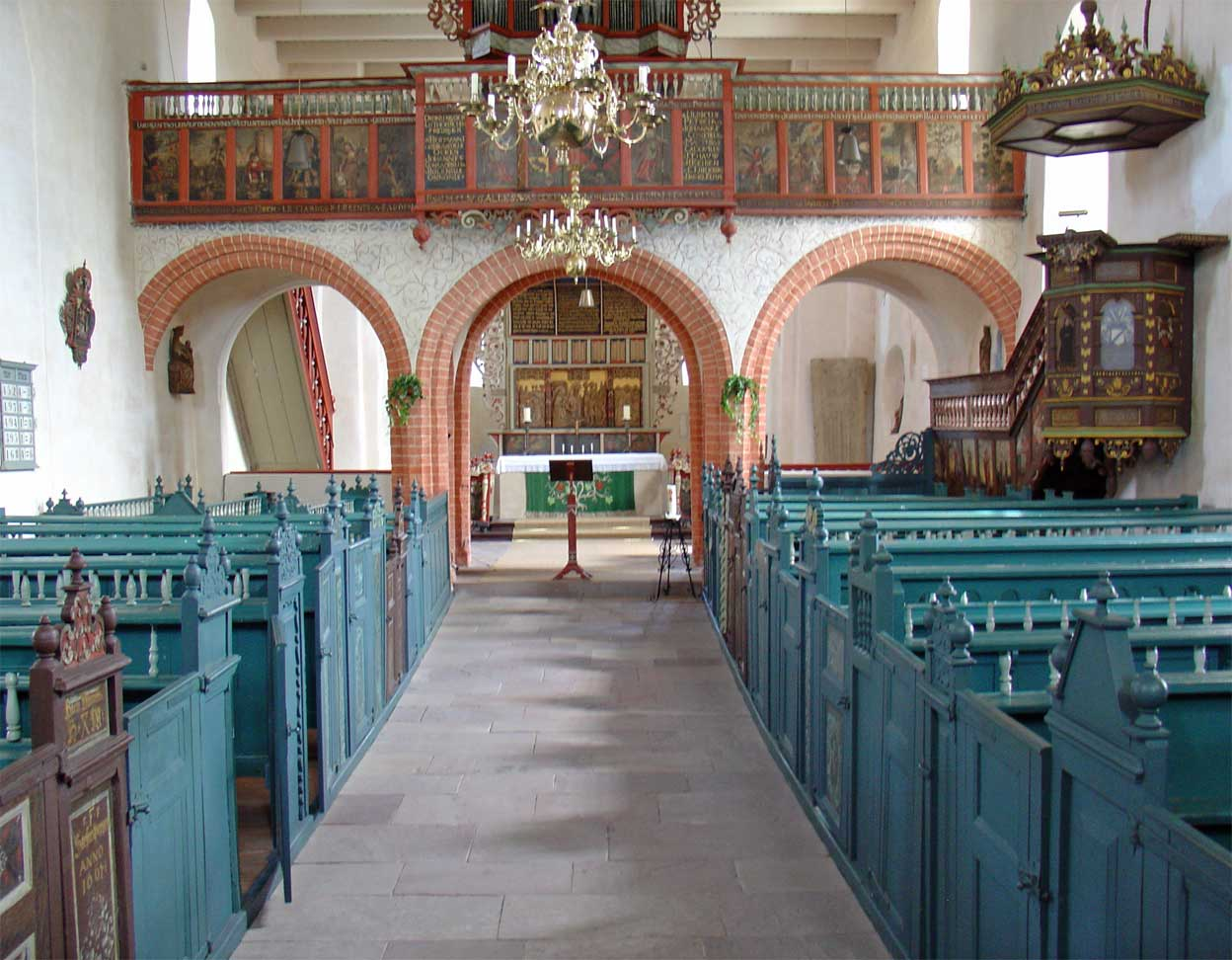
Inneres der St.-Marien-Kirche in Buttforde mit reicher Innenausstattung

- Die evangelische Kirche St. Nicolai von 1775/1776 hatte drei Vorgängerbauten, deren letzter 1541 errichtet wurde. Es handelt sich um eine spätbarocke Saalkirche aus Backstein mit angebautem Westturm. Das südliche Eingangsportal wird in einem Mittelrisalit von Sandsteindekor gerahmt. Zur Ausstattung gehören eine Barockkanzel von 1667, ein Taufständer aus Holz von 1777 und die 1776 von Hinrich Just Müller geschaffene Orgel, von der nur noch der Prospekt erhalten ist. Rechts neben dem Hauptportal der Kirche befindet sich ein historisch bedeutsamer Höhenfestpunkt. Er wurde im Rahmen der Königlich Preußischen Landesaufnahme in den Jahren 1868 bis 1894 bestimmt und war ein wichtiger Ausgangspunkt für Höhenvermessungen in Ostfriesland. Die Oberkante der Höhenmarke hat eine Höhe von 8,312 Meter über NHN.
- Die katholische St.-Bonifatius-Kirche wurde 1954 als einschiffiger Bau mit flachem Satteldach errichtet und im Jahr 2007 einer umfassenden Renovierung unterzogen. An der Frontseite des Gebäudes fällt eine große Rosette auf, die aus Rundfenstern gebildet wird. Der Innenraum wird von einem großen Altarkreuz beherrscht.[122] Links vom Eingangsportal befindet sich ein gedrungener Glockenturm, der durch einen überdachten Gang mit der Kirche verbunden ist.

#### Kirchen in den übrigen Ortsteilen

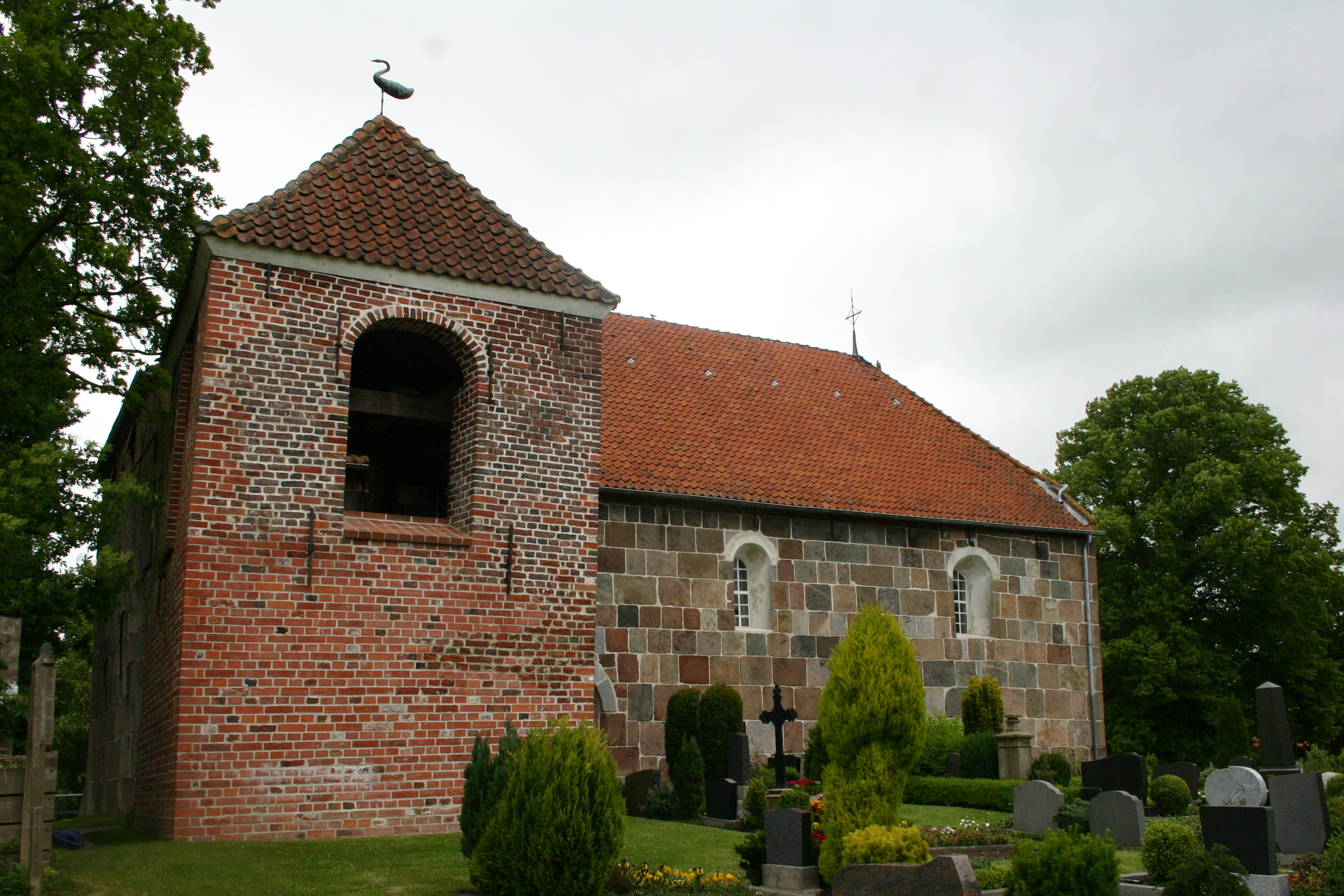
St.-Dionysius-Kirche in Asel, romanische Granitquaderkirche mit frei stehendem Glockenturm

In den Ortsteilen außerhalb der Kernstadt befinden sich Kirchen, die zu den ältesten in Ostfriesland gehören. Auffällig ist, dass man länger an Formen der Romanik festhielt, als im zuständigen Erzbischofssitz Bremen.
Die frühen romanischen Kirchbauten wurden aus Granitquadern errichtet, da die Kunst, aus der lehmhaltigen Erde wetterbeständige Backsteine zu brennen, erst im 13. Jahrhundert von Mönchsorden in der Region verbreitet war.
- Die St.-Dionysius-Kirche in Asel ist dementsprechend um 1200 vollständig aus bunten Granitquadern erbaut. Der frei stehende Glockenturm wurde im Jahr 1661 neu aufgeführt und beherbergt die Betglocke, die 1454 von Ghert Klinghe gegossen wurde. Claes Röttger schuf die Kanzel (1608), David Benjamin Opitz den Taufengel (1752/53) und Gerd Sieben Janssen die kleine Orgel (1855/56), die noch weitgehend erhalten ist.
- Auch die um 1230 erbaute St.-Marien-Kirche in Buttforde besteht aus Granitquadern und ähnelt äußerlich stark der Kirche in Asel. Im Gegensatz zu dieser ist ihre eingezogene halbrunde Apsis und eine kunsthistorisch bedeutende Innenausstattung erhalten. Das Innere wird von einem spätgotischen steinernen Lettner beherrscht, der im Jahr 1450 errichtet wurde und dessen drei große rundbogige Öffnungen den Blick in den Chor ermöglichen. Dort steht ein Schnitzaltar aus dem 16. Jahrhundert. Das Kirchengestühl aus der Renaissance gehört zu den schönsten in Ostfriesland.[124] Die Orgel von St. Marien aus dem Jahr 1681 ist das einzige erhaltene Werk von Joachim Richborn.[125]

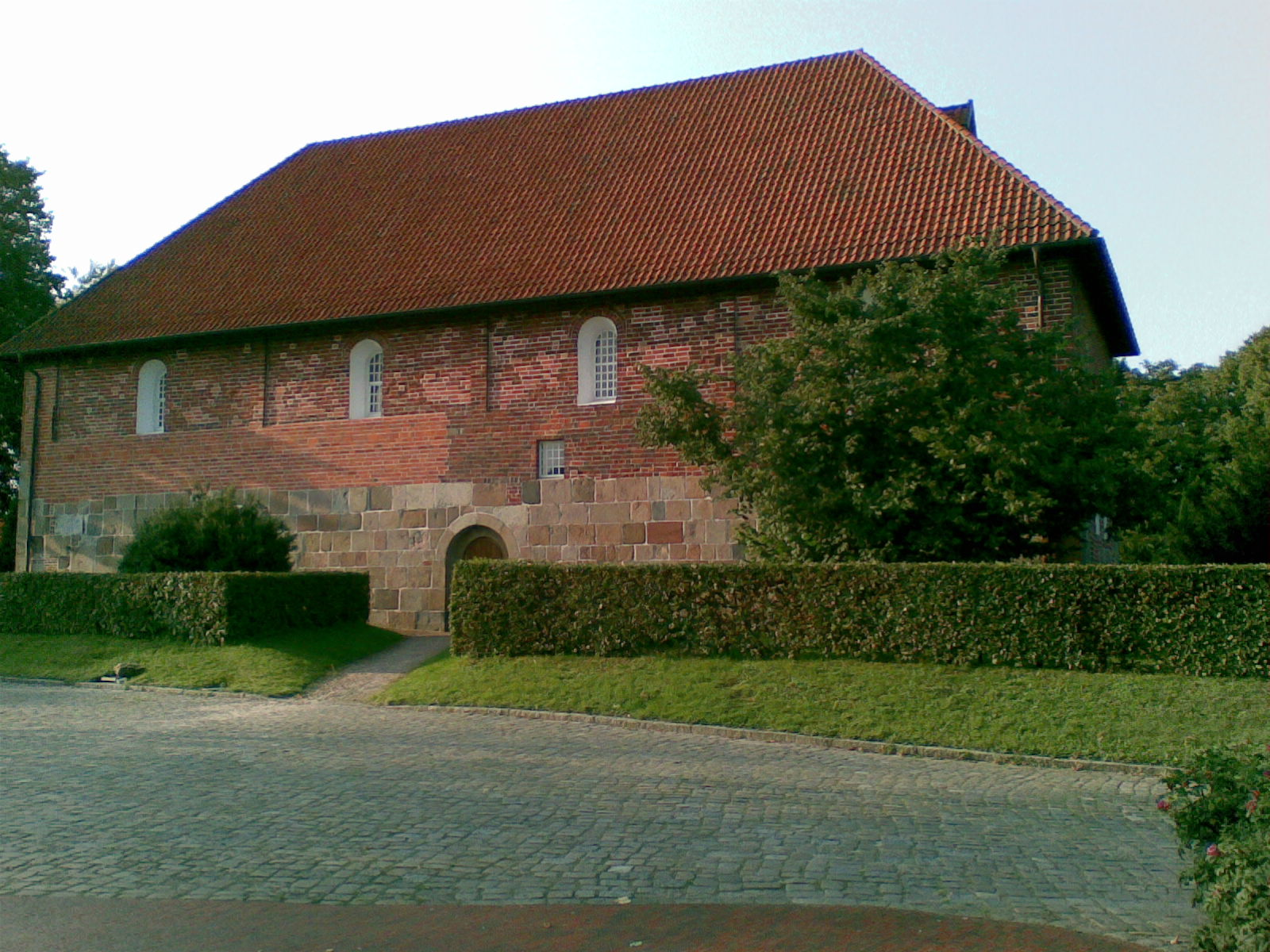
Ardorfer Kirche: Unten Granitquader, darüber Backsteine

Drei Kirchen aus dem 13. und 14. Jahrhundert wurden als Mischbauten auf Sockeln aus Granitquadern errichtet.
- Die Ardorfer Kirche aus dem 13. Jahrhundert weist Granitquader im unteren und Backsteine im oberen Mauerbereich auf. Ältester Einrichtungsgegenstand ist das im 13. Jahrhundert aus Backsteinen gemauerte Taufbecken. Die Kanzel von 1588 ist ein Geschenk der Norder Ludgeri-Kirche. In den Jahren 1844 bis 1847 baute Arnold Rohlfs aus Esens die Orgel, die weitgehend erhalten ist.
- Die Blersumer Kirche ist eine Saalkirche mit halbrund eingezogener Apsis, die um 1250 bis 1270 aus Backstein auf einem Fundament aus Granitquadern erbaut wurde. Der Taufstein aus Bentheimer Sandstein mit einem Fries aus Ranken- und Blattwerk datiert aus dem 13. Jahrhundert. Das Altarretabel auf einer mittelalterlichen Mensa stammt von Meister Jacob Cröpelin aus dem Jahr 1649.
- Die St.-Georg-Kirche Eggelingen ist eine spätromanische Saalkirche, deren Mauern über 13 Meter hoch sind und damit zu den höchsten Kirchenmauern in Ostfriesland gehören.[126] Im Jahr 1836 erlitt das Gebäude durch einen Orkan schwere Schäden, was zu einem Umbau führte. Das Altarretabel stammt von Jacob Cröpelin (1659) und die Orgel von Gerd Sieben Janssen (1846).

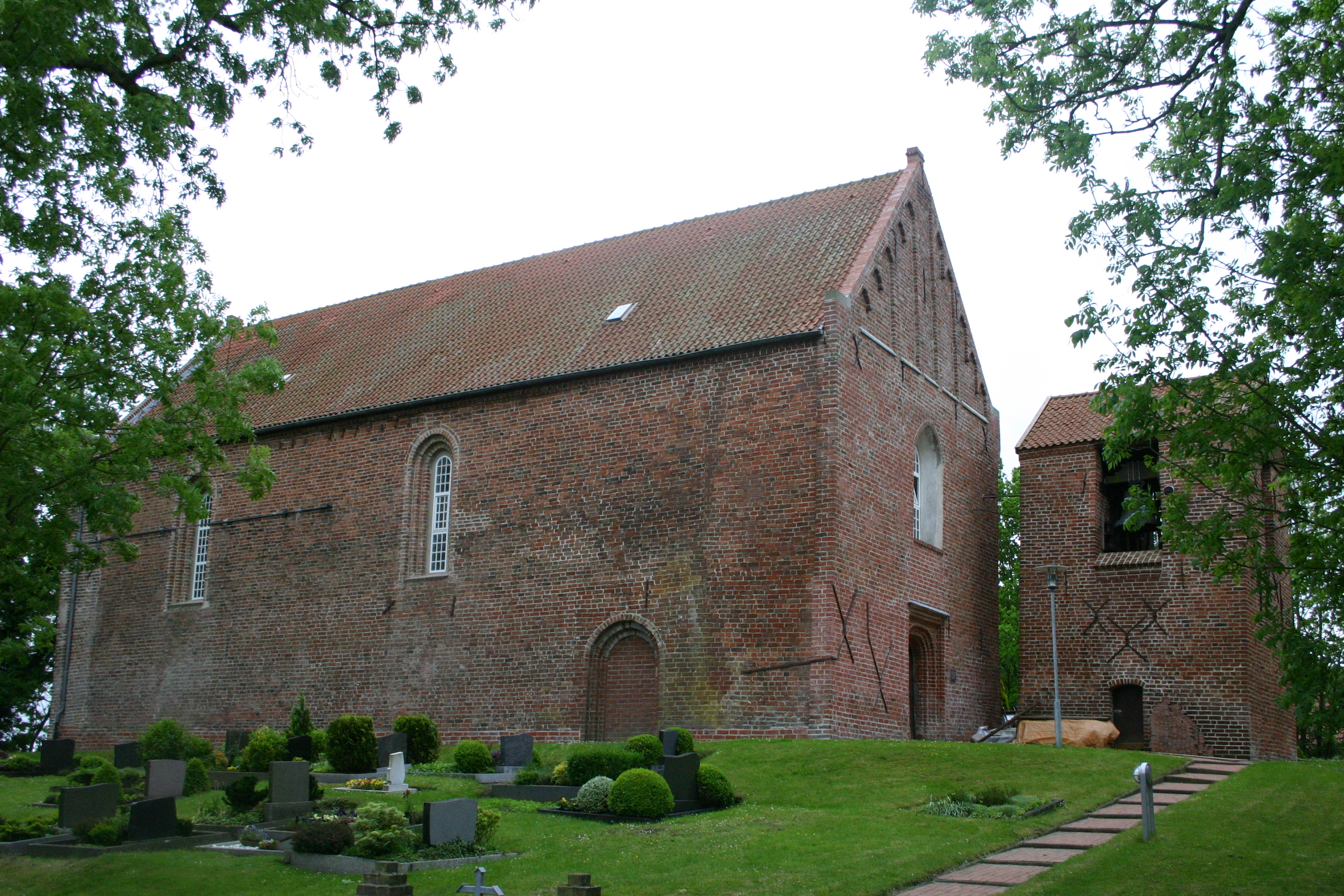
Funnixer Kirche, schon ganz in Backstein, aber noch Übergangsstil

Im Hochmittelalter ging man zu reiner Backsteinbauweise über:
- St. Florian in Funnix ist eine Backsteinkirche aus dem frühen 14. mit einem frei stehenden Glockenturm aus dem 13. Jahrhundert. Aus der Vorgängerkirche wurden das Taufbecken und das Weihwasserbecken aus Granit aus dem 12. Jahrhundert übernommen.[127] Wertvollstes Ausstattungsstück ist der spätgotische Schnitzaltar aus dem späten 15. Jahrhundert.[128] Als Johann Friedrich Constabel 1760 während des Orgelneubaus starb, vollendete Hinrich Just Müller zwei Jahre später das Instrument im Stil des Rokoko, das noch weitgehend erhalten ist.[129]
- Die Cäcilien- und Margarethenkirche in Leerhafe, eine spätgotische Saalkirche mit einem polygonalen Ostchor, wurde um 1500 erbaut. Die trapezförmige Grabplatte mit Keulenkreuz stammt aus dem 12. Jahrhundert, der Altaraufsatz aus dem 17. Jahrhundert, die schlichte Kanzel von 1655 und die Orgel von Arnold Rohlfs aus dem Jahr 1863.

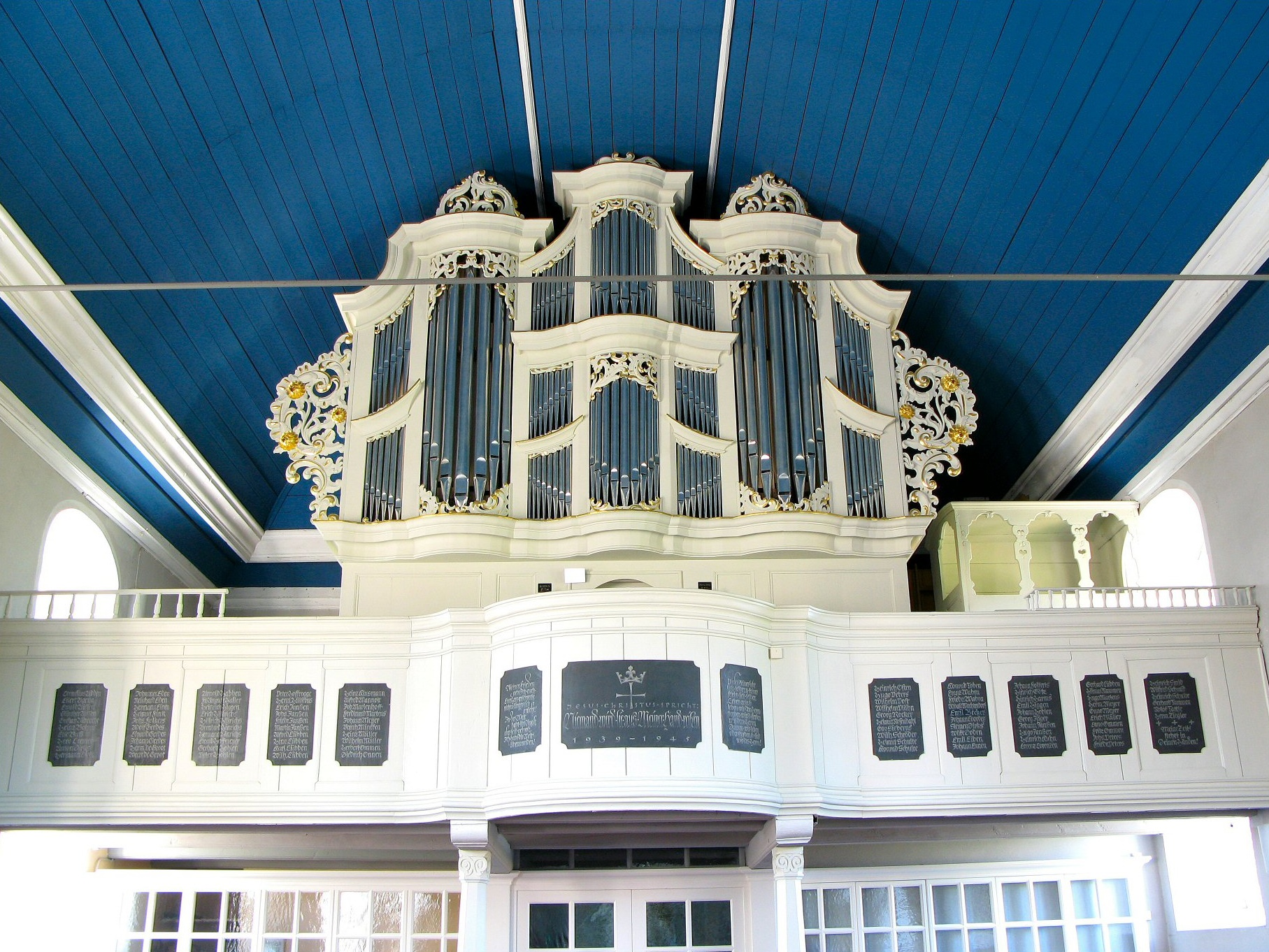
Müller-Orgel (1781) in Carolinensiel

- Die prächtige barocke Carolinensieler Kirche aus dem Jahr 1776 ist die einzige Deichkirche weltweit.[130] Die weiß gefasste Innenausstattung ist vollständig erhalten und bildet mit dem roten Kastengestühl einen farblichen Kontrast zur blauen Holzdecke.[131]

Zwei Kirchen sind der Zeit des Klassizismus zuzuordnen:
- Maria-Magdalena in Berdum wurde 1801/02 erbaut. Das Taufbecken aus dem 13. Jahrhundert stand bereits in der Vorgängerkirche, ebenso die beiden Evangelistenfiguren unter der Empore, die wahrscheinlich Jacob Cröpelin um 1650 für eine Kanzel schnitzte. Kanzel, Kastengestühl, Priechen, Empore und Altaraufsatz entstanden mit dem Neubau der Kirche. Im Jahr 1878 schuf Gerd Sieben Janssen die Orgel.
- Die St.-Florian-Kirche in Burhafe datiert von 1821. Der Glockenstuhl ist aus Holz gefertigt und wurde bereits im 15. Jahrhundert errichtet. Aus der Vorgängerkirche wurden verschiedene Ausstattungsstücke übernommen.[132]

#### Profanbauten im Kernort

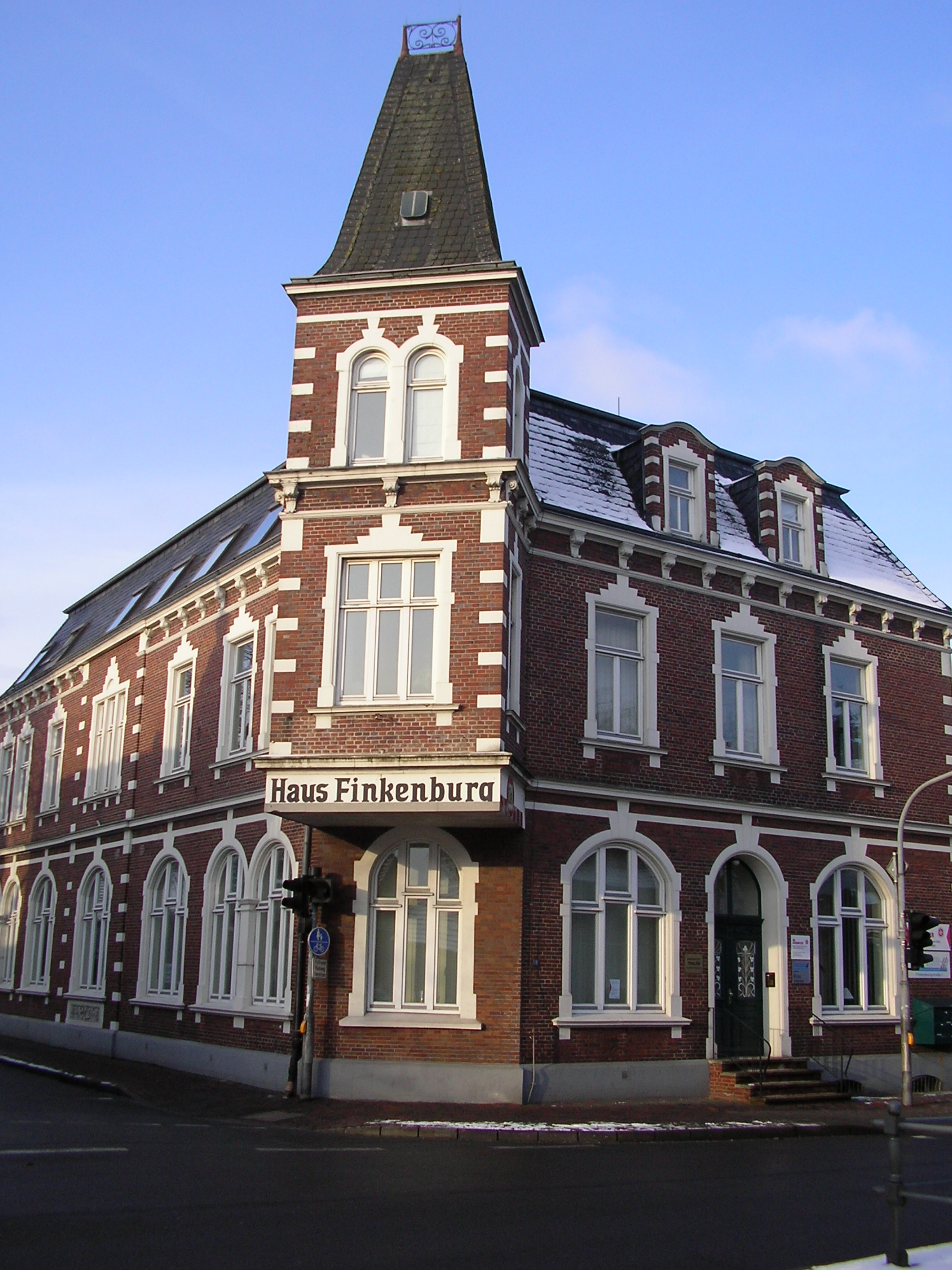
Haus Finkenburg

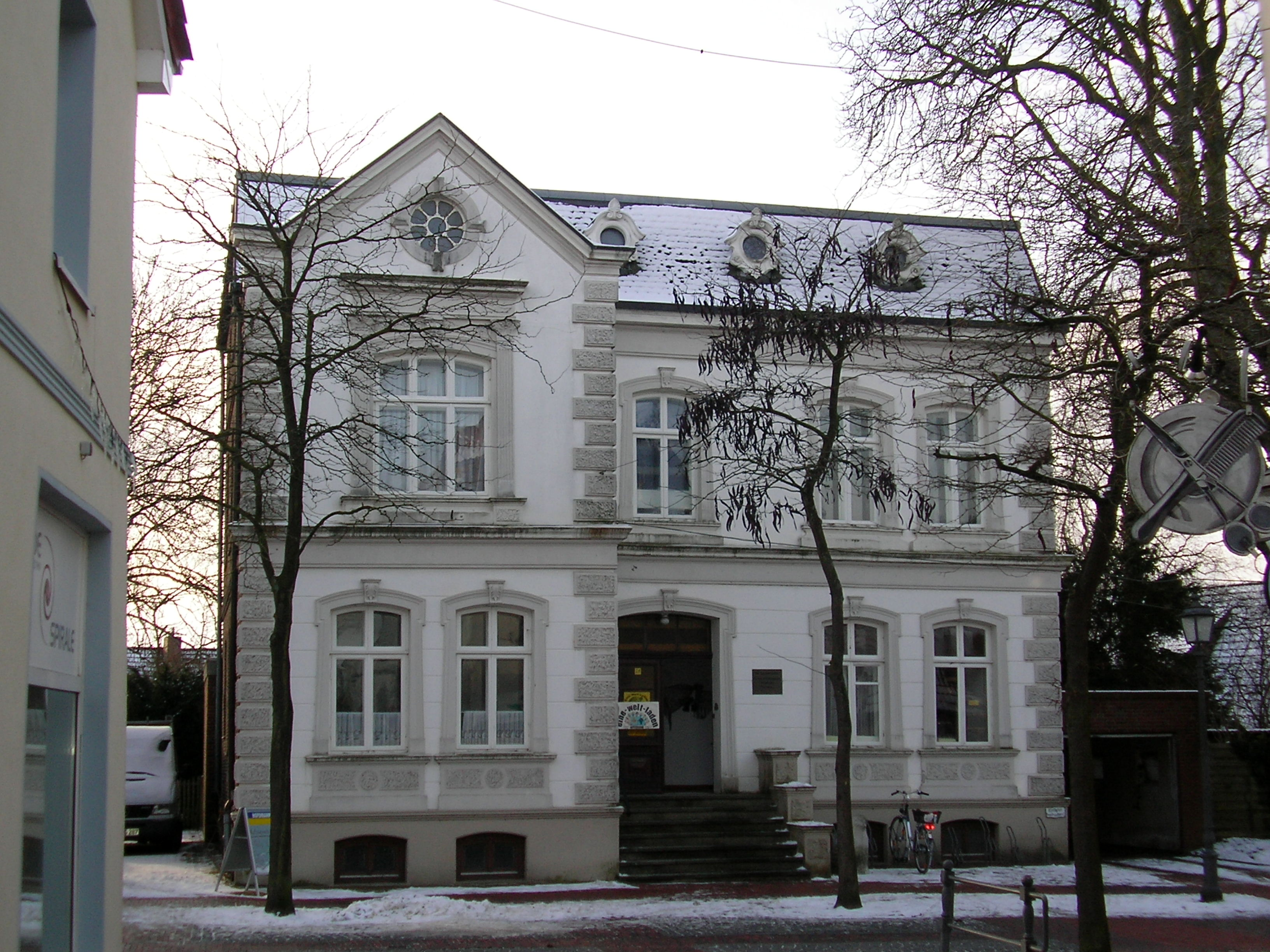
Pfarrhaus Drostenstraße 21

- Der Wittmunder Marktplatz befindet sich im Zentrum der Kreisstadt. Das auffälligste Gebäude ist dort das in den Jahren 1899 bis 1901 unter der Leitung des oldenburgischen Architekten Ludwig Klingenberg errichtete historische Wittmunder Kreishaus. Das in Formen des Historismus erbaute Gebäude weist im Sitzungssaal noch die ursprüngliche Ausstattung auf. Neben dem Kreishaus steht das Wittmunder Amtsgericht, das 1827 im klassizistischen Stil erbaut wurde. Die drei mittleren Achsen werden von einem flachen Dreiecksgiebel zusammengefasst. Neben dem Amtsgericht befindet sich das Hotel Residenz, dessen historischer Teil, der wegen seines gelben Anstrichs den Namen Gelbes Haus führt, diente von 1885 bis 1945 als Residenz der Wittmunder Landräte. An der Südseite des Marktplatzes liegt das Gebäude der Wittmunder Stadthalle, in der auch die Wittmunder Touristeninformation untergebracht ist. Direkt auf dem Wittmunder Marktplatz stehen seit 1999 die Bronzeplastiken Treiber mit Hund und Schafen von Albert Bocklage aus Vechta. Die vom Kulturring Wittmund e. V. initiierte Gruppe erinnert an den früheren Handel mit Schafen auf dem Wittmunder Markt. Die Bronzeplastiken sind Bestandteil der Wittmunder Kunstmeile.[133]

Im Ortskern blieben vor allem im Bereich der Mühlenstraße mehrere ältere Wohnbauten aus Backstein erhalten.
- Das zweigeschossige Haus Nr. 14, auch als Groot Hus oder Brants Haus bekannt, wurde 1733 erbaut und hat einen dem geschwungenen Glockengiebel. Die Giebelspitze krönt eine schmiedeeiserne Wetterfahne.
- Nr. 17 entstand 1735 als eingeschossiges Wohnhaus.
- Nr. 9, ein verputzter Backsteinbau, ist mit 1748 datiert.
- Brückstraße 1 zeichnet sich durch einen geschwungenen Giebel aus. Das Gebäude entstand 1777.
- Das markante Eckhaus an der Finkenburgstraße (Haus Finkenburg) hat ein zur Straßenecke hin gerichtetes, zweigeschossigen Türmchen.
- Das klassizistische Pfarrhaus an der Drostenstraße ist verputzt.

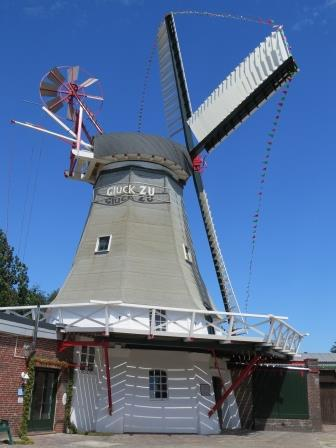
Peldemühle 2015

- Die Peldemühle in Wittmund wurde 1741 von Popke Embken als Privatmühle erbaut. Bis dahin wurden Mühlen in Ostfriesland nur Herrschaftliche Mühlen betrieben. Die Mühlen gehörten dem Fürsten von Ostfriesland und wurden in Erbpacht vergeben. Die Peldemühle ist der älteste, noch in weiten Teilen funktionsfähige Galerieholländer Deutschlands[134] und ein Bauwerk von landesweiter Bedeutung. Die Mühle wurde früher zum Schälen (plattdeutsch: pelden) von Gerste genutzt, in den 1930er Jahren wurde der Peldegang aus- und ein Mahlgang für Roggen und Weizen eingebaut. Die Peldemühle gehört heute der 2006 gegründeten Johann und Helene Ihnen Stiftung.[135] Betrieben wird die Mühle von dem 2015 gegründeten Förderverein Peldemühle Wittmund, der sie der Öffentlichkeit zugänglich macht.[136] Weiterhin befinden sich in einem Anbau seit Mai 2017 die Ausstellungsräume des Ostfriesischen Kunstkreises.
- Eine weitere Mühle ist die Siuts-Mühle an der Auricher Straße. Der zweistöckige Galerieholländer wurde 1884 erbaut und bis 1979 als Mühle genutzt. In der Mühle, die seit 1982 als Restaurant genutzt wird, ist noch ein Schrotgang vorhanden.[137]

#### Carolinensiel
Während in den meisten dörflichen Ortsteilen der Stadt Wittmund keine Häuser städtischen Typs zu finden sind, befinden sich in Carolinensiel aufgrund seiner Vergangenheit als Aus- und Einfuhrhafen einige bedeutsame Hafengebäude, darunter das 1840 entstandene Packhaus des Getreidehändlers Mammen. Das zweigeschossige Gebäude steht mit seiner einen Seite zum Hafen und mit der Landseite zur Straße, was dem Warenumschlag geschuldet war. Die Fassade zur Straßenseite ist betont klassizistisch, da das Packhaus zugleich Wohnhaus des Kaufmanns war. Die Hafenseite enthält hingegen mehrere Verladeluken. Luken in den Böden der Geschosse und ein Lastenaufzug dienten dem Warenumschlag. In den anderen Sielhäfen Ostfrieslands und Deutschlands hat sich ein vergleichbares Gebäude nicht erhalten. Im Packhaus ist das heutige Sielhafenmuseum untergebracht.

#### Gulfhöfe
Sowohl in den Marschen im Norden des Stadtgebietes als auch in den Geest- und Moorgegenden im Süden sind in größerer Zahl Gulfhöfe aus mehreren Jahrhunderten zu finden. Aufgrund der in früheren Zeiten deutlich höheren Ernteerträge in den Marschen sind dort die größeren und zumeist auch deutlich repräsentativer ausgestatteten Höfe der sogenannten Polderfürsten zu finden: Großbauern, die ihren Reichtum zur Schau stellten und sich einen durchaus bürgerlichen Lebensstil leisten konnten und dies auch taten.

### Denkmäler

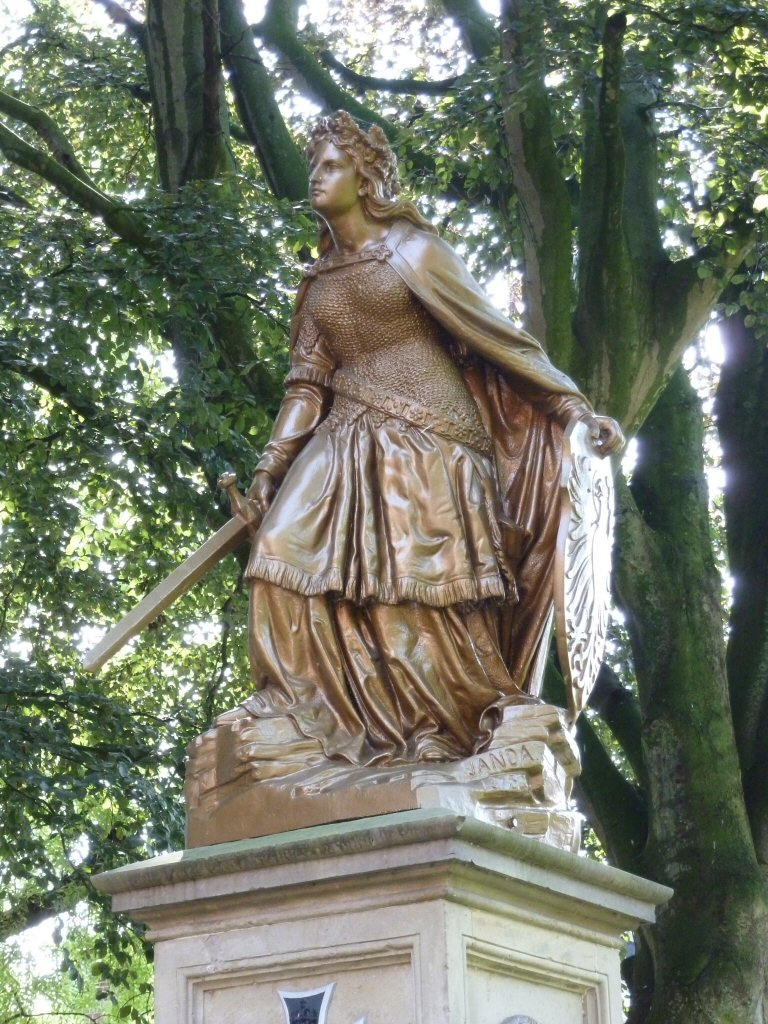
Germania auf dem Kirchplatz

Das auf dem Kirchplatz vor St. Nicolai stehende Denkmal einer Germania erinnert an die Wittmunder Gefallenen im Deutsch-Französischen Krieg von 1870/71. Das Kirchspiel Wittmund hatte sieben Tote/Vermisste zu beklagen. Schöpfer der Statue war 1873 der klassizistische Bildhauer Johannes Janda, ein bedeutender Schüler von Daniel Rauch. Die Germania galt Ende des 19. Jahrhunderts als Sinnbild des Deutschtums und ist in Wittmund in deutlich kriegerischer Pose auf einem Sockel dargestellt. In den 1970er Jahren verlor das Denkmal Schwert und Schild, die erst viel später auf dem Dachboden der Friedhofskapelle wiederaufgefunden wurden. Im Jahr 2008 erfolgte auf Initiative des Heimatvereins Wittmund die Restaurierung der gesamten Statue.

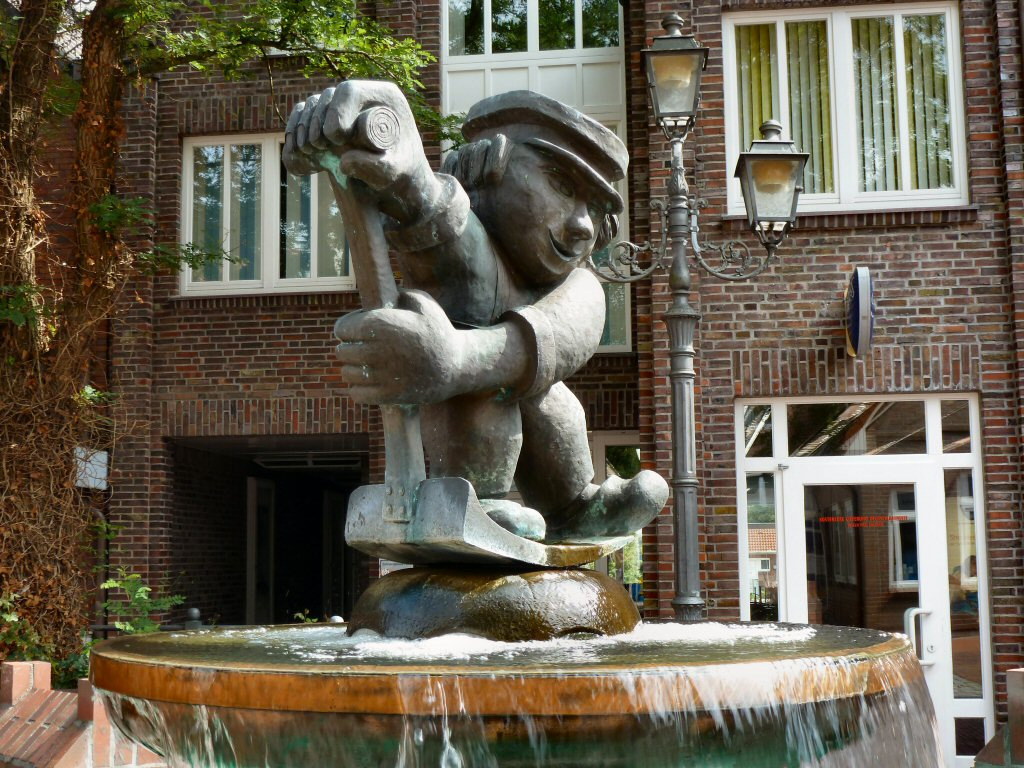
Jan-Schüpp-Brunnen

Der Jan-Schüpp-Brunnen in der Wittmunder Innenstadt ist dem Wittmunder Stadtoriginal Jan Schüpp gewidmet. Die rund einen Meter hohe Bronzefigur auf dem Brunnen in der Brückstraße zeigt einen Ostfriesen in Arbeiterkleidung mit Schaufel, regional umgangssprachlich Schüppe genannt, der die Schaufel mit beiden Händen am Griff und Stiel tatkräftig umfasst hat, obwohl er selbst noch auf dem Blatt der Schaufel steht. Die Brunnenfigur soll für die ostfriesische Lebensart stehen, nicht alles zu schwer und sich selbst auch mal auf die „Schüppe“ zu nehmen.
In der Garnisonsstadt Wittmund hat das Taktische Luftwaffengeschwader 71 „Richthofen“ der Luftwaffe seinen Standort. Die Stadt zeigt ihre Verbundenheit mit der Bundeswehr durch einen Kampfjet des Typs F-4F Phantom, der seit dem 15. Oktober 2006 in Wittmund an der Kreuzung Südring B 210/Isumser Straße aufgestellt ist.

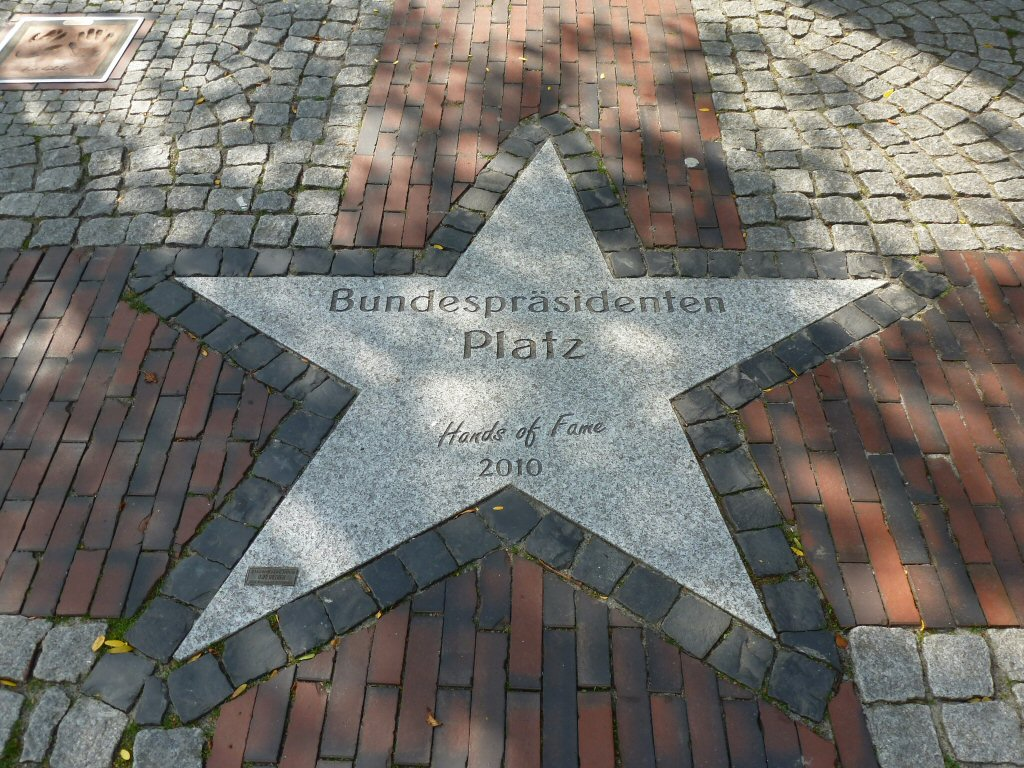
Bundespräsidenten-Platz in der Fußgängerzone

In der Wittmunder Fußgängerzone befindet sich seit dem Frühjahr 2005 die Flaniermeile Hands of Fame nach dem Vorbild des Hollywood Walk of Fame. Statt Sternen werden hier jedoch Handabdrücke von Prominenten und deren Autogramme in Ton gebrannt im Pflaster der Fußgängerzone eingelassen. Am 6. Juni 2010 wurde im Rahmen von Hands of Fame der Bundespräsidentenplatz in der Fußgängerzone Kirchstraße/Ecke Drostenstraße eingeweiht. Dort sind die Handabdrücke aller noch lebenden Bundespräsidenten Deutschlands in den Boden eingelassen. Eine Schautafel enthält weitere Informationen über alle bisherigen Bundespräsidenten.

### Schlosspark/Wallanlagen

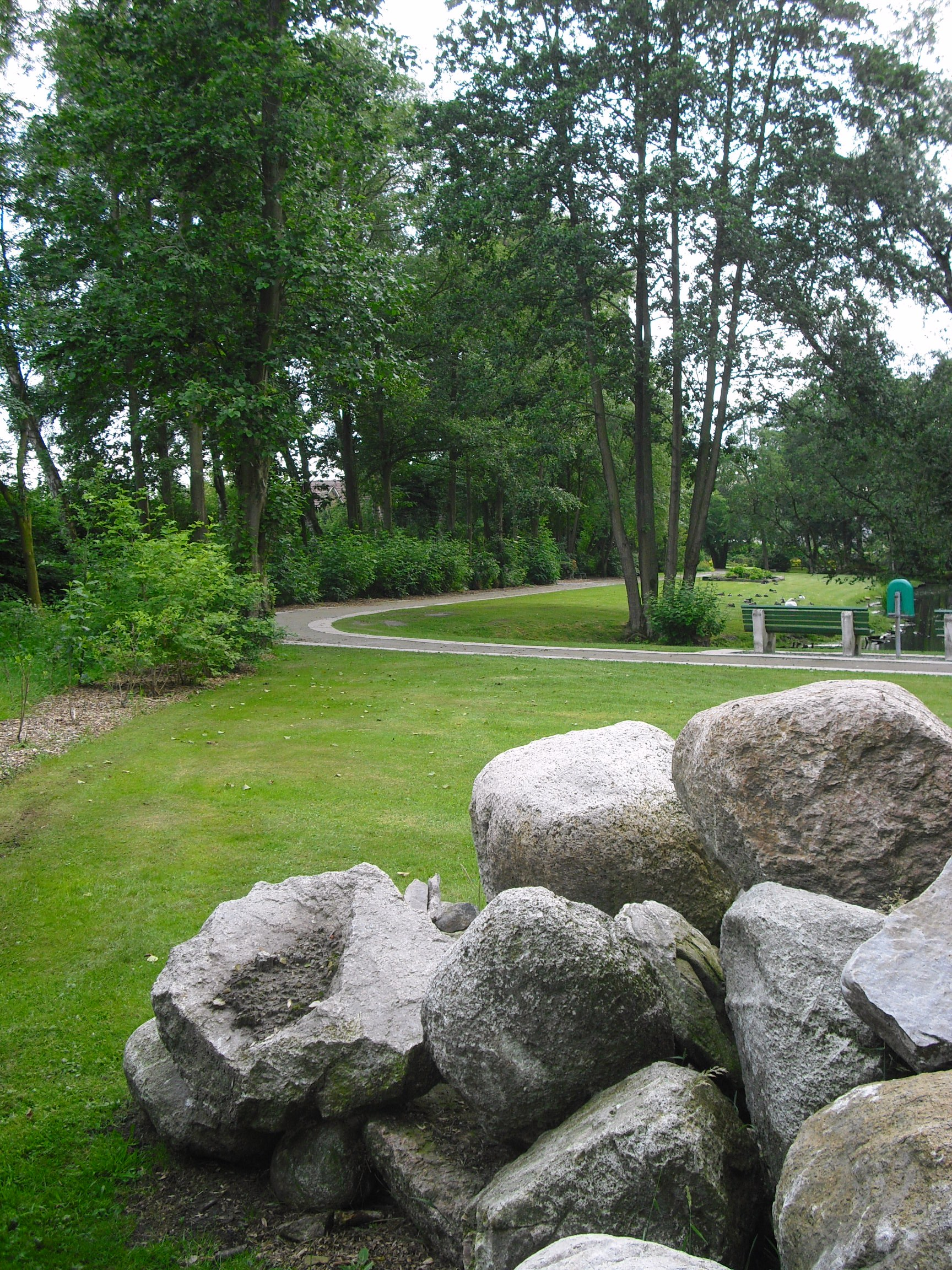
Schlosspark Wittmund

Im Südosten der Stadt unweit des Marktplatzes befindet sich der Schlosspark von Wittmund. Er erinnert an das ehemalige Schloss Wittmund, das dort 1461 unter der Regentschaft des Häuptlings Sibet Attena gebaut und 1764 von Friedrich II. von Preußen geschleift wurde. Nur die fast vollständige Festungswallanlage sowie ein Teil des früheren Schlossgrabens sind erhalten geblieben. Schautafeln im Park informieren über die Geschichte des burgähnlichen Wittmunder Schlosses. Eine Bühne im Park wird für verschiedene Veranstaltungen genutzt.

### Sport
Der gesamte Landkreis Wittmund liegt mit einem Anteil der in Vereinen organisierten Sportler an der Gesamtbevölkerung von 51,75 Prozent innerhalb Niedersachsens an der Spitze der Kreise und Städte. Bei den Sportarten liegen die Boßler und Klootschießer kreisweit deutlich vor den Fußballern (10.161 gegenüber 5.249). Die Stadt Wittmund beherbergt den größten und den drittgrößten Sportverein des Landkreises, den MTV Wittmund mit 1142 und den BSC Burhafe mit 890 Mitgliedern.
Der MTV Wittmund von 1865 bietet die acht Sparten Handball, Kampfsport, Leichtathletik, Radwandern, Surfen, Turnen, Volleyball sowie Sportabzeichen an. Das Training und die Abnahme für das Deutsche Sportabzeichen werden beim MTV angeboten. Die inzwischen überregional bekannte alljährliche Laufveranstaltung des Vereins, der Wittmunder Klinkerlauf, wird seit 1999 von der Leichtathletikabteilung ausgerichtet.
Der 1948 gegründete SV Wittmund hat die Sparten Fußball, Tischtennis, Badminton und Schach. Im Jahr 2002 konnte der Verein die neue Sportanlage Isums an der Isumer Straße beziehen. Weiterhin spielt der Verein im Wittmunder Stadion an der Breslauer Straße, dessen Haupttribüne rund 400 überdachte Sitzplätze enthält.
In Wittmund werden auch die regionalen Friesensportarten Boßeln und Klootschießen gespielt. Der Kreisverband Wittmund im Landes-Klootschießer-Verband Ostfriesland wurde 1911 gegründet und vertritt elf Vereine mit rund 2500 Mitgliedern.
Zur Sport-Infrastruktur der Stadt gehören neben Sportplätzen und Hallen der Schulen auch Tennisplätze sowie das 1996 erbaute städtische Freizeitbad an der Isumser Straße zwischen Wittmund und Leerhafe. Es wird vorwiegend von Wittmunder Einwohnern und nur zu einem geringen Teil von Touristen genutzt. Drei kleinere Freibäder befinden sich außerdem in Ardorf, Leerhafe und Harlesiel. Das 1980 für Touristen erbaute und 2013 renovierte Solebad in Carolinensiel bietet im 16,66 m langen Solebecken einen Hubboden und eine Gegenstromanlage.

### Regelmäßige Veranstaltungen
Die regelmäßigen Veranstaltungen in Wittmund gehen zum Teil auf alte ostfriesische Traditionen zurück, teilweise handelt es sich um lokale Ausprägungen. Hinzu kommen einige Feste, die erst in jüngster Zeit ins Leben gerufen wurden.
In nahezu allen Ortschaften werden am Karsamstag Osterfeuer entzündet, mit denen der Winter vertrieben werden soll. Als Frühlingsbote gilt das Aufstellen eines Maibaums in der Nacht vom 30. April auf den 1. Mai in allen Orten.
Eine weitere Veranstaltung ist der Maimarkt in Leerhafe mit traditioneller Vieh- und Geräteauktion, der auf ältere Traditionen zurückgeht. Im Juni wird in Wittmund der Johannimarkt begangen. Schützenfeste finden im August im Kernort und im Juli in Carolinensiel und Leerhafe statt. Seit mehr als 40 Jahren werden der Wittmunder Bürgermarkt und das Straßenfest in Carolinensiel gefeiert. Beide Veranstaltungen wurden 1970 ins Leben gerufen und dienen in erster Linie der Unterhaltung. Seit 1978 wird als touristische Attraktion während der Urlaubssaison das Ostfriesenabitur angeboten. Während der Sommermonate organisiert der Wirteverein Wittmund die Musikveranstaltungsreihe Live im Park im Schlosspark, die rund zehnmal im Jahr kostenlos Live-Bands präsentiert. Zudem findet gewöhnlich zumindest eines der Klassik-Konzerte des Musikalischen Sommers in Ostfriesland in einer der Wittmunder Kirchen statt.
Seit einigen Jahren wird in Carolinensiel im August das Hafenfest gefeiert. Bestandteil des Programms ist die Regatta Watten-Sail. Außerdem machen Dutzende von Traditionsschiffen wie Tjalk und Ewer fest und nehmen an einer Parade teil. Seit 2005 ist der Küstenort Carolinensiel Ziel des internationalen Motorradtreffens 1000 Wikinger & Meer. Alljährlich fahren mehrere hundert Biker anschließend in einem Korso durch Ostfriesland.
Seit 1950 feiern die Einwohner von Leerhafe-Rispel das Heidefest im September. An den Wittmunder Letztmarkt im Oktober ist ein Drehorgelfestival angeschlossen. Erntedankfeste mit Gottesdiensten finden in allen Ortschaften Wittmunds statt, besonders in den ländlichen Ortsteilen.
Am 10. November findet abends das Martinisingen statt, mit dem des Reformators Martin Luther gedacht wird. Am Nikolaustag werden in Gaststätten Verknobelungen organisiert, bei denen traditionell Fleischpakete zu gewinnen sind.

### Sprache

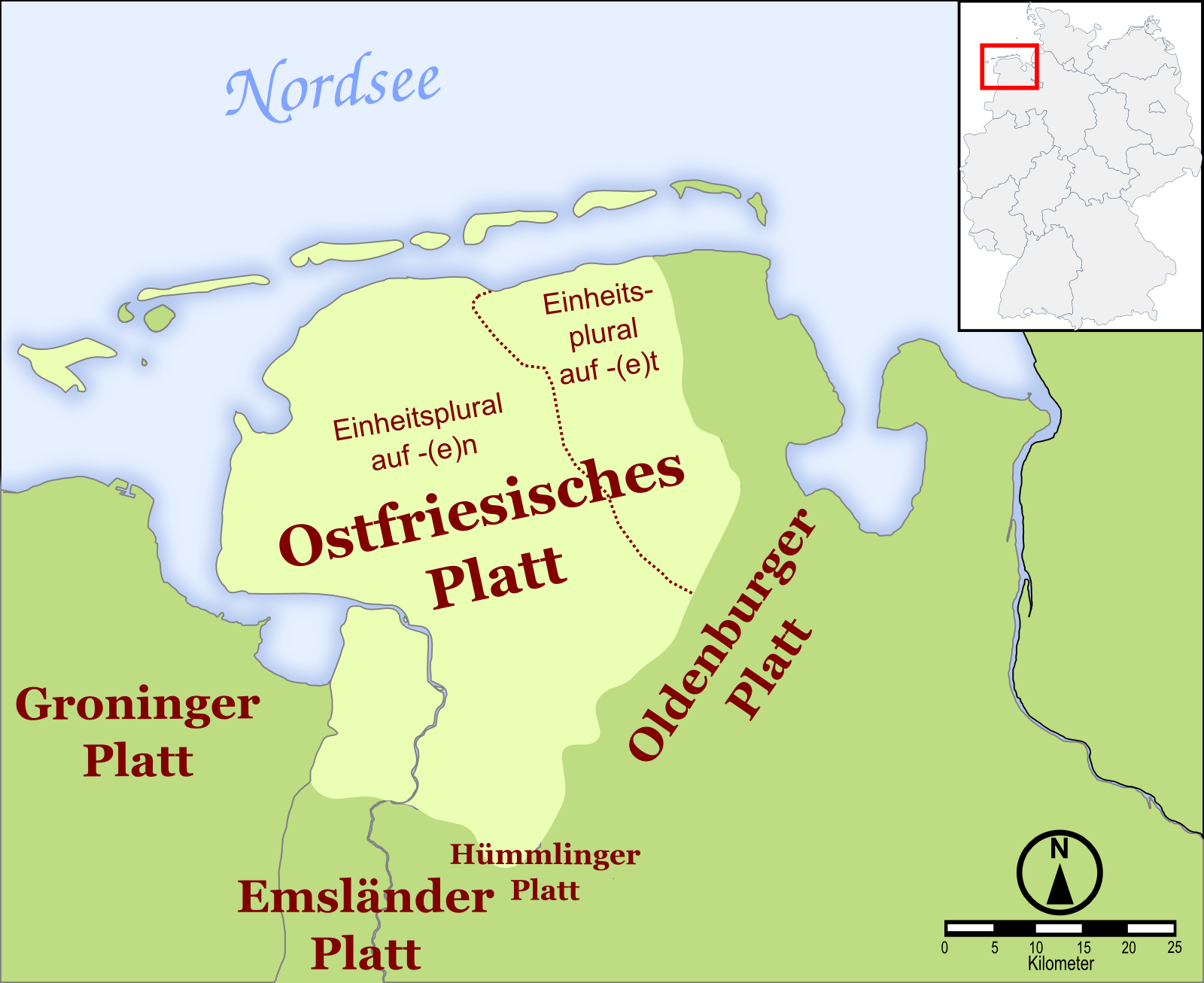
Verbreitungsgebiet des Ostfriesischen Platt und seines Dialekts Harlinger Platt

In Wittmund wird neben Hochdeutsch auch Ostfriesisches Platt gesprochen, im östlichen Teil, zu dem auch Wittmund gehört, der lokale Dialekt Harlinger Platt. Er unterscheidet sich nicht nur in einzelnen Wörtern, sondern auch durch bestimmte grammatikalische Eigenheiten vom übrigen Ostfriesischen Platt. So wird im Wittmunder Raum wie im Großteil Norddeutschlands „ges(ch)nackt“, wenn von „reden/sprechen“ die Rede ist, während im westlichen Teil Ostfrieslands das entsprechende Verb „proten“ lautet, was auf den Einfluss des westlichen Nachbarn Niederlande zurückzuführen ist (vergleiche niederländisch „praten“). Zudem wird im Harlingerland der Einheitsplural auf (e)t gebildet und nicht auf (e)n wie im westlichen Ostfriesland. „Wir sprechen“ heißt in Wittmund „Wi s(ch)nackt“, während näher zur Ems „Wi proten“ gesagt wird.
Stadt und Landkreis fördern den Gebrauch der plattdeutschen Sprache, der auch in den Schulen unterstützt wird.

## Wirtschaft und Infrastruktur
Von einem mehrere Hundert Mitarbeiter zählenden Werk des Polymerverarbeiters Rehau abgesehen, ist die Stadt nur gering industrialisiert. Landwirtschaft spielt schon aufgrund des überragenden Flächenanteils (etwa 81,5 Prozent) eine große Rolle. Wittmund ist zudem Behördenstadt und Garnison für das Taktische Luftwaffengeschwader 71 mit dem Ehrennamen Richthofen, eines der vier Traditionsgeschwader der Luftwaffe. Viele Wittmunder sind jedoch Auspendler, wobei die nahe gelegene Stadt Wilhelmshaven eine bedeutende Rolle spielt.
Die Wirtschaft Wittmunds ist geprägt von öffentlichen und privaten Dienstleistungen, wobei besonders der Tourismus hervorsticht. Unter den öffentlichen Dienstleistern ist neben der Kreisverwaltung die Bundeswehr der größte Arbeitgeber. Landwirtschaft spielt bei der Flächennutzung eine sehr große Rolle. Die Stadt ist kaum industrialisiert. Der einzige größere Industriebetrieb der Stadt, der Polymerverarbeiter Rehau mit nach eigenen Angaben zirka 600 Beschäftigten, sowie weitere produzierende Betriebe, Handwerks- und Handelsbetriebe, sind in einem Gewerbe- und Industriegebiet am östlichen Stadtrand an der Bundesstraße 210 konzentriert.
Wittmund ist eine der drei (von zehn) ostfriesischen Städten, die ein negatives Pendlersaldo aufweisen (neben Weener und Wiesmoor). Dazu trägt vor allem die Nähe zu Wilhelmshaven und dessen direktem Umland bei. Aufgrund der Lage am Ostrand Ostfrieslands pendeln aus Wittmund, aber auch aus der südlichen Nachbargemeinde Friedeburg, viele Arbeitnehmer dorthin aus. In Wittmund gab es (Stand: 2007) 5561 sozialversicherungspflichtig Beschäftigte, jedoch nur 5221 sozialversicherungspflichtige Arbeitsplätze. 2492 Einpendlern standen 2832 Auspendler gegenüber. Die Stadt beteiligt sich zusammen mit der Gemeinde Friedeburg, der Stadt Wilhelmshaven und sieben Kommunen des Kreises Friesland am interkommunalen Gewerbegebiet JadeWeserPark. Dieses entstand an der Kreuzung der A 29 und der B 210 (Wilhelmshavener Kreuz) und u. a. Unternehmen Platz bieten, die im Zusammenhang mit dem Betrieb des Tiefwasserhafens JadeWeserPort stehen.
Separate Arbeitsmarktdaten für Wittmund werden nicht erhoben. Die Stadt gehört zum Geschäftsbereich Wittmund innerhalb des Bezirks der Bundesagentur für Arbeit Emden-Leer. Im Dezember 2015 betrug die Arbeitslosenquote im Geschäftsbereich Wittmund 7,8 Prozent nach 8,3 Prozent im Vorjahr. Die Quote lag damit 1,9 Prozentpunkte über dem niedersächsischen Durchschnitt. Bei den unter 25-Jährigen betrug die Arbeitslosenquote 6,0 %, bei den unter 20-Jährigen nur 2,8 %, während Arbeitnehmer über 50 Jahre mit 9,4 % überdurchschnittlich betroffen waren. Ebenfalls überdurchschnittlich von Arbeitslosigkeit betroffen waren Ausländer (9,1 %).

### Land- und Forstwirtschaft, Fischerei
Mit 85 Prozent Anteil spielt die Landwirtschaft bei der Flächennutzung eine überragende Rolle. In den nördlicheren, jüngeren Marschgebieten der Stadt wird vorzugsweise Ackerbau betrieben, da die Böden dort eine hohe Bodenwertzahl aufweisen. Typischerweise wird Getreide angebaut. Auf den schwereren Marschböden und in den Geestgegenden im Süden des Stadtgebietes wird hingegen der Grünlandwirtschaft, also der Milchwirtschaft, der Vorzug gegeben. Dort werden auch Futterpflanzen für die Tiere angebaut. Bessere Düngemöglichkeiten haben den Unterschied der Bodenerträge inzwischen etwas abgemildert.
Bei der Viehhaltung sind Kühe klar vorherrschend. Dabei handelt es sich fast ausnahmslos um Milchviehhaltung, weniger um Masthaltung zur Erzeugung von Fleisch. Schweinehaltung wird in Wittmund ebenfalls betrieben, während die in früheren Jahrhunderten bis ins späte 19. Jahrhundert hinein bedeutende Haltung von Schafen inzwischen nicht mehr ins Gewicht fällt. Auf den Moor- und Heideflächen im Westen und Süden des Stadtgebiets gab es noch bis in die 1860er Jahre größere Herden, nach der Kultivierung der Moor- und Heideflächen und wegen sinkender Wollpreise nahm deren Zahl aber stetig ab. Nur kurz nach dem Zweiten Weltkrieg gewann in wirtschaftlicher Notzeit das Schaf noch für kurze Zeit Bedeutung als „Kuh des kleinen Mannes“. Auch das Pferd spielt für das Wirtschaftsleben Wittmunds keine Rolle mehr. War die Stadt noch bis ins 19. Jahrhundert der bedeutendste Pferdehandelsplatz Ostfrieslands, werden seit der Motorisierung in der Landwirtschaft Pferde nur noch für Freizeitzwecke gehalten.
In der zweiten Hälfte des 19. Jahrhunderts wurden mehrere ehemalige Heideflächen aufgeforstet. So entstanden unter anderem der Wittmunder und der Collrunger Wald auf den Flächen der aufgelösten Schäferei Hohehahn. Die Waldgebiete befinden sich größtenteils im Besitz der Landesforsten Niedersachsen. Es handelt sich überwiegend um Mischwald mit einem hohen Anteil an Eichen, Fichten und Kiefern.
In Carolinensiel/Harlesiel sind noch einige Kutter beheimatet, mit denen nahe der Küste Krabben gefangen werden. Hochseefischerei, früher beispielsweise auf Schellfisch, findet nicht mehr statt. Dementsprechend verfügt der Ort auch nur über Kennzeichen von Fischereifahrzeuge der Küstenfischerei.
Zusatzeinkommen erwirtschaften Landwirte mit dem Betrieb von Windenergieanlagen. Die Stadt Wittmund plant, Windkraftanlagen künftig in Windparks an drei Standorten im Stadtgebiet zu konzentrieren und alte Anlagen durch neue, leistungsfähigere (Repowering) zu ersetzen. Dafür sind drei Windparks in Groß Charlottengroden, Eggelingen und Abens vorgesehen.

### Tourismus und Dienstleistungen

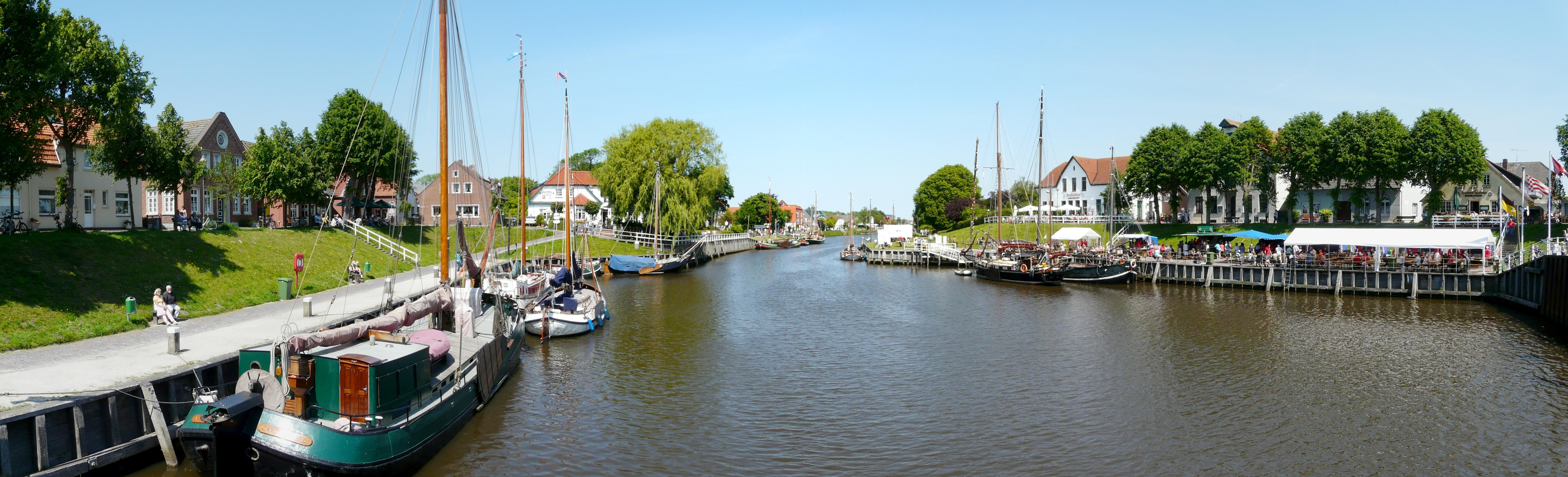
Panorama des Hafens von Carolinensiel

Die Stadt ist in deutlichem Maße vom Tourismus geprägt, wobei neben dem Küstenbadeort in den vergangenen Jahrzehnten auch das Binnenland eine größere Rolle einnahm.
Bis zur Gebietsreform 1972 war die Kreisstadt eine Binnenlandgemeinde. Nach umfangreichen Eingemeindungen – darunter Ortschaften, die seit dem 16. Jahrhundert planmäßig der Harlebucht abgerungen wurden, wie etwa der Küstenort Carolinensiel – bildet die Nordsee die Nordgrenze der Stadt.
Der Stadtteil Carolinensiel führt seit 1983 die Bezeichnung Staatlich anerkanntes Nordseebad. Im Jahr 2021 erfolgte die Anerkennung als Nordseeheilbad. Der Küstenort verzeichnet den Großteil der Gäste- und Übernachtungszahlen im Wittmunder Stadtgebiet. Im Jahr 2010 wurden 140.500 Gäste gezählt, die Übernachtungszahlen betrugen rund 867.000. Gegenüber dem Vorjahr bedeutete dies ein Mehr von 1,4 Prozent. Im historischen Vergleich wird der Anstieg des Tourismus noch deutlicher. Im Jahr 1960 zählte Carolinensiel 1700 Gäste und 3500 Übernachtungen, 1965 4200 Gäste und gut 31.000 Übernachtungen. Im Jahr 1981 wurden in Wittmund/Carolinensiel 46.500 Gäste mit 528.000 Übernachtungen gezählt. Vier Jahre später waren es 72.800 Gäste mit 656.000 Übernachtungen, 1990 83.000 Gäste mit 756.000 Übernachtungen. Deutlich wird aus diesem Vergleich, dass die Zahl der Übernachtungen in den vergangenen 30 Jahren nicht so deutlich gestiegen ist wie die Zahl der Gäste, was den Trend zu kürzeren Aufenthalten widerspiegelt.
Touristischer Anziehungspunkt ist zum einen die Küstenlage am Wattenmeer mit dem Hafen Carolinensiel/Harlesiel. Dort ist die Reederei Warrings beheimatet, die den Fährverkehr nach Wangerooge sowie den Ausflugsverkehr übernimmt. In Carolinensiel ist in einem historischen Gebäude am Hafen eines der Nationalparkhäuser an der ostfriesischen Küste untergebracht. Zum anderen sind im Binnenland die Wälder und Wallheckenlandschaften von touristischer Bedeutung. Zugenommen hat in den vergangenen Jahren der Kulturtourismus, wobei die historischen Gebäude, vor allem die Kirchen, eine Rolle spielen. An und auf der Harle ist der Wassertourismus von Bedeutung, für Angler ebenso wie für Bootfahrer und Kanuten.
Wittmund verfügt über drei Campingplätze und zwei Wohnmobil-Stellplätze. Der Campingplatz Isums befindet sich an einem 60.000 Quadratmeter großen Freizeitsee an der Isumser Straße und liegt nur rund zwei Kilometer südlich der Kreisstadt Wittmund an der Straße nach Friedeburg. Der das ganze Jahr über geöffnete Campingplatz hat 70 Ganzjahresplätze und 30 Saisonplätze. Für Wohnmobile sind 12 Stellplätze vorhanden. Neben dem Campingplatz liegt das Sport- und Erlebnisbad Wittmund–Isums. Direkt am Nordseestrand von Harlesiel liegt der Campingplatz Harlesiel im Wittmunder Ortsteil Carolinensiel-Harlesiel. Er verfügt über 375 Dauerplätze, 380 Saisonplätze sowie 55 Mietwohnwagen. Ein weiterer Campingplatz befindet sich ebenfalls in Carolinensiel an der Friedrichsschleuse und besitzt 108 Stellplätze. Beide Campingplätze sind saisonabhängig von Mitte April bis Mitte September geöffnet. Der 60 Stellplätze umfassende Wohnmobil-Stellplatz Am Meer befindet sich direkt am Deichfuß zwischen dem Strand und der Hafeneinfahrt von Harlesiel. Auch er ist saisonabhängig geöffnet.
Neben Hotels und Pensionen sowie Ferienhäusern und -wohnungen in der Kernstadt und in Carolinensiel gibt es auch in den anderen Ortsteilen Übernachtungsmöglichkeiten. Unter anderem ist bei Landwirten „Urlaub auf dem Bauernhof“ möglich.
Der Einkaufsort Wittmund (Kernstadt) versorgt im Wesentlichen das umliegende Stadtgebiet. Als Einkaufsstadt befindet sich Wittmund im Wettbewerb mit den umliegenden Städten Jever, Esens und insbesondere Aurich, das die zweithöchste Einzelhandelszentralität unter den ostfriesischen Städten aufweist.

### Öffentliche Einrichtungen

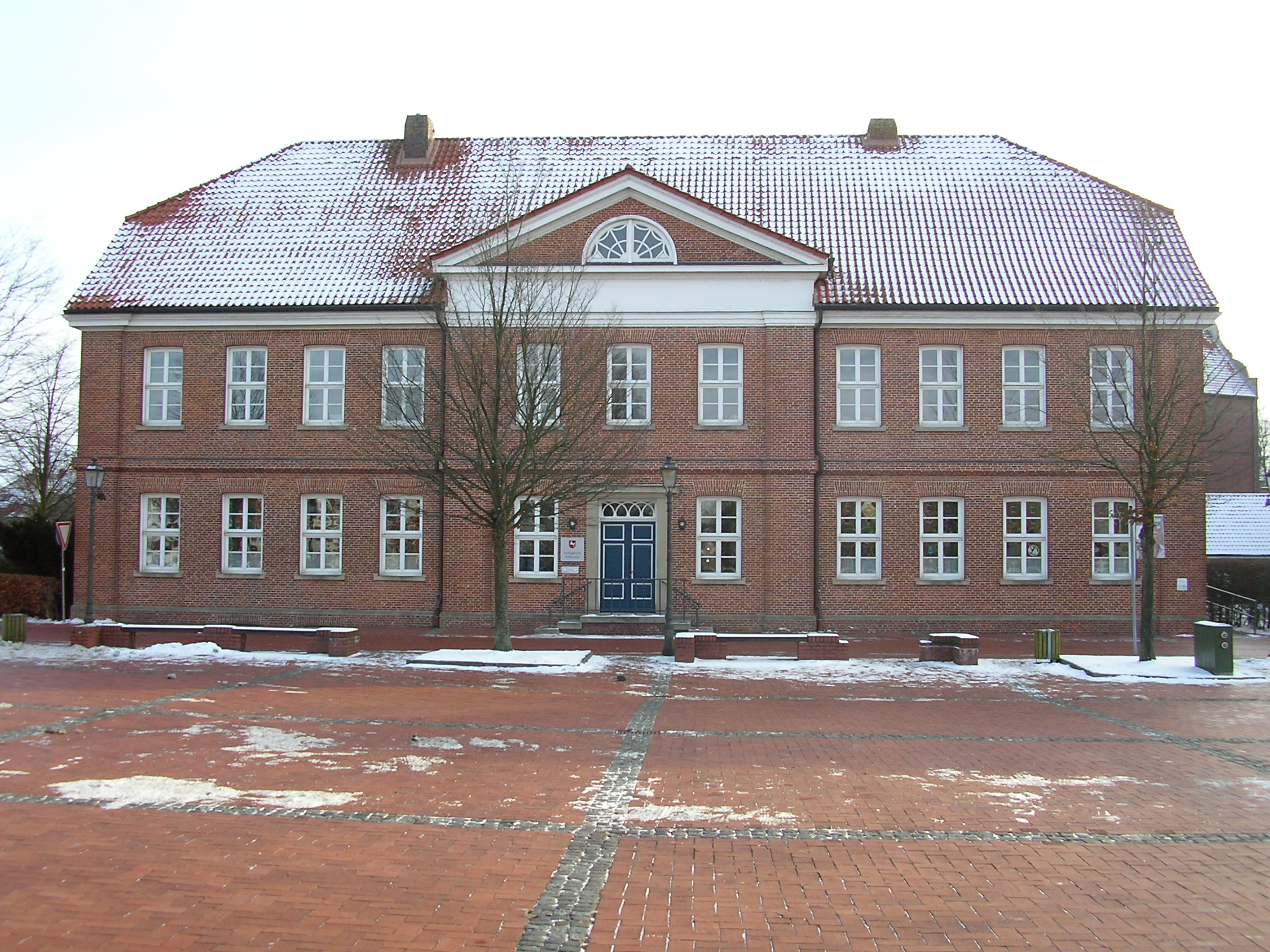
Amtsgerichtsgebäude Wittmund

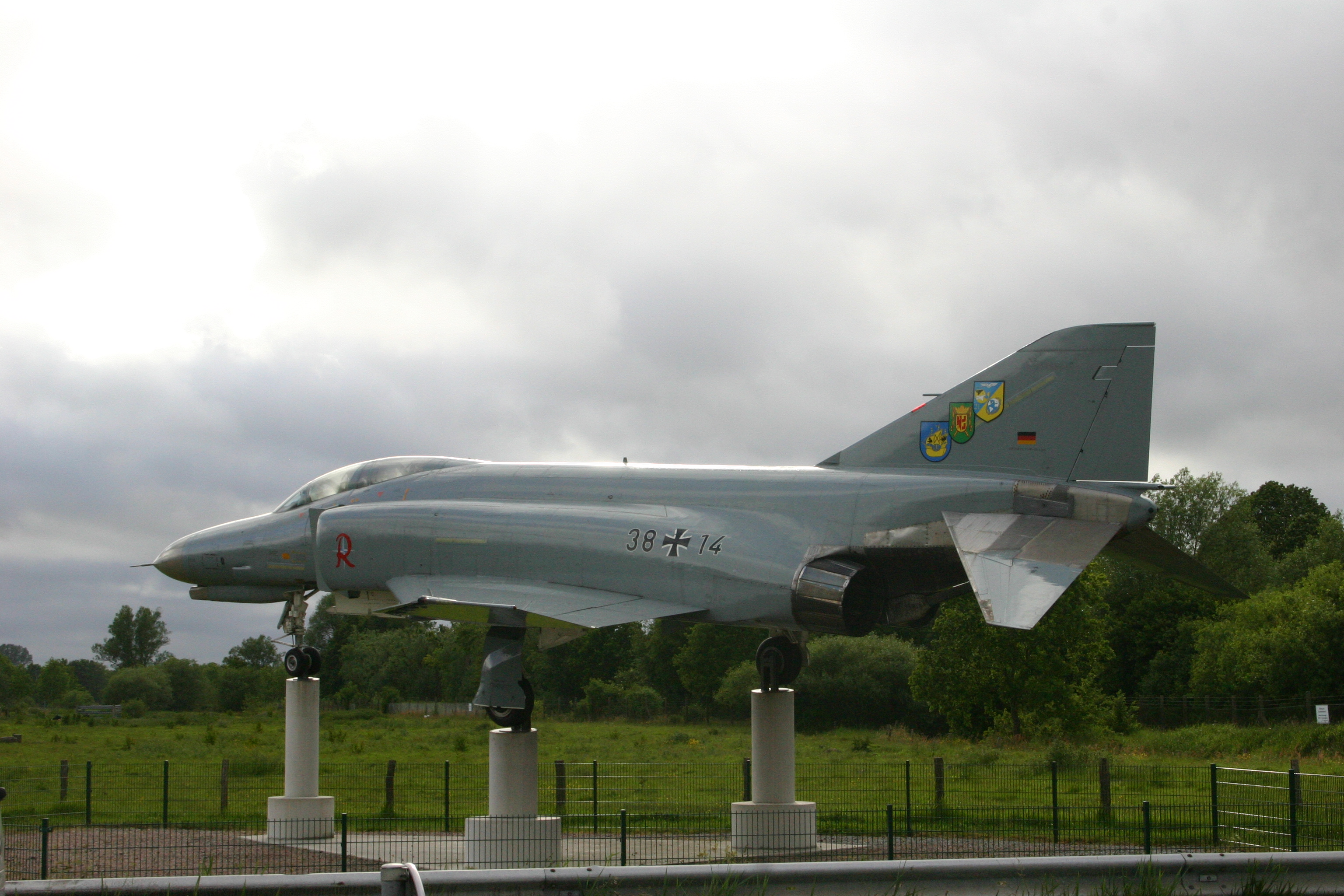
Ausgemusterte „Phantom“, aufgeständert nahe der Kaserne

Der öffentliche Dienst spielt im Wirtschaftsleben der Stadt Wittmund eine hervorgehobene Rolle. In der Kreisstadt sind nicht nur sämtliche Behörden der Kreisverwaltung ansässig. Als Dienstleistungszentrum für den umliegenden Landkreis beherbergt Wittmund auch Behörden wie das Finanzamt und das Katasteramt. Das Amtsgericht ist ebenfalls für den Bereich des Landkreises Wittmund zuständig. Übergeordnetes Landgericht ist das in Aurich, wo auch die für den Wittmunder Raum zuständige Staatsanwaltschaft ihren Sitz hat. Das einzige Krankenhaus auf dem Festland des Landkreises befindet sich ebenfalls in Wittmund (s. Abschnitt Gesundheitswesen unten). Seit dem 1. Januar 2005 befindet sich in Wittmund auch das Zentrum für Arbeitsvermittlung und Grundsicherung Wittmund (die sogenannte Hartz-IV-Behörde). Seit dem 1. Januar 2012 führt der Landkreis diese Behörde in eigener Zuständigkeit, die nunmehr auch die Bezeichnung Jobcenter Wittmund hat. In Wittmund ist auch die Geschäftsstelle Wittmund des Emder Bezirks der Agentur für Arbeit angesiedelt.
Neben den kreisweit tätigen Einrichtungen spielt die Wittmunder Stadtverwaltung eine weitere Rolle als Arbeitgeber. Der Stadtverwaltung nachgeordnet sind der Bauhof und weitere Betriebe. Außerdem ist die Tourismus-GmbH ein städtischer Eigenbetrieb.
Zu den großen öffentlichen Arbeitgebern in der Stadt zählt die Bundeswehr. Bereits im Jahre 1916 wurde Wittmundhafen als Anflugplatz für Zeppeline Standort eines fliegenden Verbandes. Seit 1961 ist das Taktische Luftwaffengeschwader 71 „Richthofen“ in Wittmundhafen stationiert. Des Weiteren ist die 4. Staffel des Objektschutzregiments der Luftwaffe dort stationiert. Die Kaserne des Geschwaders befindet sich unmittelbar südlich der Kernstadt und nördlich der Bundesstraße. Der Fliegerhorst selbst liegt etwa sechs Kilometer westlich der Kernstadt, nördlich des Ortsteils Ardorf. Ein Teil des Fliegerhorstes befindet sich bereits auf Auricher Stadtgebiet, desgleichen der Standortübungsplatz Brockzetel.
Im Wittmunder Wald befindet sich der Kreisnaturschutzhof Willen-Hohehahn. Die Einrichtung wurde 1994 als regionales Umwelt- und Naturzentrum errichtet und wird von der Kreisvolkshochschule des Landkreises Wittmund geführt. Als außerschulischer Lernort wendet er sich hauptsächlich an Schulen, Kindergärten und andere Jugendgruppen. Auf dem Gelände des Naturschutzhofs befinden sich Ausstellungsflächen, ein Waldlehrgarten, Streuobstwiesen, Feuchtbiotope sowie ein Zeltplatz für Schüler- und Jugendgruppen. Auffälligstes Objekt ist seit Mai 2000 der sogenannte Baumregionenturm, ein 23 Meter hoher Aussichtsturm aus Lärchenholz, von dem aus über die Baumkronen des Wittmund-Waldes hinweggeschaut werden kann.

### Verkehr

Verkehrsanbindung von Wittmund

Wittmund liegt an der Bundesstraße 210, die von Emden über Aurich bis Wittmund und dann weiter nach Jever und Wilhelmshaven führt. Sie ist nach der A 28 die zweitwichtigste Ost-West-Verbindung auf der ostfriesischen Halbinsel. Im Bereich Wittmund wird die B 210 über eine südliche Ortsumgehung an der Stadt vorbeigeführt. Östlich der Stadt zweigt die Bundesstraße 461 in Richtung Carolinensiel ab. Sie ist eine der kürzesten Bundesstraßen und eine der wenigen, die in derselben Stadt beginnt und auch wieder endet; sie ist zirka zwölf Kilometer lang und führt von Wittmunder Stadtkern zum Stadtteil Carolinensiel. Die nächstgelegene Autobahn-Anschlussstelle ist das Wilhelmshavener Kreuz an der A 29, etwa 22 Kilometer vom Wittmunder Stadtkern entfernt. Die Schortenser Ortsumgehung im Zuge der B 210 wird die Strecke noch verkürzen.
Neben den Bundesstraßen spielen im überörtlichen Verkehr die Landesstraßen eine Rolle. In Carolinensiel beginnt die L 6, die über Esens, Westerholt und Hage nach Norden führt. Seit Ende 2010 wird der Ortskern von einer etwa zweieinhalb Kilometer langen Umgehungsstraße entlastet, deren Bau rund neun Millionen Euro kostete. Die L 10 verbindet die Wittmunder Kernstadt mit den Stadtteilen Blersum und Burhafe und führt weiter nach Esens. Im südlichen Stadtgebiet verläuft die L 11 vom Stadtkern über den Stadtteil Leerhafe und den Friedeburger Ortsteil Reepsholt nach Friedeburg. Von dieser Straße zweigt bei der Wittmunder Ortschaft Rispel die L 12 ab, die über Wiesmoor nach Remels führt. Die weiteren Ortsteile werden über Kreisstraßen und Gemeindestraßen erschlossen. An vielen der Hauptverkehrsstraßen befinden sich separate Radwege. Es gibt allerdings auch Lücken, darunter an der Landesstraße 12.

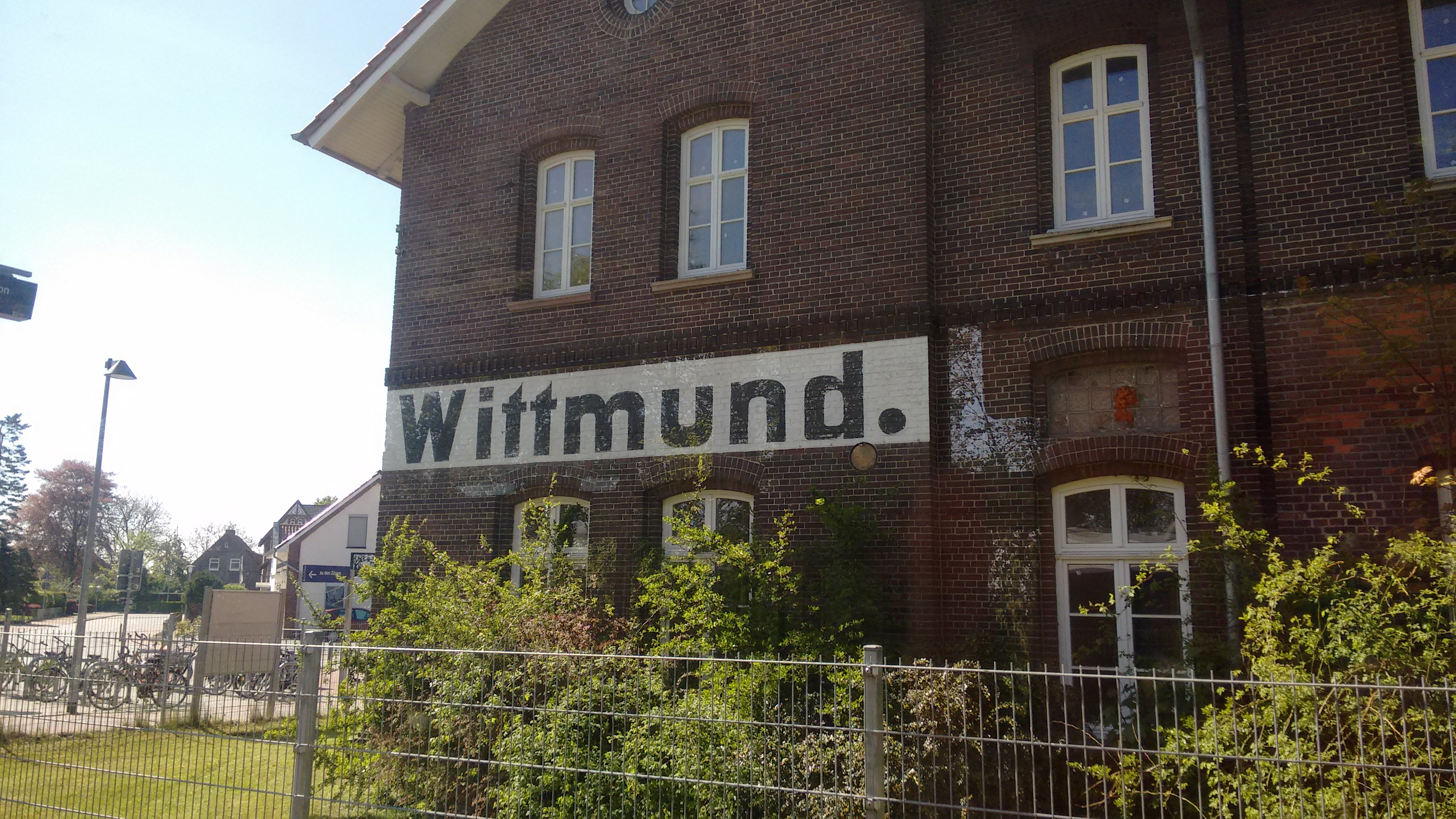
Bahnhof Wittmund mit der noch erhaltenen Schrift aus der Zeit lange vor dem ersten DB-Einheitsdesign.

Die Stadt liegt an der Ostfriesischen Küstenbahn von Wilhelmshaven über Jever nach Esens (KBS 393), die bis Mai 1983 noch weiter über Dornum (ab hier Museumsbetrieb) zum Bahnhof Norden führte und reaktiviert werden soll. Es gibt hier ein Bahnhofsgebäude. Der Bahnhof wird im 60-Minuten-Takt durch die Züge der zur Transdev GmbH gehörenden NordWestBahn bedient. Seit Ende 2005 gibt es auch wieder einen Haltepunkt im Stadtteil Burhafe. Bis zum 1. Dezember 1951 endete in Wittmund ein Streckenast der Kreisbahn Aurich, welche die genannten Städte über Esens auf Meterspur verband und in erster Linie dem Güterverkehr, aber auch dem Personentransport diente. Auf Teilen der alten, längst abgebauten Bahnstrecke verlaufen Radwege und der Ostfrieslandwanderweg.
Neben der Eisenbahn trägt der Busverkehr die Hauptlast des ÖPNV. Verbindungen bestehen mit der Deutsche-Bahn-Tochter Weser-Ems-Bus nach Friedeburg, Aurich und Jever. Innerhalb des Stadtgebiets fährt eine Linie vom Stadtkern nach Carolinensiel/Harlesiel. Zwischen dem Fähranleger Harlesiel und dem Bahnhof in Norden verkehrt ein Bus, der die gesamten Fähr- und Sielorte der Küste miteinander verbindet.
Im Harlesieler Hafen ist noch eine kleinere Kutterflotte beheimatet. Daneben wird er für Sportboote genutzt. Der Fähranleger nach Wangerooge liegt am östlichen Ufer der dort mündenden Harle und bereits auf Wangerländer Gemeindegebiet, desgleichen der für den Inselverkehr genutzte Flugplatz Harle. Der nächstgelegene Regionalflugplatz ist der JadeWeserAirport in Sande unmittelbar südlich der Wilhelmshavener Stadtgrenze. Der nächstgelegene internationale Verkehrsflughafen ist der rund 120 Kilometer entfernte Flughafen Bremen.

### Bildung

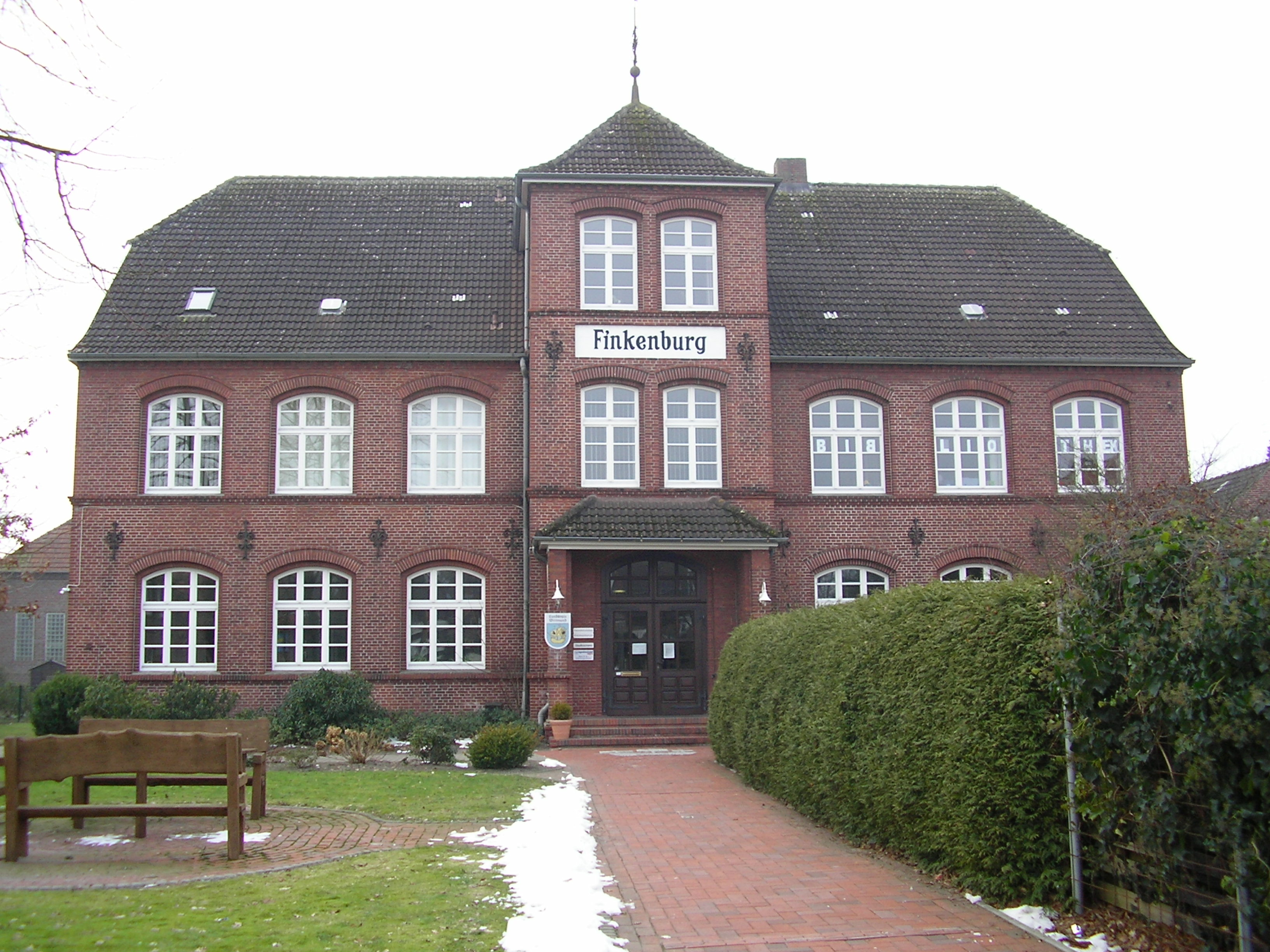
Das alte Gebäude der Finkenburgschule

In der Stadt Wittmund gibt es ein Schulangebot bis zur Hochschulreife sowie eine Förderschule. Die vier Grundschulen befinden sich in Wittmund (Finkenburgschule), Burhafe (Piet-Mondrian-Grundschule), Carolinensiel (Grundschule Carolinensiel) sowie in Leerhafe mit einer Zweigstelle in Ardorf (Grundschule Leerhafe/Ardorf). Die Schule an der Lessingstraße ist eine Förderschule, zu deren Einzugsgebiet auch die Gemeinde Friedeburg gehört. In den Friedeburger Ortschaften Horsten und Wiesede unterhält die Schule an der Lessingstraße sogenannte Förderklassen. Abschlüsse der Sekundarstufe I und II können an der „Alexander-von-Humboldt-Schule“, einer kooperativen Gesamtschule, erlangt werden. Seit August 2007 arbeitet sie als Ganztagsschule. Zum Wittmunder Schulangebot gehören auch Berufsbildende Schulen mit einer Zweigstelle in Esens. Träger der Einrichtung ist der Landkreis Wittmund. Ebenfalls in Trägerschaft des Landkreises sind die Kreisvolkshochschule und die Kreismusikschule, die in einem Gebäude nahe dem Stadtkern untergebracht sind. Für die frühkindliche Bildung stehen im Stadtgebiet sieben Kindertagesstätten zur Verfügung. In Trägerschaft der Stadt befinden sich die Kindergärten im Kernort an der Robert-Koch-Straße, in Ardorf, Blersum/Burhafe und Carolinensiel, in Trägerschaft der evangelisch-lutherischen Kirche sind zwei Kindergärten im Kernort (Goethestraße und St. Nicolai) sowie einer in Leerhafe. Die nächstgelegenen Fachhochschulen befinden sich in Wilhelmshaven und Emden, die nächstgelegene Universität ist die Carl von Ossietzky Universität Oldenburg.

### Medien

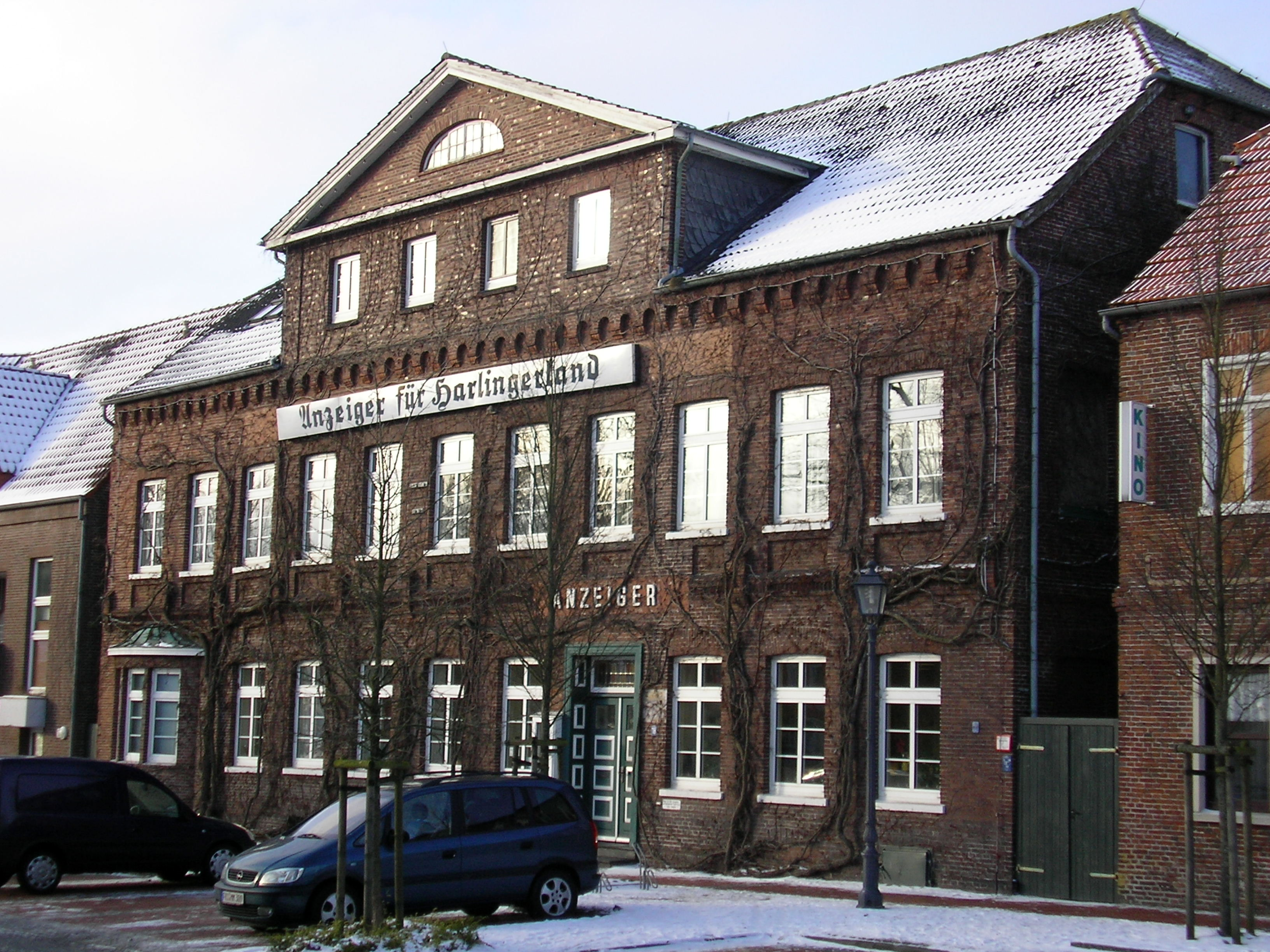
Verlagshaus des „Anzeiger für Harlingerland“

In Wittmund erscheint der Anzeiger für Harlingerland. Die Tageszeitung ist der Marktführer im Landkreis Wittmund. Daneben gibt es eine Regionalausgabe der einzigen ostfrieslandweit erscheinenden Tageszeitung Ostfriesen-Zeitung. Das monatlich kostenlos herausgegebene Wir vermittelt Wittmunder Impressionen für Einheimische und Touristen. Aus der Stadt berichtet zudem der Bürgerrundfunksender Radio Ostfriesland, der in Wilhelmshaven beheimatete Sender Radio Jade kann ebenfalls empfangen werden.

### Gesundheitswesen

Klinik-Logo

Das gemeinnützige Krankenhaus Wittmund gGmbH am Dohuser Weg im Westen der Kernstadt ist ein Akutkrankenhaus und mit rund 420 Beschäftigten einer der größten Arbeitgeber der Stadt. Der Landkreis Wittmund errichtete das Krankenhaus von 1965 bis 1968 für rund 11,5 Millionen DM. Es verfügt über 152 Betten in zwei Fachabteilungen sowie drei Belegabteilungen. Jedes Jahr werden rund 8000 Patienten stationär und rund 13000 ambulant behandelt. In der Abteilung Gynäkologie und Geburtshilfe wurden jährlich rund 450 Babys entbunden. Ende 2018 wurde die Abteilung der Geburtshilfe, aufgrund des Ausscheidens von Hebammen und des Gynäkologen, geschlossen. Alleiniger Gesellschafter der Krankenhaus Wittmund gGmbH ist der Landkreis Wittmund. Der Förderverein für das Krankenhaus Wittmund e. V. unterstützt das Krankenhaus Wittmund ideell, materiell und finanziell. Das Krankenhaus kooperiert mit anderen ostfriesischen Kliniken, um Doppelangebote abzubauen und Kosten zu senken.
Am Krankenhaus angesiedelt ist das Ärztehaus, das zusammen mit dem Krankenhaus das Medizinische Versorgungszentrum (MVZ) bildet. Am 1. September 2012 wurde der große Erweiterungsbau des Ärztehauses eröffnet; das Gesamtangebot des Gesundheitszentrums wurde der Bevölkerung im Rahmen eines Tages der offenen Tür am 9. September 2012 vorgestellt.
In Wittmund ist eine von sechs Rettungswachen im Landkreis beheimatet. In den ostfriesischen Kreistagen und im Emder Stadtrat gibt es seit einigen Jahren Diskussionen, in Wittmund eine Rettungsdienst-Leitstelle für den gesamten ostfriesischen Raum einzurichten. Diese kooperative Leitstelle wird auf Rettungsdienst-/Feuerwehrseite für die Kreise Aurich, Leer, Wittmund und auf Polizeiseite zusätzlich noch für Emden zuständig sein. Der Start des Echtbetriebes der Leitstelle am Dohuser Weg in Wittmund erfolgte am 1. April 2014.

## Persönlichkeiten

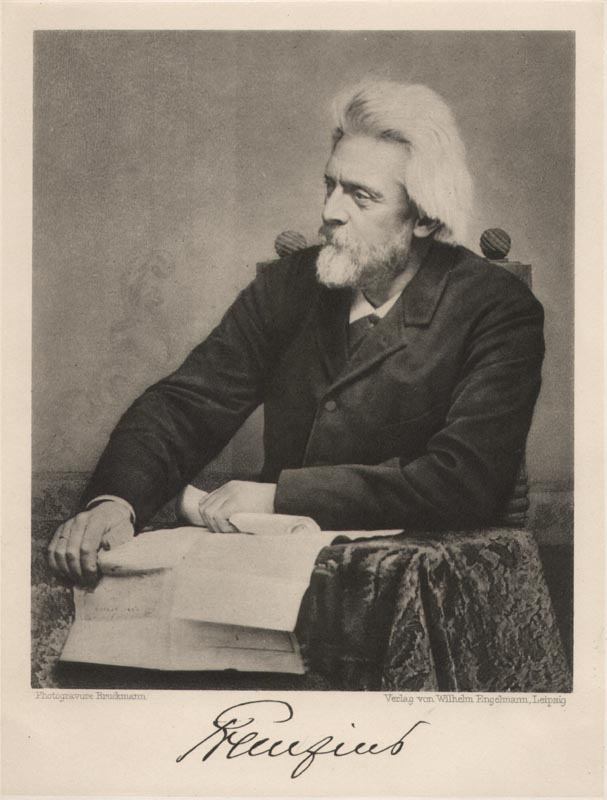
Ludwig Franzius

### Söhne und Töchter der Stadt
Verstorbene:
- Jekutiel Blitz (um 1634–1684) – Jüdischer Gelehrter
- Johann Gerhard von Angelbeek (1727–1799) – Gouverneur der Niederländischen Ostindien-Kompanie (VOC) in Malabar und Ceylon
- Jabbo Oltmanns (1783–1833) – Der Astronom und Mathematiker war ein Mitarbeiter Alexander von Humboldts.
- Ludwig Franzius (1832–1903) – Der Wasserbau-Ingenieur war seit 1875 als Oberbaudirektor in der Hansestadt tätig. Nach neunjähriger Erforschung der Strömungsverhältnisse führte er ab 1887 Weserkorrektion und parallel dazu den Ausbau des Hafens in der Stadt Bremen durch. Damit hat er einen wesentlichen Beitrag zur Entwicklung des Bremer Hafens in der zweiten Hälfte des 19. Jahrhunderts geleistet.
- Gerhard Oncken (1836–1898) – Gutsbesitzer und nationalliberaler Angeordneter im Preußischen Abgeordnetenhaus
- Ludwig Klingenberg (1840–1924) – Der Architekt baute im Nordwesten Deutschlands eine Reihe markanter Häuser, unter anderem das Kreishaus in seiner Geburtsstadt.
- Engelhard Ostermoor (1865–1931) – Theologe und Gemeindegründer des Bundes Freier evangelischer Gemeinden
- Moritz Neumark (1866–1943) – Der Industrielle und Erfinder stammte aus einer alteingesessenen Wittmunder Kaufmannsfamilie. Er bestimmte von 1905 bis 1934 wesentlich die Geschicke des Hochofenwerks Lübeck.
- Hugo Klingemann (1869–1942) – Maler der Düsseldorfer und Münchner Schule
- Johannes Reimers (1885–1947) – Politiker (KPD), Mitglied des Oldenburgischen Landtags
- Walter Winter (1919–2012) – Sinto, Überlebender des Porajmos und Zeitzeuge
- Jan Siefke Kunstreich (1921–1991) – Kunsthistoriker und Kabarettist
- Menno Smid (1928–2013) – Theologe, geboren im heutigen Stadtteil Niegenbargen
- Karl-Heinz Janßen (1930–2013) – Der Historiker und Journalist (Die Zeit) wurde in Carolinensiel geboren.
- Eilt-Jürgen Entjer (1939–2020) – Apotheker und Regattasegler
- Walter Freiwald (1954–2019) – Moderator

Lebende:
- Hans-Wilhelm Müller-Wohlfahrt (* 1942) – Der bekannte Sportmediziner war 1995–2018 Sportarzt der deutschen Fußballnationalmannschaft und war 1977–2015 und 2017–2020 Sportarzt des FC Bayern München, geboren im heutigen Stadtteil Leerhafe
- Karl-Heinz Klein (* 1947) – Berufsboxer
- Bernd Rieken (* 1955) – Ethnologe und Psychotherapeut, geboren in Rispelerhelmt
- Ulla Ihnen (* 1956) – ehemalige Bundestagsabgeordnete der FDP und niedersächsische Staatssekretärin a. D.
- Frauke Seewald (* 1961) – Präsidentin des Landgerichtes Aurich
- Gerold Rahmann (* 1962) – Agrarökonom
- Matthias Rogg (* 1963) – Offizier und Historiker
- Edo Reents (* 1965) – Kulturjournalist und Literaturkritiker
- Jochen Oltmer (* 1965) – Historiker und Migrationsforscher
- Lars Rudolph (* 1966) – Schauspieler und Musiker
- Rolf Niehus (* 1966) – Basketballspieler
- Mense Reents (* 1970) – Musiker und Musikproduzent
- Søren W. Gersting (* 1971) – Mediziner und Unternehmer
- Christine Vogel (* 1973) – Historikerin
- Henny Reents (* 1974) – Schauspielerin
- Holger Heymann (* 1977) – ehemaliger Landtagsabgeordneter, jetzt Landrat des Landkreises
- Timo Schultz (* 1977) – Der Fußballspieler ist zwar in Wittmund geboren, aber in Esens aufgewachsen
- Eske Wunder (* 1977) – Sängerin und Moderatorin
- Christian Alder (* 1978) – Fußballspieler
- Niels Juister (* 1978) – Architekt und Denkmalpfleger
- Claudia Tschöke (* 1978) – Fußballspielerin
- Andrea Reitmeyer (* 1979) – Autorin und Illustratorin
- Niklas Kühl (* 1987) – Wirtschaftsinformatiker
- Marten Schmidt (* 1996) – Fußballspieler

### Mit Wittmund verbunden
- Henrich Becker (* 1747 in Dornum; † 1819 in Neufunnixsiel) – Der ostfriesische Porträtmaler lebte zeitweise in Neufunnixsiel, wo er 1819 starb.
- Zwei Orgelbauer lebten in Wittmund, wo sich ihre Werkstatt befand, und hinterließen hier und anderen Orten Ostfrieslands eine größere Zahl historischer Orgeln:
  - Johann Friedrich Constabel (* 1690; † 1762 in Wittmund)
  - Hinrich Just Müller (* 1740 in Fürstenau; † 1811 in Wittmund), sein Nachfolger.
- Wilhelm Kleinadel: (* 1907 in Wiesbaden), Redakteur und Schriftsteller, lebte in Wittmund[191]
- Hermann Creutzenberg (* 1923 in Hartsgast; † 1998 in Wittmund) war von 1970 bis 1986 für die CDU Mitglied des Niedersächsischen Landtags.
- Wolfgang Bittner (* 1941 in Gleiwitz/Oberschlesien) – Der Schriftsteller wuchs in Wittmund auf, lebt aber inzwischen in Göttingen und Köln.
- Gerhard Silber (* 1950 in Kassel), Wissenschaftler, Hochschullehrer und Bildender Künstler, lebt und arbeitet in Wittmund und Bad Harzburg.

Eine Reihe von Militärs sind mit dem traditionellen Luftwaffen-Standort Wittmund verbunden:
- Klaus-Peter Stieglitz (* 1947 in Lutherstadt Eisleben) – Der ehemalige Inspekteur der Luftwaffe war zwischen 1973 und 1981 beim Richthofengeschwader eingesetzt.
- Dirk Böcker (* 1945) – Der frühere Stellvertreter des Generalinspekteurs der Bundeswehr war ebenfalls beim Wittmunder Geschwader aktiv. Er lebt in Wittmund.
- Volker Zimmer (* 1949 in Gießen) war in den 1970er Jahren in Wittmund eingesetzt und ab 2009 Kommandeur der inzwischen aufgelösten 4. Luftwaffendivision im benachbarten Aurich.
- Günter Katz (* 1962 in Wiesbaden) – Der derzeitige Kommandierende General des Luftwaffentruppenkommandos war von 1986 bis 1996 beim Richthofengeschwader eingesetzt, davon ab 1994 als Staffelkapitän der 2. Jagdstaffel.[192]
- Christian Badia (* 1963 in Hausham) – Der derzeitige Deputy Supreme Allied Commander Transformation war von 1996 bis 1998 Staffelkapitän der 1. Jagdstaffel des Richthofengeschwaders.[193]
- Ingo Gerhartz (* 1965 in Cochem) – Der derzeitige Inspekteur der Luftwaffe war zwischen 1990 und 1998 beim Richthofengeschwader eingesetzt.[194]